# Revolução Constitucionalista de 1932
A Revolução Constitucionalista de 1932, também conhecida como Revolução de 1932 ou Guerra Paulista, foi o movimento armado ocorrido nos estados de São Paulo, Maracaju (atual Mato Grosso do Sul) e Rio Grande do Sul, entre julho e outubro de 1932, que tinha por objetivo derrubar o governo provisório de Getúlio Vargas e convocar uma Assembleia Nacional Constituinte.
O golpe de estado decorrente da Revolução de 1930 derrubou o então presidente da república, Washington Luís; impediu a posse do seu sucessor eleito nas eleições de março de 1930, Júlio Prestes; depôs a maioria dos presidentes estaduais (atualmente se denominam governadores); fechou o Congresso Nacional, as Assembleias Legislativas Estaduais e as Câmaras Municipais; e, por fim, cassou a Constituição de 1891, até então vigente. Getúlio Vargas, candidato derrotado nas eleições presidenciais de 1930 e um dos líderes do movimento revolucionário de 1930, assumiu a presidência do governo provisório nacional em novembro daquele ano com amplos poderes, colocando fim ao período denominado República Velha e à política do café com leite — quando São Paulo e Minas Gerais se alternavam na indicação do presidente da República, impedindo que o principal cargo do Poder Executivo fosse ocupado por representante de outros estados economicamente importantes à época, como Rio Grande do Sul e Pernambuco. Havia o compromisso de convocação de novas eleições e a formação de uma Assembleia Nacional Constituinte para a promulgação de uma nova Constituição, porém nos anos subsequentes essa expectativa deu lugar a um sentimento de frustração, dada a indefinição quanto ao cumprimento dessas promessas, acumulada ao ressentimento contra o governo provisório, principalmente no estado de São Paulo. Esse sentimento era motivado pelo fato de Getúlio Vargas governar de forma discricionária por meio de decretos, sem respaldo de uma Constituição e de um Poder Legislativo. Essa situação fez também diminuir a autonomia que os estados brasileiros gozavam durante a vigência da Constituição de 1891, pois os interventores indicados por Vargas, em sua maioria tenentes, não correspondiam aos interesses dos grupos políticos locais. Para São Paulo foi designado o tenente João Alberto Lins de Barros, a quem os oligarcas paulistas tratavam pejorativamente como "forasteiro e plebeu" ou ainda por "o pernambucano". Outro revés foi a grave crise econômica em consequência da Grande Depressão de 1929, que derrubou os preços internacionais do café, arruinando a oligarquia paulista. Foi a primeira grande revolta contra o governo de Getúlio Vargas.
O levante armado começou de fato em 9 de julho de 1932, precipitado pela revolta popular após a morte de quatro jovens por tropas getulistas, em 23 de maio de 1932, durante um protesto contra o Governo Federal. Após a morte desses jovens, foi organizado um movimento clandestino denominado MMDC (iniciais dos nomes dos quatro jovens mortos: Martins, Miragaia, Dráusio e Camargo), que começou a conspirar contra o governo provisório de Vargas, articulando junto com outros movimentos políticos uma revolta substancial. Houve também uma quinta vítima, Orlando de Oliveira Alvarenga, que também foi baleado naquele dia no mesmo local, mas morreu meses depois. Nos meses precedentes ao movimento, o ressentimento contra o presidente ganhava força indicando uma possível revolta armada e o governo provisório passou a especular a hipótese de o objetivo dos revoltosos ser a secessão de São Paulo do Brasil. No entanto, o argumento separatista jamais foi comprovado fidedigno, porém, ainda assim, esse argumento foi utilizado na propaganda do governo provisório ao longo do conflito para instigar a opinião pública do restante do país contra os paulistas, obter voluntários na ofensiva contra as tropas constitucionalistas e ganhar aliados políticos nos demais estados contra o movimento de São Paulo.
Quando o estado de São Paulo precipitou a revolta contra o governo provisório de Vargas, seus líderes tinham a expectativa da automática adesão de outros estados brasileiros, dada a solidariedade manifestada por parte das elites políticas dos estados de Minas Gerais, do Rio Grande do Sul e do então Mato Grosso. Assim, os políticos de São Paulo esperavam apenas um breve conflito militar, com uma rápida marcha para o Rio de Janeiro, onde então situava-se a capital do país, para depor Getúlio. Logo, os revoltosos não organizaram um sistema defensivo em suas fronteiras contra possíveis ofensivas militares dos estados vizinhos. No entanto, a solidariedade daqueles estados não se traduziu em apoio efetivo, e, com a espera por parte dos paulistas pelos apoios supostamente prometidos, Getúlio Vargas teve tempo de articular uma reação militar de modo a sufocar a revolução ainda nos seus estágios iniciais, obrigando o estado de São Paulo a ter de improvisar em pouco tempo um amplo sistema militar defensivo em suas fronteiras contra a ofensiva de tropas de todos os estados brasileiros, com a exceção do sul do Mato Grosso. Após quase três meses de intensos combates nos quatro cantos do estado, o conflito foi encerrado em 2 de outubro de 1932 com a rendição do Exército Constitucionalista.
Atualmente, o dia 9 de julho, que marca o início da Revolução de 1932, é a data cívica mais importante do estado de São Paulo e feriado estadual. Os paulistas consideram a Revolução Constitucionalista como sendo o maior movimento cívico de sua história. A lei 12.430, de 20 de junho de 2011, inscreveu os nomes de Martins, Miragaia, Dráusio e Camargo, heróis paulistas de 1932, no Livro dos Heróis da Pátria. No total, foram 87 dias de combates (de 9 de julho a 4 de outubro de 1932 - sendo os últimos dois dias depois da rendição paulista), com um saldo oficial de 934 mortos, embora estimativas, não oficiais, reportem até 2 200 mortos, sendo que numerosas cidades do interior do estado de São Paulo sofreram danos devido aos combates. Apesar da derrota militar do movimento, algumas de suas principais reivindicações foram obtidas posteriormente, por exemplo, com a nomeação de um interventor civil e paulista, a convocação de uma Assembleia Constituinte e a promulgação de uma nova Constituição em 1934. No entanto, essa Constituição teve curta duração, pois em 1937, Vargas fechou o Congresso Nacional, cassou a Constituição vigente e outorgou outra nova Constituição, justificando tais medidas a um suposto extremismo de movimentos políticos da época. Assim, a partir de então, foi estabelecido o regime ditatorial conhecido como Estado Novo, que perdurou até 1945, ano em que Vargas foi deposto por um grupo militar composto por generais, antigos aliados.

## Antecedentes

### Revolução de 1930
Na primeira metade do século XX, o estado de São Paulo vivenciou um acelerado processo de industrialização e enriquecimento devido aos lucros da lavoura de café e à articulação da política do café com leite. Por essa política, criada pelo presidente da república Campos Sales, se alternavam na presidência da República políticos dos estados de São Paulo e de Minas Gerais, os estados mais ricos e populosos da União.
No início de 1929, o Governo Washington Luís, ao nomear o paulista Júlio Prestes, apoiado por dezessete estados, preteriu a vez de Minas Gerais no jogo da sucessão presidencial, rompendo a "política do café com leite", que vinha sendo aplicada desde o governo de Afonso Pena (1906-1909) que substituiu o paulista Rodrigues Alves na presidência da República. De acordo com este revezamento Minas Gerais - São Paulo na presidência da república, o candidato oficial, em 1930, deveria ser um mineiro, que poderia ser o presidente de Minas Gerais Antônio Carlos Ribeiro de Andrada ou o vice-presidente da república Fernando de Melo Viana, ou ainda o ex-presidente Artur Bernardes, entre outros próceres políticos mineiros. Porém, Washington Luís, depois de consultar os 20 presidentes de estado, em julho de 1929, recebeu o apoio de 17 deles a Júlio Prestes, e o indicou como candidato oficial à presidência da república nas eleições marcadas para 1 de março de 1930. Minas Gerais, então, rompe com São Paulo, une-se à bancada gaúcha no Congresso Nacional e promete apoio a Getúlio Vargas, se este concorresse à presidência.
Em setembro de 1929, Minas Gerais, Rio Grande do Sul e Paraíba formaram a "Aliança Liberal" lançando Getúlio à presidência e João Pessoa, da Paraíba, à vice-presidência. Apoiavam Getúlio também o Partido Democrático de São Paulo, parte das classes médias urbanas e os tenentes, que defendiam reformas sociais e econômicas para o país. Os outros dezessete estados da época apoiaram Júlio Prestes. Nesse momento, setembro de 1929, já se percebia em São Paulo, que a Aliança Liberal e uma eventual revolução visavam especificamente São Paulo. Nos debates, na Câmara dos Deputados e no Senado Federal, em 1929, dizia-se abertamente que se a Aliança Liberal não ganhasse a eleição, haveria revolução.
Tendo o senador estadual de São Paulo Cândido Nanzianzeno Nogueira da Motta denunciado, profeticamente, na tribuna do Senado do Congresso Legislativo do Estado de São Paulo, em 24 de setembro de 1929, que:
| “ | A guerra anunciada pela chamada Aliança Liberal não é contra o sr. Júlio Prestes, é contra nosso estado de São Paulo, e isso não é de hoje. A imperecível inveja contra o nosso deslumbrante progresso que deveria ser motivo de orgulho para todo o Brasil. Em vez de nos agradecerem e apertarem em fraternos amplexos, nos cobrem de injúrias e nos ameaçam com ponta de lanças e patas de cavalo! | ” |

Cândido Nogueira da Motta citou ainda o senador fluminense Irineu Machado, que previra a reação de São Paulo:
| “ | A reação contra a candidatura do Dr. Júlio Prestes representa não um gesto contra o presidente do estado, mas uma reação contra São Paulo, que se levantará porque isto significa um gesto de legítima defesa de seus próprios interesses | ” |

Em meio à grave crise econômica, devido à Grande Depressão de 1929 que derrubara os preços do café, Júlio Prestes, que era membro do Partido Republicano Paulista, foi eleito presidente em 1 de março de 1930, vencendo em dezessete estados e no Distrito Federal, mas não tomou posse. Apesar da grande votação nos três estados aliancistas, Getúlio Vargas foi largamente derrotado. Júlio Prestes, em São Paulo, teve 91% dos votos válidos.
A ala mais radical da Aliança Liberal resolve pegar em armas e usa o assassinato de João Pessoa, em julho de 1930, como o estopim do movimento. O crime não teve motivos políticos, mas foi usado como tal, cujo impacto emocional deu novo ânimo aos oposicionistas derrotados. Cresce o apoio popular e os preparativos do golpe foram levados adiante e com rapidez, pois se aproximava o momento da posse de Júlio Prestes. Em 3 de outubro de 1930 estoura a insurreição. Os rebeldes tomam os três estados que irradiaram a revolução: (Rio Grande do Sul, Minas Gerais e Paraíba) e rumam para a capital federal.

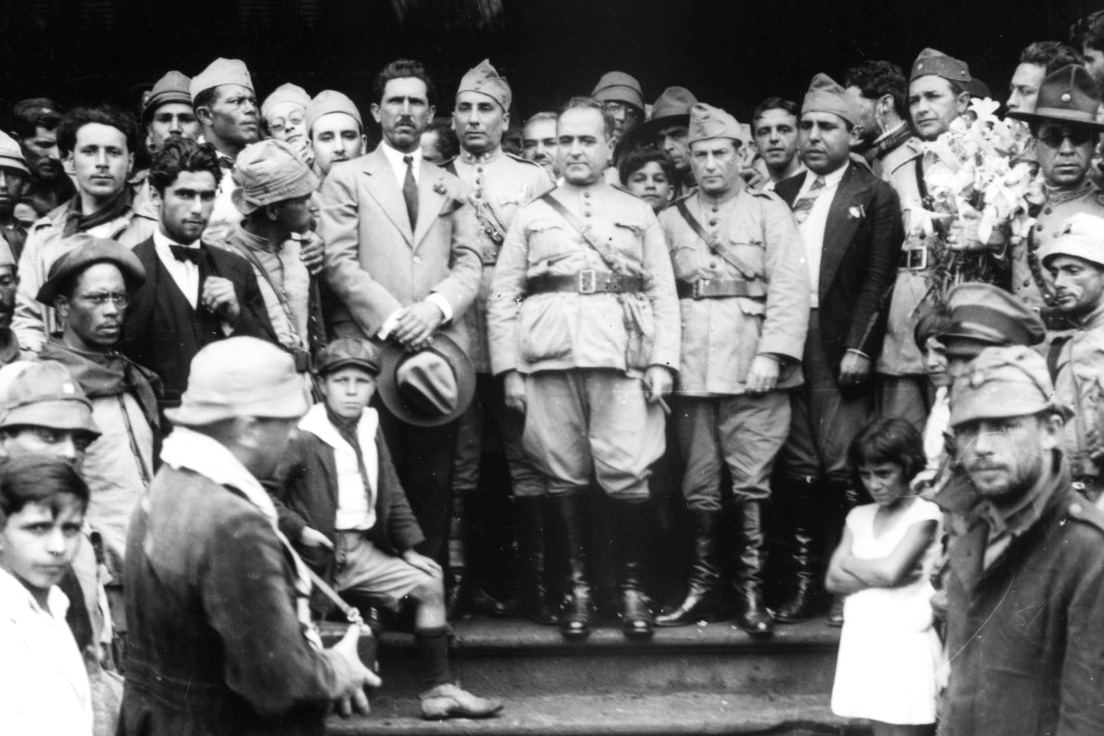
Comitiva de Getúlio Vargas (ao centro) em passagem por Itararé a caminho do Rio de Janeiro durante a Revolução de 1930, fotografada por Claro Jansson.

Em 24 de outubro de 1930, um golpe militar liderado por comandantes militares no Rio de Janeiro depõe Washington Luís e entrega, em 3 de novembro de 1930, o poder a Getúlio Vargas. Vitoriosa a revolução de 1930, Vargas é nomeado chefe do Governo Provisório e põe fim à supremacia política de São Paulo e Minas Gerais no governo federal. Entre outras ações, anistiou os rebeldes das revoluções de 1922 e 1924, modificou o sistema eleitoral e criou o Ministério do Trabalho. Getúlio tomou posse, instalando no Brasil uma ditadura: suspendeu a Constituição e nomeou interventores em todos os estados, com exceção de Minas Gerais - reforçando o conflito com São Paulo; dissolveu o congresso nacional, os congressos estaduais (câmaras e senados estaduais) e as câmaras municipais.
Além de medidas de centralização política, outras se seguiram visando ao controle econômico pelo governo central: os estados foram proibidos de contrair empréstimos externos sem autorização do governo federal; o monopólio de compra e venda de moeda estrangeira pelo Banco do Brasil o faz controlar, assim, o comércio exterior. O governo impõe, ainda, medidas para controlar os sindicatos e as relações trabalhistas e cria instituições para intervir no setor agrícola, como forma de enfraquecer os estados.
Júlio Prestes, o presidente Washington Luís e vários outros apoiadores de Júlio Prestes foram exilados na Europa, e os jornais que apoiavam Júlio Prestes foram destruídos (na época se dizia empastelados), entre eles, os jornais paulistanos Folha de S. Paulo, A Plateia e o Correio Paulistano, e os jornais cariocas A Noite e O Paiz.
Getúlio nomeou interventores para o governo dos estados, sendo que para São Paulo foi designado o tenente, promovido a coronel pela Revolução de 1930, João Alberto Lins de Barros, a quem a oligarquia paulista tratava pejorativamente como um "forasteiro e plebeu" ou, ainda, por o pernambucano, codinome também adotado e difundido entre o povo paulista.
O Partido Democrático, que apoiara Vargas em São Paulo, conseguindo para este, 10% dos votos paulistas nas eleições de 1 de março, não conseguiu indicar o interventor federal em São Paulo. Para o comando da 2.ª Região Militar de São Paulo foi designado o general Isidoro Dias Lopes, e para o comando da Polícia Militar do Estado de São Paulo, então denominada "Força Pública", foi nomeado o major Miguel Costa. Ambos tinham tentado derrubar o governo paulista na Revolução de 1924. Miguel Costa havia sido expulso da Força Pública por causa de suas ações em 1924. Isidoro Dias Lopes, porém, passaria para o lado dos paulistas para ser um dos comandantes da Revolução de 1932.
Após a derrota de São Paulo em 24 de outubro de 1930, quando triunfou a Revolução de 1930, foi deposto o presidente em exercício de São Paulo Heitor Penteado e o estado passou a ser governado pelo gabinete dos quarenta dias, tendo o Tenente João Alberto como Delegado Militar da Revolução, formado por próceres do Partido Democrático. O gabinete dos quarenta dias renunciou devido às pressões dos tenentes, rompendo com João Alberto. A partir da renúncia, São Paulo foi governado por interventores federais: tenente João Alberto Lins de Barros (de 25 de novembro de 1930 até 24 de julho de 1931); Laudo Ferreira de Camargo (de 25 de julho de 1931 até 13 de novembro de 1931); coronel Manuel Rabelo (de 13 de novembro de 1931 até 7 de março de 1932); e Pedro de Toledo (de 7 de março de 1932 até o fim da Revolução de 1932, em 2 de outubro de 1932). Em 23 de maio de 1932, Pedro de Toledo, foi aclamado pelos paulistas como governador de São Paulo.
Logo depois de vitoriosa a Revolução de 1930, em 6 de novembro de 1930, Luís Carlos Prestes, que conhecia João Alberto do tempo da Coluna Prestes, lançou um manifesto onde dizia textualmente:
| “ | Brasileiros: Livrai-vos da desonestidade de um João Alberto! | ” |

E o tenente João Cabanas, um dos chefes da Revolução de 1924 e revolucionário de 1930, no seu livro Fariseus da Revolução, de 1932, assim definiu o tenente João Alberto:
| “ | João Alberto serve como exemplo: se, como militar, merece respeito, como homem público não faz jus ao menor elogio. Colocado, por inexplicáveis manobras e por circunstâncias ainda não esclarecidas, na chefia do mais importante estado do Brasil, revelou-se de uma extraordinária, de uma admirável incompetência, criando, em um só ano de governo, um dos mais trágicos confusionismos de que há memória na vida política do Brasil, dando também origem a um grave impasse econômico (déficit de 100 000 contos), e a mais profunda impopularidade contra a "Revolução de Outubro".. e ter provocado no povo paulista, um estado de alma equívoco e perigoso. Nossa história não registra outro período de fracasso tão completo como o do "Tenentismo inexperiente"!. | ” |

### Revolta paulista

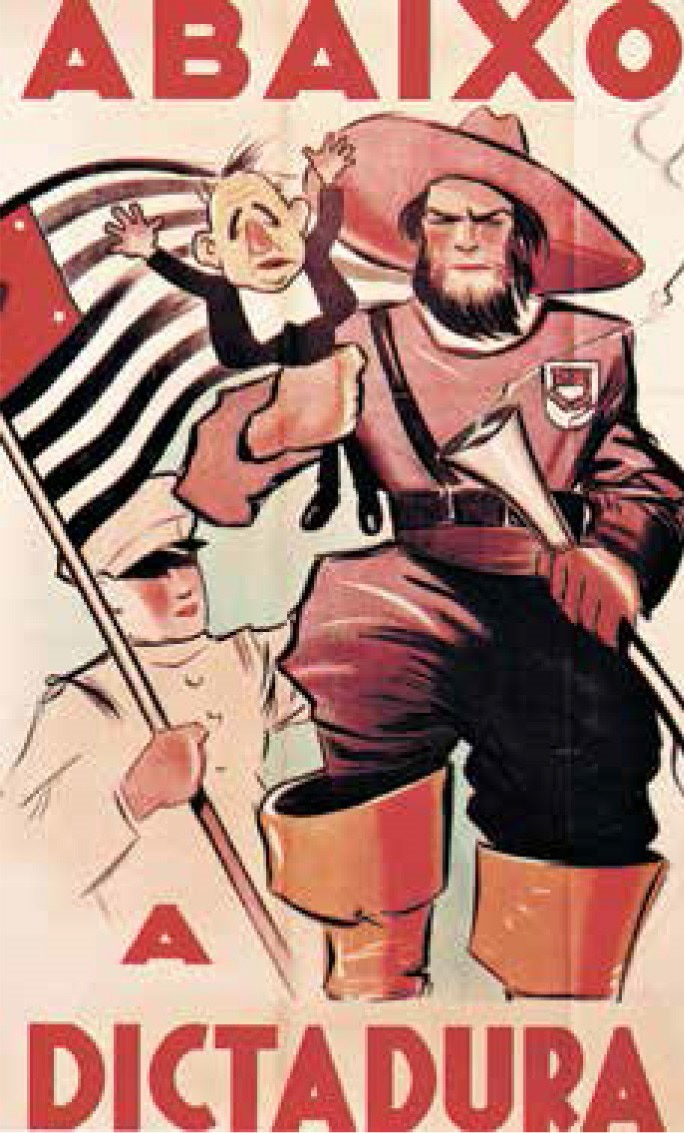
Cartaz do movimento contra a ditadura getulista.

Em 1932, a irritação dos paulistas com Getúlio Vargas não cedeu com a nomeação do paulista Pedro de Toledo como interventor do estado, pois tanto este, quanto Laudo Ferreira de Camargo (que havia renunciado por causa da interferência dos tenentes no governo) não conseguiam autonomia para governar. A primeira grande manifestação dos paulistas foi um grande comício na Praça da Sé, no dia do aniversário de São Paulo, em 25 de janeiro de 1932, com um público estimado em 200 000 pessoas. Em maio de 1932, ocorreram vários comícios constitucionalistas. As interferências da ditadura no governo de São Paulo eram constantes, não se deixando os interventores formarem livremente seu secretariado, nem do Chefe de Polícia de São Paulo. Pedro de Toledo não governava de fato, as interferências de Miguel Costa, Osvaldo Aranha, João Alberto Lins de Barros, Manuel Rabelo e Pedro Aurélio de Góis Monteiro eram constantes. O político Paulo Nogueira Filho descreve João Alberto Lins de Barros e Miguel Costa como pessoas que "se arvoravam como donatários de São Paulo".
Desde 1931, Júlio Prestes acreditava que a situação da ditadura estava se tornando insustentável e declarou no exílio em Portugal:
| “ | O que não compreendo é que uma nação, como o Brasil, após mais de um século de vida constitucional e liberalismo, retrogradasse para uma ditadura sem freios e sem limites como essa que nos degrada e enxovalha perante o mundo civilizado! | ” |

O Partido Democrático de São Paulo e alas do Partido Republicano Paulista, que antes eram rivais na Revolução de 1930, uniram-se, em fevereiro de 1932, na Frente Única para exigir o fim da ditadura do Governo Provisório e uma nova Constituição. Assim, São Paulo inteiro estava contra a ditadura. Os paulistas consideravam que o seu estado estava sendo tratado pelo Governo Federal, que se dizia um Governo Provisório, como uma terra conquistada, expressão de autoria de Leven Vanpré, governada por tenentes de outros estados e sentiam, segundo afirmavam, que a Revolução de 1930 fora feita "contra" São Paulo, pois Júlio Prestes havia tido 90% dos votos dos paulistas em 1930.
Ainda em maio daquele ano, contrariando a diretriz de Getúlio Vargas e por pressão da população paulista, a Frente Única Paulista articulou a formação de um novo secretariado junto ao interventor, formado exclusivamente por nomes paulistas, defensores da bandeira da reconstitucionalização e da autonomia estadual. Ainda no dia 22 de maio de 1932, Getúlio Vargas enviou Oswaldo Aranha a São Paulo, com a missão de sustar essa reforma e impor ao interventor paulista um corpo de secretários conveniente aos interesses do Governo Vargas. Sabendo disso, a população paulista se antecipou e realizou um grande protesto entre os dias 22 e 23 de maio para a demonstrar repúdio à visita de Aranha e ao próprio Governo Federal. A pressão popular tornou malograda a missão de Oswaldo Aranha, resultando na manutenção da proposta da Frente Única Paulista para o novo corpo de secretários de governo, que era formado pelos seguintes nomes: Valdemar Ferreira, na Secretaria da Justiça e Segurança Pública; Francisco da Cunha Junqueira, na Secretaria de Agricultura, Indústria e Comércio; Francisco Emygdio da Fonseca Telles, na Secretaria de Viação e Obras Públicas; Thyrso Queirolo Martins de Sousa, como Chefe da Polícia do Estado de São Paulo; José Rodrigues Alves Sobrinho, na Secretaria de Educação e Saúde Pública); Joaquim Sampaio Vidal, no Departamento de Administração Municipal; e Paulo de Morais Barros, na Secretaria da Fazenda.
Contudo, ainda no dia 23 de maio de 1932, durante uma manifestação no centro da cidade de São Paulo, cinco jovens foram assassinados a tiros por membros do Partido Popular Paulista (poucos meses antes denominada "Legião Revolucionária"), uma organização política e militar criada por João Alberto Lins de Barros e por Miguel Costa que servia como sustentáculo em São Paulo do regime de Getúlio Vargas. Esse foi um dos estopins para a revolta armada que seria deflagrada na noite de 9 de julho daquele ano.

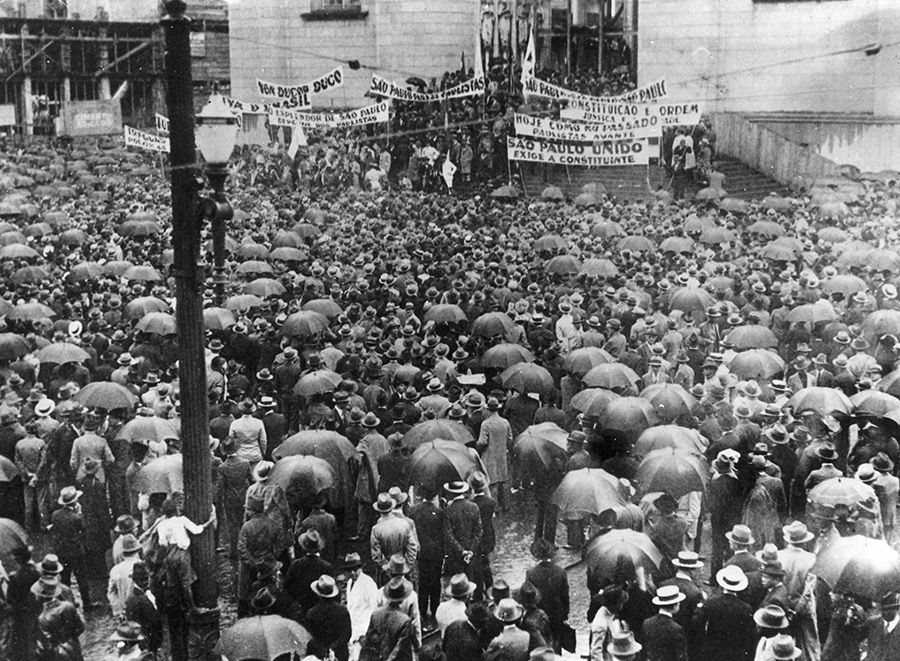
No aniversário de São Paulo, o povo foi às ruas apesar da chuva.

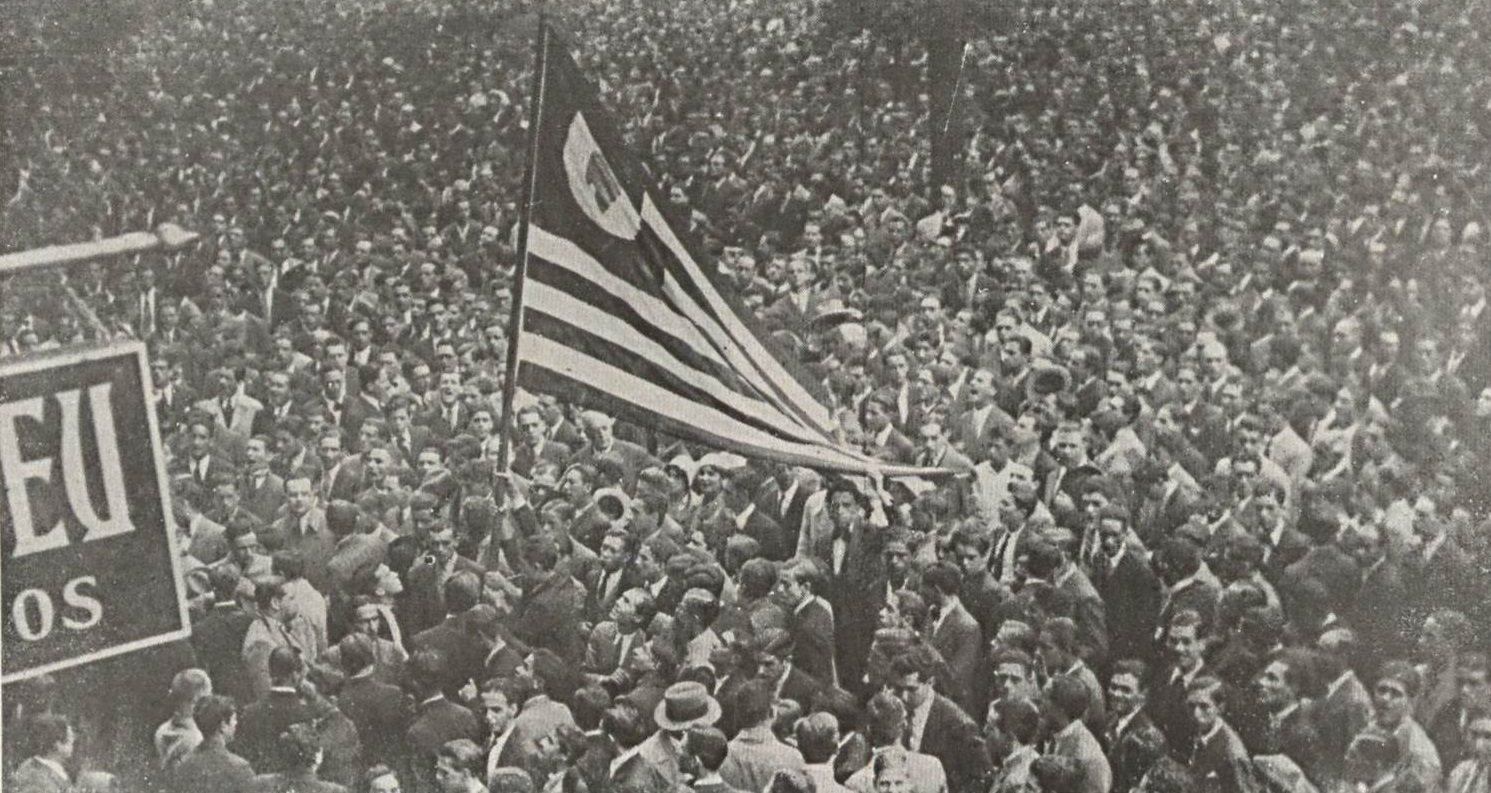
Manifestação na Praça da Sé, em maio de 1932.

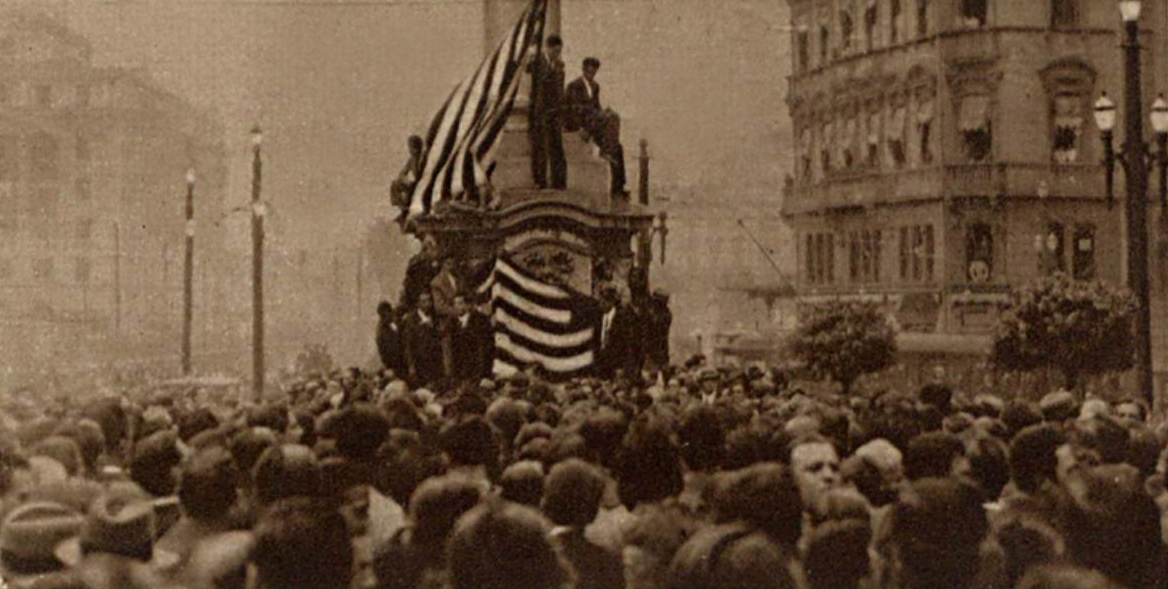
Manifestação na Praça do Patriarca, em maio de 1932.

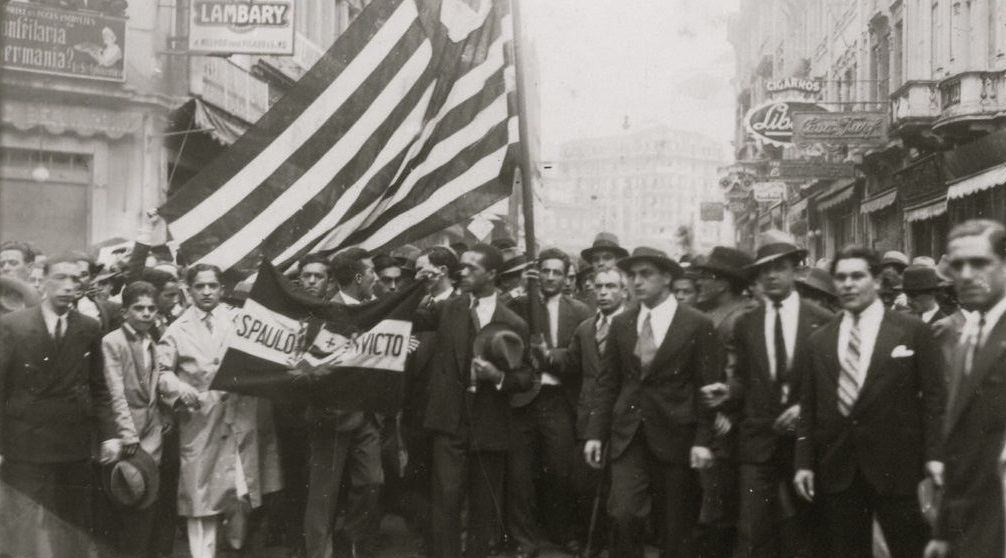
Manifestantes na Rua XV de Novembro em São Paulo.

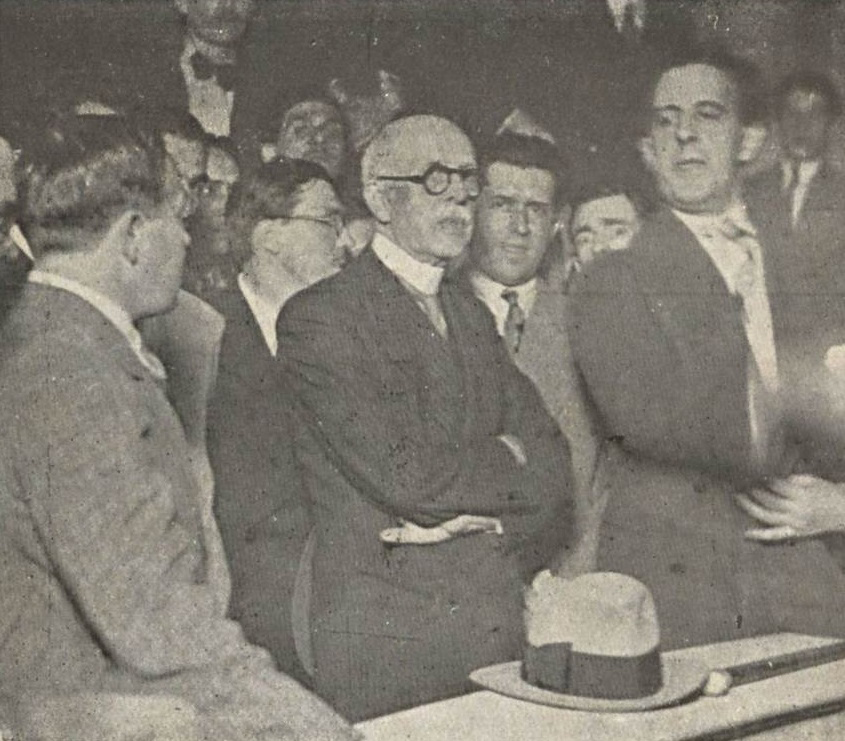
No Palácio dos Campos Elíseos, Pedro de Toledo e Ibrahim Nobre discursam ao povo, na noite de 23 de maio de 1932.

Pedro de Toledo, com o apoio do povo, conseguiu neste dia 23 de maio de 1932, montar um secretariado de sua livre nomeação (que ficou conhecido como o Secretariado de 23 de maio) e romper definitivamente com o Governo Provisório. O dia 23 de maio é comemorado em São Paulo como o dia do soldado constitucionalista. A morte dos jovens deu origem a um movimento de oposição que ficou conhecido como MMDC, posteriormente denominado oficialmente de MMDCA: Martins (Martins); Euclides Bueno Miragaia (Miragaia); Dráusio Marcondes de Sousa (Dráusio); Antônio Américo Camargo de Andrade (Camargo); e Orlando de Oliveira Alvarenga (Alvarenga).
O M.M.D.C. foi organizado como sociedade secreta em 24 de maio de 1932, tendo sido lançado durante um jantar no restaurante Posilipo, por Aureliano Leite, Joaquim de Abreu Sampaio Vidal, Paulo Nogueira e Prudente de Moraes Neto, entre outros. Inicialmente, a sociedade foi chamada "Guarda Paulista", mas, depois, foi fixada em M.M.D.C., em homenagem aos jovens mortos a 23 de maio. Em 10 de agosto, o Decreto nº. 5.627-A, do governo do estado oficializou a entidade, cuja direção foi entregue a um colegiado, presidido por Waldemar Martins Ferreira, secretário da Justiça, e tendo como superintendente, Luís Piza Sobrinho. O M.M.D.C. foi instalado na Faculdade de Direito e depois transferido para o antigo fórum, na rua do Tesouro, e depois para o prédio da Escola de Comércio Álvares Penteado.
Esse fato levou à união de diversos setores da sociedade paulista em torno do movimento de constitucionalização que se iniciara em janeiro de 1932. Neste movimento, liderado pelo M.M.D.C., se uniram o PRP e o Partido Democrático, reconhecidos pelo governo federal como setores da oligarquia, que pretendiam a volta da supremacia paulista e do PRP ao poder e queriam, também, levar ao poder o candidato dos paulistas, Júlio Prestes, eleito à presidência mas não pode tomar posse, impedido pela Revolução de 1930.
Segundo a socióloga Aspásia Camargo, em artigo para o jornal O Estado de S. Paulo, em texto comemorativo dos sessenta anos da Revolução Constitucionalista de 1932, publicado em 9 de julho de 1992, o constitucionalismo paulista resultou de um conflito entre duas concepções de democracia: Democracia Social e Democracia Liberal. Para Getúlio Vargas e os tenentes, a democracia liberal formal era um engodo, tanto quanto o liberalismo brasileiro. Já para os paulistas, segundo Aspásia, principalmente para sua oligarquia, a democracia social era caso de polícia. Essa acusação contra os paulistas de que, em São Paulo, "questão social é questão de polícia", deve-se a uma distorção de uma frase do presidente Washington Luís por parte de seus adversários. A frase que realmente Washington Luís pronunciou foi a seguinte:
| “ | A agitação operária é uma questão que interessa mais à ordem pública do que à ordem social, representa o estado de espírito de alguns operários, mas não de toda a sociedade! | ” |

Começou-se, então, a se tramar um movimento armado visando à derrubada da ditadura de Getúlio Vargas, sob a bandeira da proclamação de uma nova Constituição para o Brasil. Desde seu início, a revolução de 1932 contou com o apoio decisivo da maçonaria paulista, através de suas lideranças e de seus membros como Pedro de Toledo, Júlio de Mesquita Filho, Armando de Sales Oliveira, Ibrahim de Almeida Nobre e outros.
Em 9 de julho, Getúlio Vargas já havia estabelecido eleições para uma Assembleia Nacional Constituinte (as eleições foram convocadas em fevereiro de 1932) e já havia nomeado um interventor paulista - as duas grandes exigências de São Paulo. Porém, a interferência do governo federal e dos tenentes em São Paulo continuava forte. Os tenentes do Clube 3 de outubro eram contra a instalação de uma assembleia constituinte, tendo seus representantes entregado a Getúlio Vargas, em 3 de março de 1932, em Petrópolis, um manifesto contrário à constituinte, no qual dão seu total apoio à ditadura e no qual se manifestam contrários a uma nova constituição.
Estes atos do Governo Provisório, porém, não evitaram o conflito, já que o PRP, agora unido ao seu rival Partido Democrático paulista, almejava voltar a dominar a política nacional, como fazia anteriormente, dar uma constituição ao Brasil e terminar com as interferências da ditadura no governo de São Paulo. Era especialmente humilhante para São Paulo a nomeação do major Miguel Costa para comandante da Polícia Militar de São Paulo, então chamada de Força Pública, pois Miguel Costa havia sido expulso da Força Pública em 1924 por tentar derrubar o governo paulista na Revolução de 1924.
O combatente-médico da revolução de 1932, Ademar de Barros, que governaria São Paulo por três vezes, assim explicou, em Santos, em 1934, as razões da revolução de 1932:
| “ | São Paulo levantou-se em armas em 9 de julho de 1932 para livrar o Brasil de um governo que se apossaria de sua direção por efeito de uma revolução… e se perpetuava indefinidamente no poder, esmagando os direitos de um povo livre.. e que trazia o sempre glorioso São Paulo debaixo das botas e do chicote do senhor! | ” |

## Conflito armado
O levante armado foi deflagrado na cidade de São Paulo às oito horas e trinta minutos da noite de 9 de julho de 1932, com o engajamento da Força Pública de São Paulo, unidades do Exército da 2ª Região Militar e grupos civis armados. O telegrama enviado pelo então comandante geral da Força Pública, o coronel Júlio Marcondes Salgado ao general Bertoldo Klinger, Comandante Supremo do Exército Constitucionalista, no dia seguinte ao início da revolução, dá detalhes das circunstâncias em que ocorreu aquele evento político e militar:
| “ | General KLINGER — Campo Grande — Radiogramma de São Paulo (C. Elyseos) — N.29. — Pls. 100. Data: 10/VII/32. Horas: Onze e trinta. Irrompeu movimento hontem vinte e trinta tornando-se triumphante dentro poucas horas. Comquanto ficasse combinado iniciativa movimento cabia guarnição federal, teve elle inicio mediante acção conjugada Exercito, Força Publica e milicas civis, dentro da melhor harmonia e vibração civica. Não houve resistencia alguma. Collaboraram modo saliente General Izidoro e Coroneis Euclydes Figueiredo e Palimercio Rezende. Tropas Exercito e Força Publica seguem direcção Cruzeiro. Governo paulista inteiramente integrado movimento constitucionalidade. Peço avisar hora provavel sua chegada São Paulo e dar informações sobre movimento tropas guarnição Matto Grosso. Respeitosas saudações. (a) JULIO SALGADO, commandante. | ” |

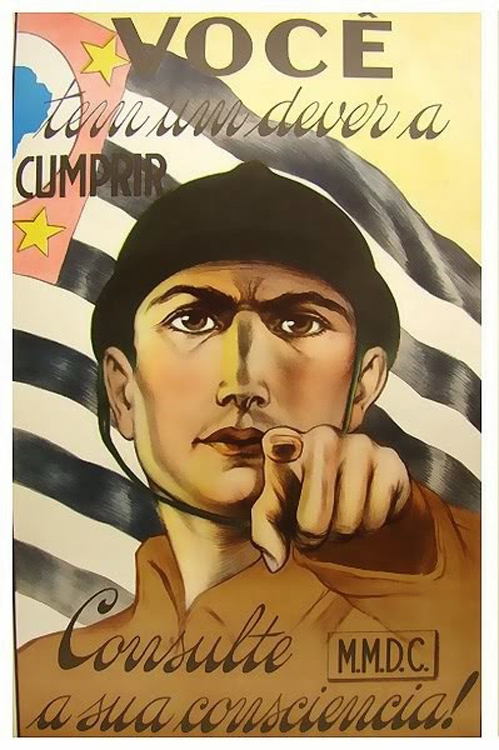
Cartaz convocando os paulistas às armas.

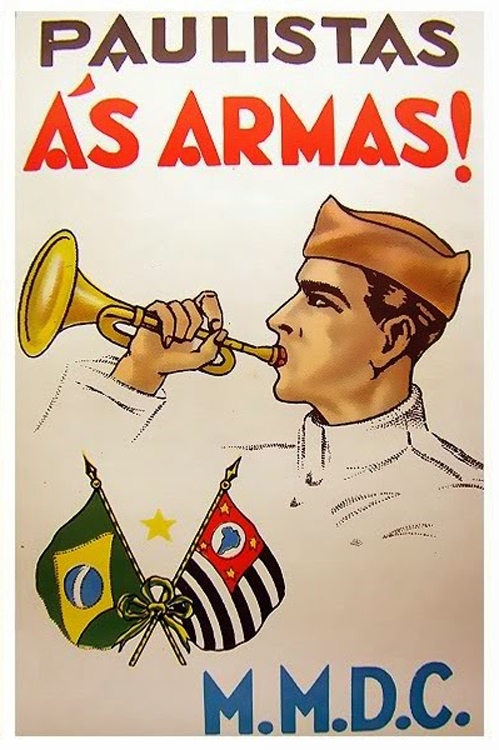
Cartaz do MMDC convocando o povo paulista às armas.

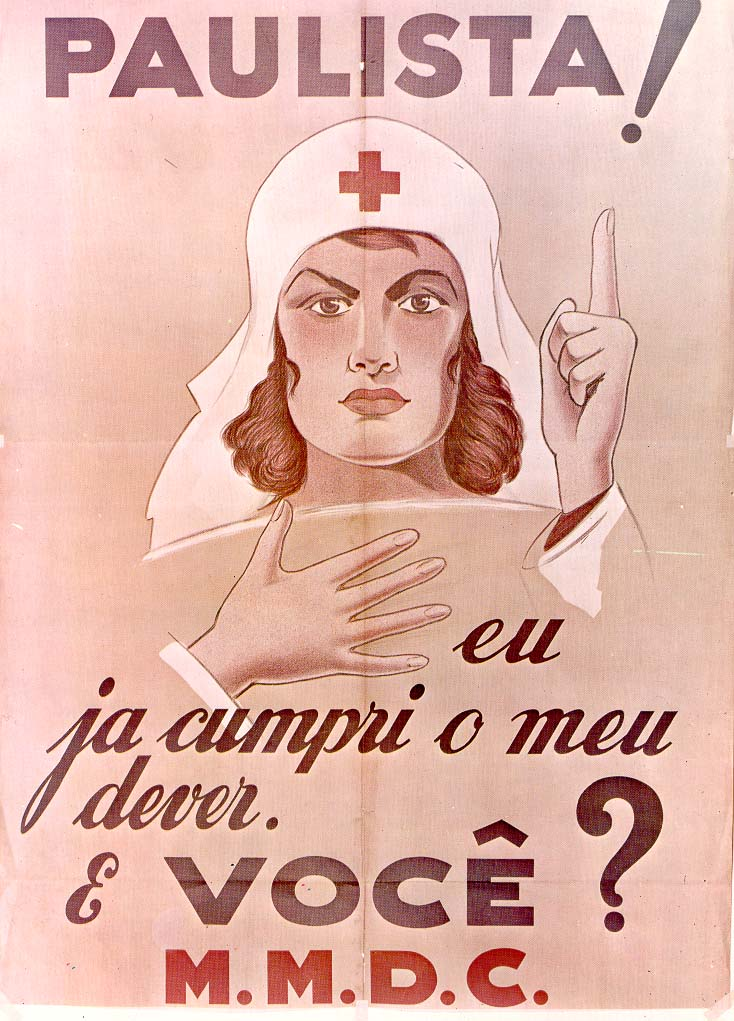
Cartaz de convocação de enfermeiras voluntárias.

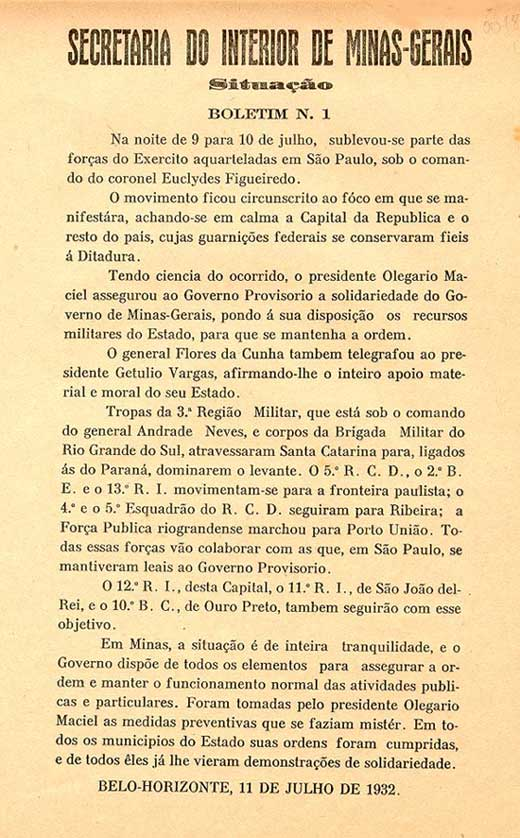
Comunicando de solidariedade a Vargas, dos estados de Minas Gerais e Rio Grande do Sul.

O levante iniciado na capital paulista envolveu a tomada das principais estações ferroviárias, quartéis, prédios públicos, da cia telefônica, da sede dos correios e telégrafos, das principais estações do telégrafo, da Rádio Educadora Paulista, da Rádio Record PRA-R e da Rádio Cruzeiro do Sul, além da sede dos principais jornais paulistanos. Ainda nas primeiras horas do movimento armado houve a tomada da guarnição do aeródromo Campo de Marte, do quartel do 4º R.I. sediado em Quitaúna e ainda da sede da 2ª Região Militar, então situada na Chácara do Carvalho, porém, não houve resistência dessas guarnições em virtude da adesão das tropas remanescentes daquele Exército que até então não haviam participado das conspirações para o levante. No mesmo dia, também houve repercussão em várias localidades pelo interior do estado de São Paulo, com a tomada pelos revolucionários de posições estratégias para garantir o pleno controle do estado, como pontes, portos, aeródromos e estradas de acesso ao estado. No dia seguinte, o levante também ocorreu no então Estado do Mato Grosso, com a adesão de quase a totalidade da Circunscrição Militar do Mato Grosso e da Força Pública Mato-grossense. Nos dias seguintes, também houve mobilização rebelde no Rio Grande do Sul.
Quando deflagraram o levante revolucionário os paulistas acreditavam possuir o apoio de outros estados, notadamente Minas Gerais, Rio Grande do Sul e do então estado do Mato Grosso, para a deposição de Getúlio Vargas e formação de uma junta provisória para governar o país até as eleições para a Assembleia Constituinte, agendada para 3 de maio de 1933. Os revolucionários presumiram em seu plano que apenas pela coerção, representada pela envergadura da coalizão política e militar do movimento, Getúlio Vargas seria compelido a renunciar ao cargo, pois compreenderia ser inútil qualquer resistência. Portanto, julgavam que as forças revolucionárias apenas marchariam para o Rio de Janeiro, então capital federal, sem enfrentarem significativa resistência.
Em São Paulo, Pedro de Toledo, então interventor estadual ganhou apoio popular e foi aclamado pelo povo como governador de São Paulo e foi o comandante civil da revolução constitucionalista. A junta Revolucionária conclamou os paulistas a lutarem contra a ditadura. Formavam a Junta Revolucionária Francisco Morato do Partido Democrático, Antônio de Pádua Sales do Partido Republicano Paulista e os generais Bertoldo Klinger e Isidoro Dias Lopes. O coronel Euclydes Figueiredo assumiu interinamente a 2º Região Militar.
Alistaram-se 200 000, sendo que se estima que, destes, 60 000 efetivamente combateram nas fileiras do Exército Constitucionalista. No estado de São Paulo, a Revolução de 1932 contou com um grande contingente de voluntários civis e militares e o apoio de políticos de outros estados, antigos apoiadores da Revolução de 1930, como, no Rio Grande do Sul, Raul Pilla, Borges de Medeiros, João Batista Luzardo, Glicério Alves e João Neves da Fontoura, entre outros, que formaram a Frente Única Rio-Grandense, e que tentaram fazer uma revolta mas foram capturados (salvo Batista Luzardo, que conseguiu fugir) e exilados pelo interventor gaúcho.
No atual Mato Grosso do Sul foi formado um estado independente que se chamou estado de Maracaju, que apoiou São Paulo. Em Minas Gerais, a revolução de 1932 obteve o apoio do ex-presidente Artur Bernardes, que terminou também exilado. São Paulo esperava a adesão do interventor do Rio Grande do Sul, o estado mais bem armado, mas este na última hora decidiu enviar tropas não para apoiar São Paulo, mas para combater os paulistas.
Quando se inicia o levante, uma multidão sai às ruas em apoio. Tropas paulistas são enviadas para os fronts em todo o estado. Mas as tropas federais são mais numerosas e bem equipadas. Aviões são usados para bombardear cidades do interior paulista. Quarenta mil homens de São Paulo enfrentam um contingente de cem mil soldados. Os planos paulistas previam um rápido e fulminante movimento em direção ao Rio de Janeiro pelo vale do Paraíba, com a retaguarda assegurada pelo apoio que seria dado pelos outros estados.
Porém, com a não adesão dos outros estados, o plano imaginado por São Paulo não se concretizou: Rio Grande do Sul e Minas Gerais foram compelidos por Getúlio Vargas a se manterem ao seu lado e a publicidade de pretensão separatista do movimento levou São Paulo a se ver sozinho, com o apoio de apenas algumas tropas mato-grossenses, contra o restante do Brasil. Comandadas por Pedro de Toledo, aclamado governador revolucionário, e pelo general Bertoldo Klinger, as tropas paulistas se viram lutando em três grandes frentes: o vale do Paraíba, o sul paulista e leste paulista. O estado de São Paulo, apesar de contar com mais de quarenta mil soldados, estava em desvantagem, pois, se encontrava num grande cerco militar. Como as suas fronteiras foram fechadas, não havia como trazer mais armamento de fora do país para o conflito. Assim muitos voluntários levaram suas armas pessoais, e engenheiros da Escola Politécnica do Estado (hoje EPUSP) e do Instituto de Pesquisas Tecnológicas (IPT) passaram a desenvolver armamentos a serem produzidos pelo próprio estado para suprir as tropas. Um navio que trazia armamento dos Estados Unidos para os paulistas foi apreendido pela Marinha do Brasil.
Em 13 de julho de 1932, Ibrahim Nobre proferiu o seguinte discurso nas rádios paulistanas, no mesmo dia transcrito nos jornais, sob o título Chegou a hora, a hora physica da nossa fé brasileira!, concitando a população paulista a engajar-se na Revolução que há poucos dias havia sido deflagrada. Conforme sua íntegra:
| “ | Até que emfim, minha Terra! Chegou a nossa hora, a hora physica da nossa Fé brasileira! Lembram-se, meus Patricios? Lembram-se quando nós abrimos os braços e as portas, em outubro de 30, áquellas fanfarras de uma linda mentira? Lembram-se daquelle "estellionato cívico"? Lembram-se das nossas ruas, das nossas coisas, da nossa vida, daquella grande vergonha que nos trazia de cabeça baixa e que nos punha na alma uma vontade doida de morrer? Ah! Vocês não podem ter-se esquecido, que a lembrança ahi ficou entre ecchymoses e cicatrizes. Não há optar entre hontem e hoje, entre 30 e 32, entre o ultrage e o pundonor, entre a causa e a consequência. O que ahi vae pelas ruas, ao lar, na fronteira, no frêmito de todas as cousas, são apenas estilhaços da nossa alma. São Paulo hoje é um soldado só. De pé e em armas. Sem desfallecimento. Sem discussão. Nós vamos para a frente, nós marchamos para o Rio de Janeiro, custe o que custar. Por Deus do céu! Nós defendemos uma causa. Não pleiteamos uma cousa. E’ a lucta da luz contra a treva; do bem contra o mal; do sol contra a o miasma; de Jesus contra Lenine. Nós somos o lar, a religião, a tradição, o passado, o futuro, o sangue! Brasileiramente – Catholicamente. Dizem que somos separatistas. Mas, como separatismo, quando defendermos o Brasil, quando nós nos encaminhamos para o Rio para sanear o Cattete? Por que separatismo, si conclamamos o Sul, o Norte, o Centro, o pobre e o rico, o operário e o patrão, o Exército e a Armada, para a liberdade commum? Si luctamos contra a Dictadura, que não nos feriu somente a nós, mas ludibriou a Nação inteira e enxovalhou a nossa História e aviltou a nossa Civilização? Si nós queremos restituir á Patria, a Constituição e o Decôro? A dictadura sim! Essa pretendeu, essa fez tudo e tudo faz para separar-nos do bloco, da unidade. Humilhou-nos, invadiu-nos, empobreceu-nos, retalhou o nosso território, fez de nós uma excepção odiosa, transformando-nos ao leprosário das suas próprias masellas. Fez tudo! Nada conseguiu! Não se arranca de um organismo o próprio coração. E você, São Paulo, é o coração do Brasil! E’ por isso que estamos de pé! Arma na mão. Alma no peito. Si mal nos fizeram, nós só poderíamos perdoar. Si os irmãos nos abandonarem, seguiremos sozinhos e iremos até o fim. De qualquer jeito. Tudo pode falhar, mas São Paulo nunca. Há sete milhões de creaturas empenhadas na lucta. Podem as nossas mãos estar chagadas da crucificação; e a nossa fronte pode estar ulcerada de espinhos; e a nossa túnica retalhada e alanceado o nosso flanco. Que importa Maior é a gloria quanto mais rude é o Calvário! Deram-nos tudo isso, mas, em troca, daremos o nosso sangue, para a redempção do peccado commum. São Paulo só pode dar ao Brasil, aquillo que nunca lhe negou: as mãos, a fé, a alma, o oiro, o inteiro coração. Nós queremos tanto bem a nossa Terra! Uma oração minha queridas Patrícias, pelo êxito das nossas armas e pela vida dos nossos soldados. E você, meu rapaz, você que me está escutando, ahi, junto da sua gente, você já se alistou? | ” |

Em 23 de julho de 1932, durante testes com um novo morteiro projetado pelos engenheiros da Escola Politécnica de São Paulo, um acidente matou o então comandante da Força Pública, coronel Júlio Marcondes Salgado e também o major da mesma corporação, José Marcelino da Fonseca. O tenente-coronel Herculano de Carvalho e Silva veio posteriormente a assumir o comando da instituição.
Uma das armas mais sofisticadas feitas pela indústria paulista foram trens blindados, que foram utilizado nos denominados setores leste, norte e sul de combate. São Paulo criou uma moeda própria, que foi falsificada pelo Governo Vargas e distribuída na capital paulista para desestabilizar a economia do estado. O dinheiro paulista era lastreado pelo ouro arrecadado pela campanha "Ouro para o bem de São Paulo", também chamada de "Ouro para a vitória". Devido à falta de munição, os paulistas inventaram e passaram a usar um aparelho que imitava o som das metralhadoras, chamado de "matraca".
A maçonaria paulista teve participação ativa no movimento constitucionalista de 1932 através de suas lojas e de seus membros como Pedro de Toledo, interventor, Júlio de Mesquita Filho diretor do jornal "O Estado de S. Paulo" e o poeta Ibrahim Nobre entre outros.

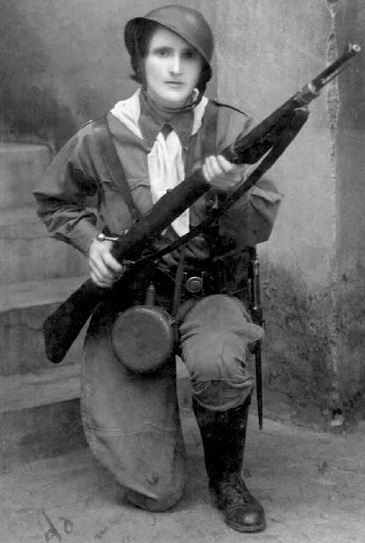
A professora Maria Sguassábia foi voluntária nas trincheiras paulistas.

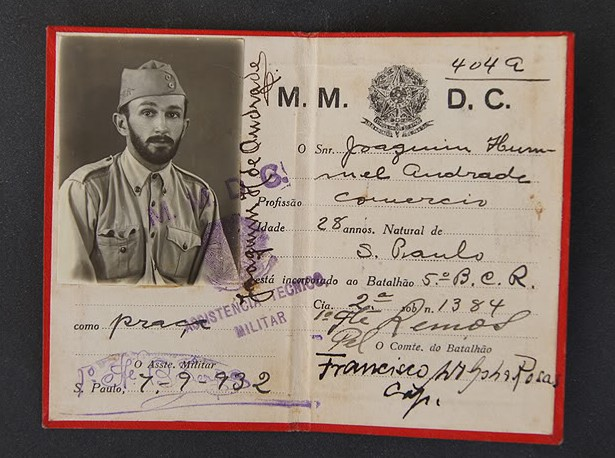
Carteira de identidade de um combatente membro do MMDC e incorporado no 5o B.C.R. de Quitaúna.

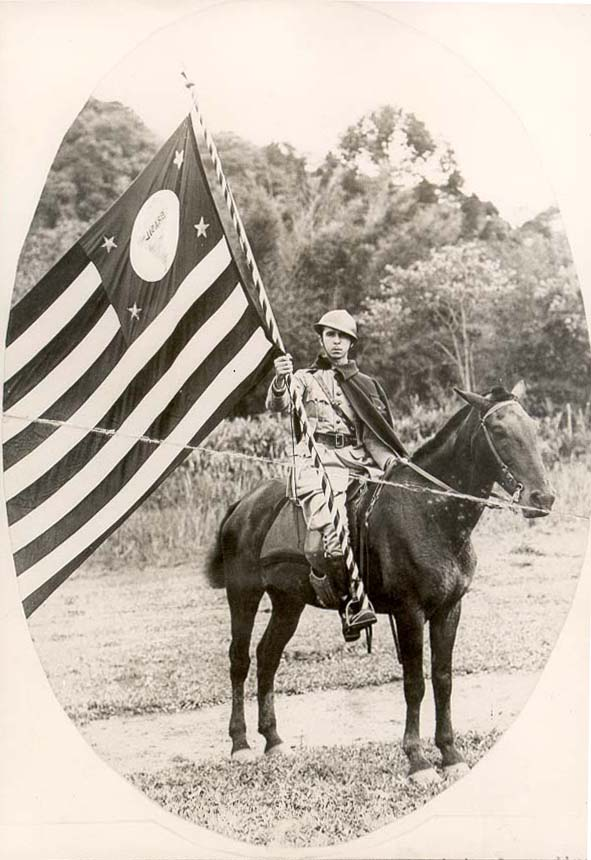
Soldado paulista da Cavalaria.

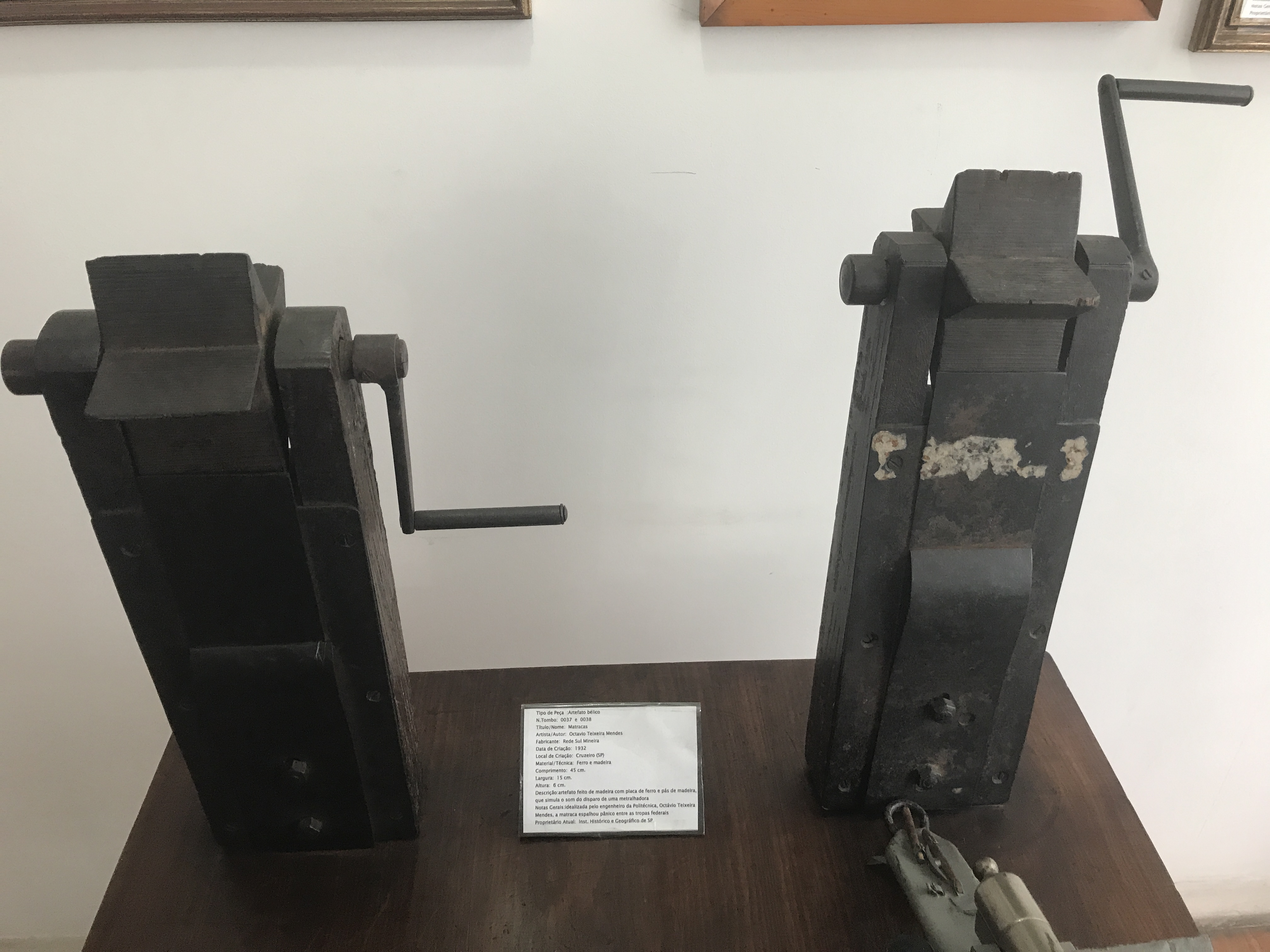
Matracas utilizadas pelas tropas constitucionalistas nos combates.

O movimento contou com a contribuição de muitas mulheres voluntárias que se dedicavam em diversos serviços em benefício das tropas, como, por exemplo, serviços de enfermaria, serviços administrativos, confecção de uniformes militares, produção de alimentos, entre outros. Uma das mais notórias voluntárias nos serviços de saúde das tropas paulistas foi a médica Carlota de Queiroz, responsável por ter organizado e liderado um grupo de setecentas mulheres para garantir a assistência aos feridos. Contudo, houve casos de mulheres que se voluntariaram para atuar nas trincheiras paulistas como soldados. Maria Sguassábia, professora de escola rural primária em São João da Boa Vista, foi uma dentre as mulheres que se voluntariaram para atuar nas trincheiras como soldado, a exemplo de Nhá Chica e de Maria José Bezerra. Ao longo do conflito, Sguassábia chegou a ser promovida a sargento devido aos seus feitos no campo de batalha. Era integrante da Coluna Romão Gomes, tendo atuado no denominado setor leste, na região de Campinas.
Houve intensa mobilização através do rádio, uma novidade na época, destacando-se César Ladeira da Rádio Record. Usou-se muita propaganda e contra-propaganda ideológica por parte do Governo Federal, que acusava São Paulo de estar nas mãos do fascismo italiano trazido pelos imigrantes. Brasileiros de outras regiões eram recrutados pela ditadura para combater São Paulo, sob a justificativa de que o estado queria se separar do Brasil. A ditadura colocava agentes infiltrados em reuniões e comícios em São Paulo, que pregavam o derrotismo e o desânimo da população.
Um ato bárbaro ocorrido durante a Revolução de 1932 se deu na cidade de Cunha, quando as tropas federais torturaram e mataram o agricultor Paulo Virgínio por este se recusar a dizer onde estavam as tropas paulistas. Paulo Virgínio foi obrigado a cavar sua própria sepultura e morreu dizendo:
| “ | Morro mas São Paulo vence! | ” |

Paulo Virgínio, junto com os jovens do MMDC, está enterrado no ponto central do Mausoléu do Ibirapuera e é homenageado dando seu nome a rodovia SP-171, que corta a região onde ele foi assassinado, o Vale do Paraíba. O movimento estendeu-se até 2 de outubro de 1932, quando foi derrotado militarmente.
Outro episódio que ficou marcado como exemplo de coragem e determinação pela causa durante o conflito foi o ocorrido com o capitão do Exército Constitucionalista do setor norte, Manuel de Freitas Novaes Neto. Durante uma missão nos arredores de Queluz, cidade já tomada pelas forças adversárias, foi rendido por um sargento do Exército Federal que teria dito no ato: "Renda-se paulista!". Contudo, o capitão paulista ao resistir à prisão teria dito:
| “ | Um Paulista morre, mas não se rende! | ” |

Ao avançar em assalto sobre o sargento federal, foi fuzilado no ato. Resgatado ainda com vida por uma patrulha paulista das proximidades, morreu horas depois na Santa Casa de Misericórdia de Cruzeiro. A morte do "capitão Neco", como era conhecido na sua cidade natal, gerou comoção tanto entre os paulistas quanto no Exército Federal, onde também era muito estimado. Ele foi sepultado no cemitério particular de sua família na Fazenda Boa Vista, em Cruzeiro. Em 5 de julho de 1962, seus restos mortais foram transladados para o Mausoléu ao Soldado Constitucionalista de 1932 no Obelisco do Parque Ibirapuera.

### Separatismo
Entre os grupos que formavam a direção da Revolução Paulista, existiam os separatistas que desejavam a independência de São Paulo como uma república soberana ou a formação de uma federação onde os estados adquiririam a soberania (confederação). Entre os principais defensores do separatismo destacavam-se o presidente do Tribunal de Justiça, Costa Manso, os escritores José Alcântara Machado e Monteiro Lobato e o historiador Alfredo Ellis Junior.
Monteiro Lobato, especificamente, foi o que mais deixou documentos e relatos sobre o desejo de independência dos paulistas. Em 10 de agosto, depois de um mês de conflitos, o famoso autor enviava uma carta emocionada a Waldemar Ferreira, um dos líderes da revolução, na qual apresentava um balanço da crítica situação em que se encontrava São Paulo, observando ao seu amigo que "há o que a boca diz e há o que o coração sente. Minha boca diz o que todos neste momento dizem – mas meu coração, e talvez o de São Paulo inteiro, sente o que vai escrito nas tiras anexas". E o que o coração de Lobato expressava traduzia-se num texto intitulado "A defesa da vitória de São Paulo", em que deixava claro que, para os paulistas, só havia dois caminhos: hegemonia ou separação.
| “ | Após a vitória de São Paulo, na campanha ora empenhada, se faz mistér que seus dirigentes não se deixem embalar pelas ideias sentimentais de brasilidade, irmandade e outras sonoridades.[...] Ou São Paulo desarma a União e arma-se a si próprio, de modo a dirigir doravante a política nacional a seu talento e em seu proveito, ou separa-se.[...] Trata-se de uma guerra de independência disfarçada em guerra constitucionalista...' | ” |

Monteiro Lobato, admirador de Washington Luís, apoiou a candidatura do Júlio Prestes, que, como presidente de São Paulo, realizara explorações de petróleo em território paulista, tendo escrito a ele, em 28 de agosto de 1929, uma carta de apoio em que dizia:
| “ | Sua política na presidência significará o que de mais precisa o Brasil: continuidade administrativa! | ” |

A gigantesca campanha pela adesão das massas às causas revolucionárias, por pautar-se no enaltecimento de valores regionais, trazia em seu bojo o fortalecimento dos argumentos separatistas, ideário presente em São Paulo durante toda a sua história. Retratando a síntese desse paradoxo, Mário de Andrade registrava que o lema "Tudo por São Paulo" – que se fazia presente em faixas, veículos e nos quepes dos soldados – era "a única unanimidade" naqueles agitados dias de 1932. Definitivamente, foi "por São Paulo" – e não pelo Brasil – que tantos homens e mulheres se sacrificaram. O autor ainda, após o armistício, manifestava ao amigo mineiro Carlos Drummond de Andrade o rancor que lhe dominava a alma:
| “ | No momento, eu faria tudo, daria tudo para São Paulo se separar do Brasil. | ” |

De fato, o governo provisório especulava inicialmente se haveria um possível objetivo de secessão do estado de São Paulo do restante do Brasil. No entanto, tal objetivo entre os lideres revolucionários jamais foi comprovado como fidedigno. Porém, Getúlio Vargas aproveitou-se do argumento separatista, utilizando isso de forma eficaz na sua estratégia de propaganda política para angariar aliados, voluntários e a rejeição popular no restante do país contra o movimento revolucionário articulado pelos paulistas.
“A questão do separatismo em 1932 é completamente diluída e secundária. Está no antigetulismo, mas não é um dos motivos preponderantes”

### Forças opostas
De acordo com García de Gabiola (o primeiro autor a escrever uma obra em inglês e espanhol sobre o tema), quando a revolução começou, os paulistas dominavam apenas uma das oito divisões (5 de infantaria, 3 de cavalaria) do Exército Brasileiro (a 2ª Divisão, sediada em São Paulo) e metade da Brigada Mista sediada no sul do Mato Grosso. Essas forças foram reforçadas pela Força Pública Paulista (a polícia militar do estado de São Paulo) e pelas milícias da MMDC. Ao todo, havia cerca de 11.000 a 15.000 homens no início do conflito, aos quais se juntaram posteriormente milhares de voluntários. De fato, segundo autores como Hilton, São Paulo equipou cerca de 40 batalhões de voluntários, mas García de Gabiola afirma ter identificado até 80 deles, com cerca de 300 homens cada. No final, levando em conta que no arsenal do estado de São Paulo havia apenas entre 15.000 e 29.000 rifles, dependendo da fonte, os paulistas nunca conseguiram armar mais de 35.000 homens no máximo. Além disso, os paulistas tinham apenas 6 milhões de cartuchos, falhando em suas tentativas de adquirir cerca de 500 milhões adicionais, então, para um exército de cerca de 30.000 homens lutando por 3 meses, representava apenas 4,4 cartuchos por dia por soldado. O Brasil equipou aproximadamente 100.000 homens, mas levando em conta que um terço dessa quantidade nunca foi para a frente (eles foram mantidos para proteger as retaguardas e para fins de segurança nos outros estados), sua superioridade numérica era de cerca de 2 para 1.

### Resumo das operações
A frente principal era inicialmente o Vale do Paraíba oriental, que levava ao Rio de Janeiro, então capital do Brasil. A 2ª Divisão se revoltou e avançou contra o Rio de Janeiro, mas foi detida pela leal 1ª Divisão, baseada ali sob o comando do General Góis Monteiro, na divisa entre os estados do Rio de Janeiro e São Paulo. Segundo Hilton, o General Tasso Fragoso, chefe do Estado-Maior do Exército Brasileiro, tentou se opor à implantação da 1ª Divisão no vale, acreditando que eles eram amigáveis aos rebeldes, mas, segundo García de Gabiola, ele provavelmente estava apenas tentando proteger o governo baseado no Rio de Janeiro caso uma revolta semelhante acontecesse lá. De qualquer forma, Monteiro finalmente derrotou Fragoso, e a 1ª Divisão foi colocada lá bem a tempo de bloquear o avanço paulista. Na Paraíba, Góis Monteiro criou o Destacamento Leste, alcançando cerca de 20 a 24 mil homens, contra cerca de 8 a 12 mil paulistas, mas após três meses de guerra de trincheiras e apesar de avançar cerca de 70 quilômetros (43 mi), as forças do governo ainda estavam a cerca de 150 quilômetros (93 mi) da capital São Paulo quando a guerra terminou.
No sul de São Paulo, as forças do governo criaram o Destacamento Sul, composto pelas 3ª e 5ª divisões federais, três divisões de cavalaria e a brigada gaúcha do Rio Grande do Sul, alcançando 18.000 homens contra apenas 3.000 a 5.000 paulistas, dependendo da data. As forças federais romperam a linha defensiva rebelde em Itararé em 17 de julho, produzindo o maior avanço da guerra, mas ainda estavam muito longe de São Paulo quando a guerra terminou. Finalmente, a frente decisiva foi a Frente Minas Gerais, que só entrou em atividade após 2 de agosto. A 4ª Divisão Federal, baseada em Minas Gerais, juntamente com a Polícia de Minas Gerais e tropas de outros estados, rompeu a linha defensiva rebelde em Eleutério (um distrito de Itapira) em 26 de agosto, avançando cerca de 50 quilômetros (31 mi) em direção a Campinas, adicionando 18.000 (então 24.000) soldados contra cerca de 7.000 paulistas. A 4ª Divisão ficava a apenas 70 quilômetros de São Paulo. Os paulistas se renderam no dia 2 de outubro ao general Valdomiro Lima, tio da esposa de Vargas, Darci Vargas.

### Frentes de combate
Setor norte

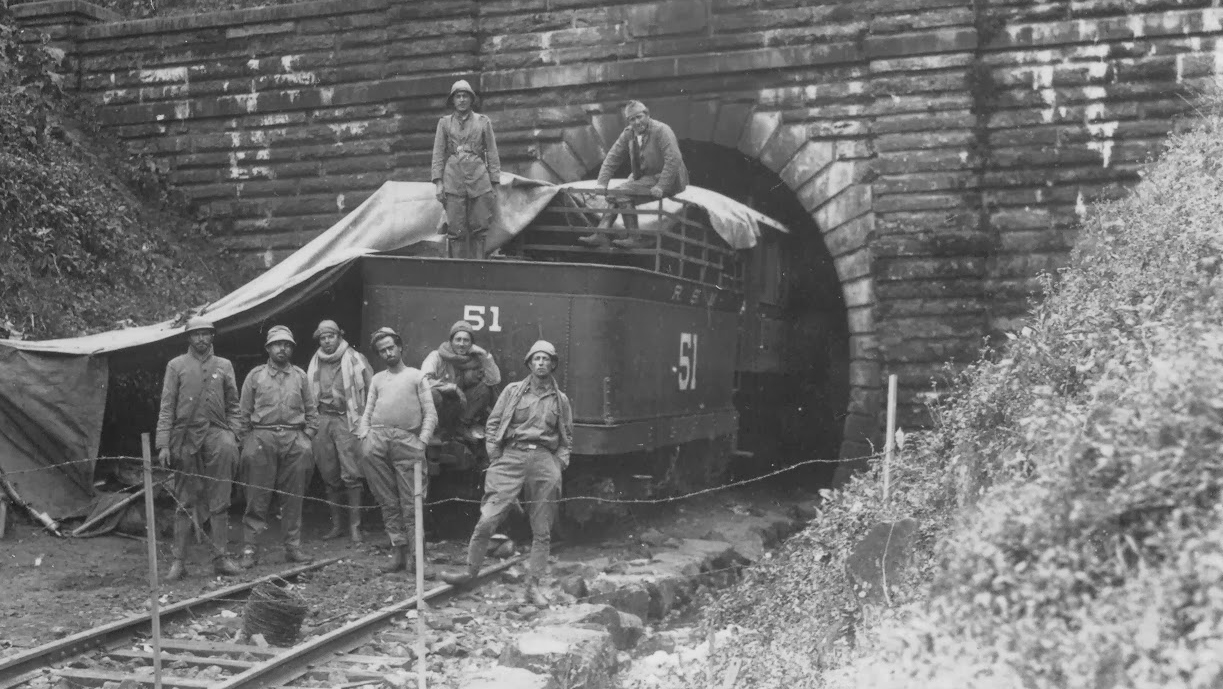
Soldados paulistas no Túnel da Mantiqueira, em Cruzeiro.

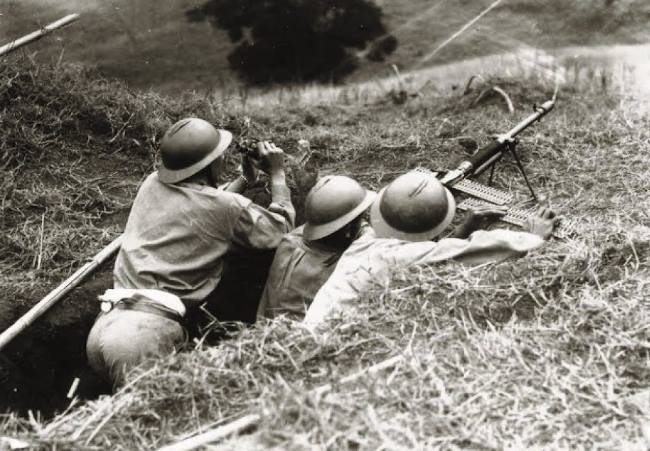
Trincheira paulista no Morro Frio em Areias.

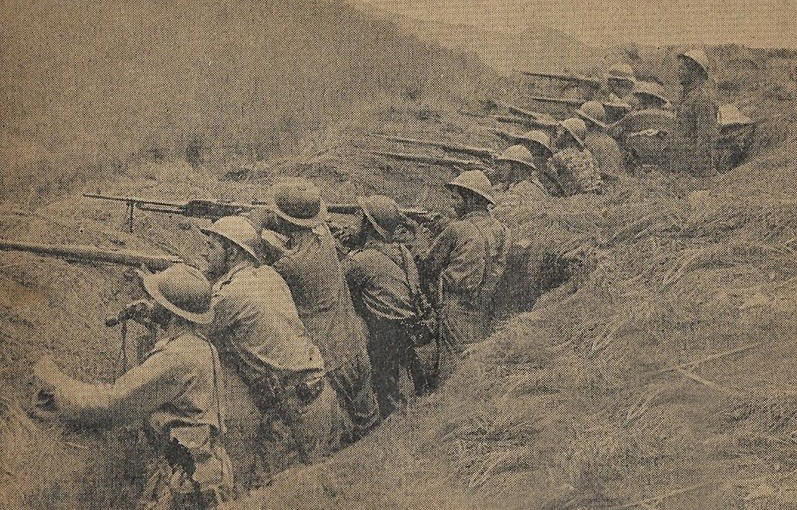
Soldados paulistas em Silveiras.

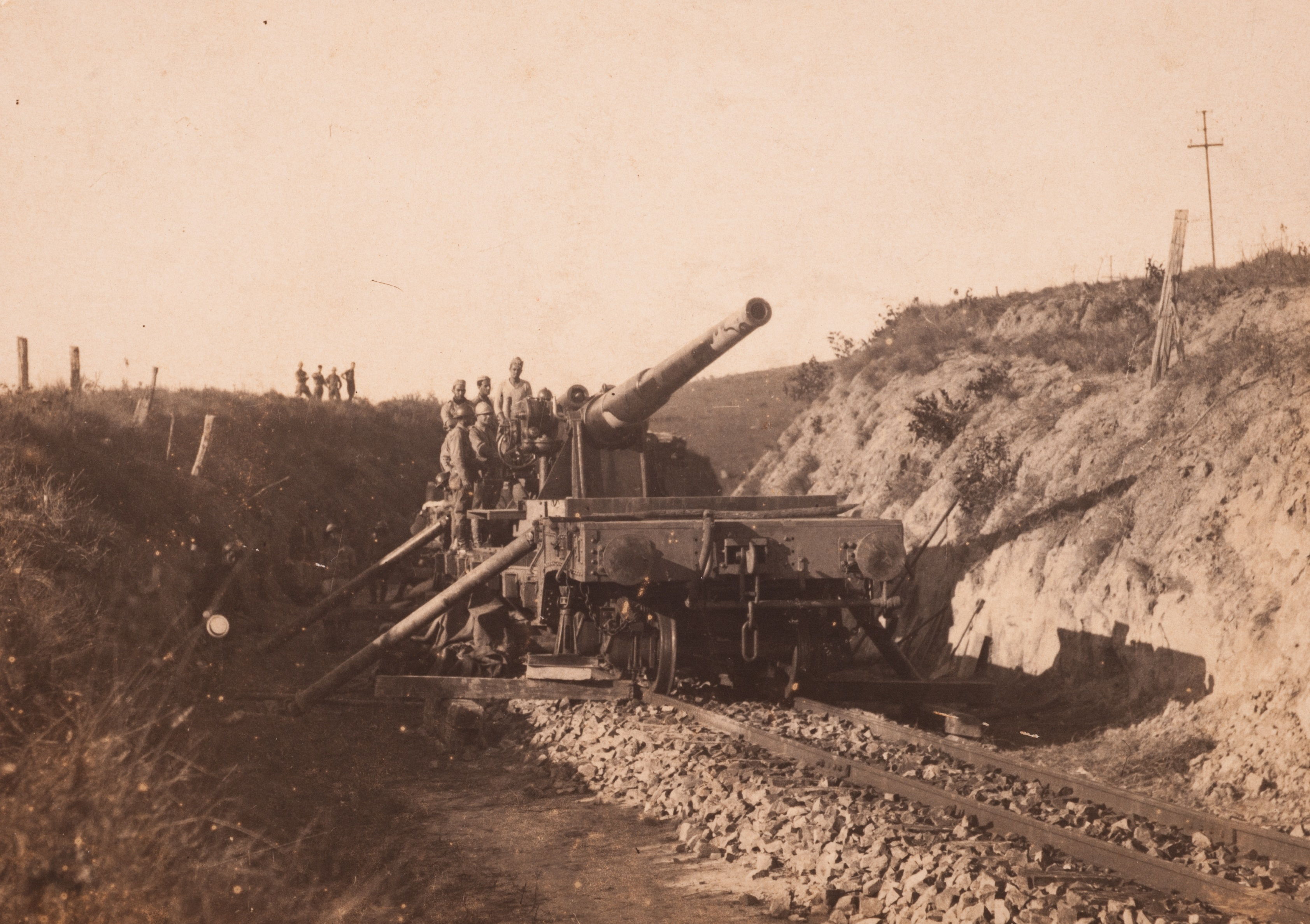
Canhão Schneider-Canet 150mm utilizado pelos paulistas nos combates.

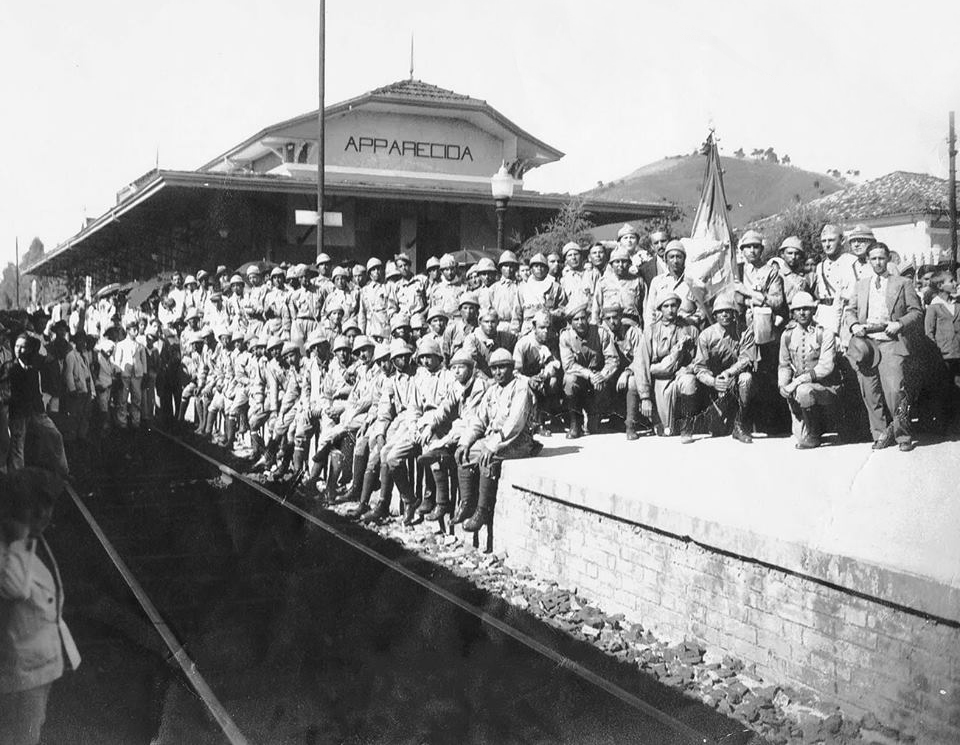
Voluntários na Estação de Aparecida à espera do embarque para o 'front'.

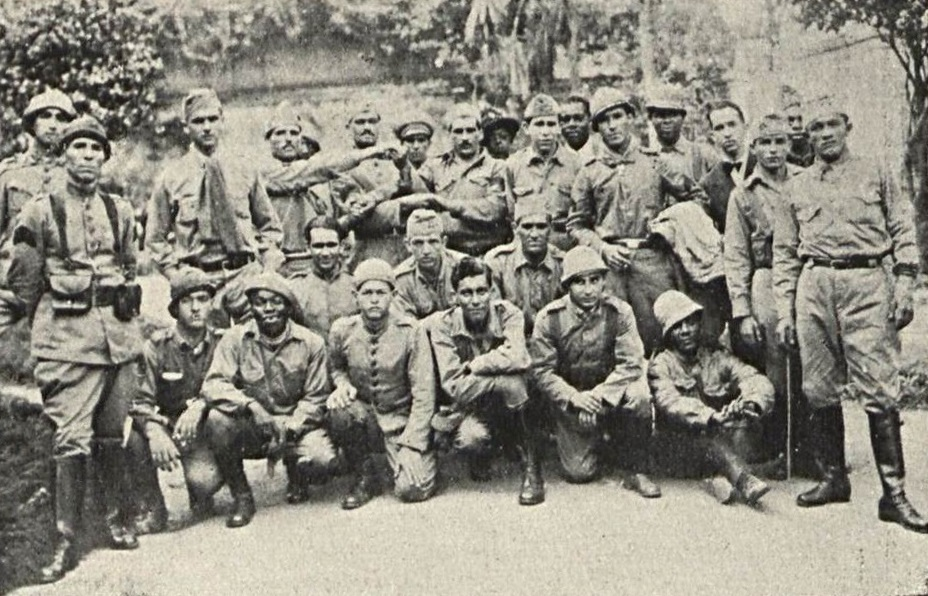
Batalhão 7 de Setembro. Destaque para o ilustre combatente Ranieri Mazzilli, o sexto na primeira fileira, da esquerda para a direita.

O Vale do Paraíba, denominado pelas tropas paulistas como "setor norte" de combate, era o principal acesso para o Rio de Janeiro e visto por eles como principal teatro militar do conflito. O plano dessas tropas previa a tomada da cidade fluminense de Resende, concomitantemente aguardando a adesão de tropas mineiras do Exército e da Força Pública Mineira (atual Polícia Militar do Estado de Minas Gerais) e, por fim, uma rápida marcha em direção à cidade do Rio de Janeiro, então capital do país, para a deposição de Getúlio Vargas. Por conta disso, as tropas paulistas demoraram em rumar em direção ao seu objetivo, na expectativa da adesão dos mineiros e de outros estados. Contudo, as tropas mineiras aderiram às forças federais e logo partiram para a ofensiva contra as tropas paulistas, que foram obrigados a defender seu próprio território das tropas federais, improvisando uma linha defensiva de trincheiras nas fronteiras dos estados de Minas Gerais e Rio de Janeiro.
O avanço das tropas paulistas pelo Vale do Paraíba ocorreu logo nos dias seguintes à deflagração do levante, para garantir o controle do estado, conforme depoimento do coronel Odilon Aquino de Oliveira, então comandante da 1ª Cia do 5º Batalhão da Força Pública do Estado de São Paulo e que fez parte daquela ação militar:
| “ | Chegando a Cachoeira com 400 homens, recebi ordem de parar e tomar posição, dentro de um plano defensivo que ia dos contrafortes da Mantiqueira, em Cachoeira, passando por Cunha, até o litoral, deixando o Tunel e boa parte do território paulista à mercê dos ditatoriais. Autorizado a estabelecer postos avançados em Jataí, a quatro quilômetros adiante, fui além quase cem quilômetros. Ocupei com minha tropa Areias e São José dos Barreiros e transpus em alguns pontos os limites do Estado do Rio. Em São José dos Barreiros, em frente ao "Clube dos 200", a 3.a Cia do meu batalhão, sob comando do valente capitão Francisco Freitas Borges, teve o primeiro contacto com as tropas ditatoriais, representadas por batedores do 1.o R.C.D., desferindo-se ali o primeiro tiro da memorável epopeia, no dia 12 de julho. | ” |

Na região da Serra da Mantiqueira, em 10 de julho as tropas paulistas do 2º Batalhão do 5º Regimento de Infantaria do Exército Brasileiro, comandadas pelo major Henrique Quintiliano de Castro e Silva, invadiram a cidade de Passa Quatro. Porém, em 15 de julho a cidade foi retomada por tropas do Exército leais a Getúlio Vargas, lideradas pelo 4º R.C.D. de Três Corações, comandado pelo coronel Eurico Gaspar Dutra. Os paulistas então recuaram para o seu território e tomaram posições privilegiadas nas cristas da Serra da Mantiqueira, fixadas na divisa entre os estados de Minas Gerais e São Paulo, na Garganta do Embaú, acima do Túnel da Mantiqueira e ao largo da linha férrea da então Rede Mineira de Viação. Nesses locais ocorreram os combates mais disputados, violentos e com o maior número de mortos do conflito, dado ser ponto de grande importância tática para ambas as forças. As tropas paulistas também ocuparam outras localidades fronteiriças e estratégicas do estado, como Piquete, Queluz, Itatiaia, Santana dos Tocos, São José do Barreiro e Cunha.
As forças da 2ª Divisão de Infantaria em Operações (2ª D.I.O.) do Exército Constitucionalista, responsáveis pela resistência paulista no Vale do Paraíba, eram comandada pelo coronel do Exército Euclides de Oliveira Figueiredo e organizada por destacamentos. Na primeira fase do conflito, o destacamento da região de Cunha era comandado pelo tenente-coronel do Exército Mário da Veiga Abreu; o destacamento da região de São José do Barreiro, Areias e Silveiras comandado pelo coronel do Exército José Joaquim de Andrade; o destacamento da região de Queluz comandado pelo major do Exército Agnelo de Souza; o destacamento de ligação entre Queluz e Areias comandado pelo major do Exército Mariano Gomes da Silva Chaves; o destacamento da região de Cruzeiro e Túnel da Mantiqueira comandado pelo coronel do Exército Antônio Paiva de Sampaio; o contingente de defesa dos bairros de Batedor e Entre Rios da cidade de Cruzeiro comandado pelo tenente-coronel da Força Pública de São Paulo Otávio Azeredo; e o destacamento da região de Piquete comandado pelo tenente-coronel do Exército Abílio Pereira de Rezende, que em 4 de agosto foi substituído no comando pelo major do Exército Leôncio de Figueiredo Neiva por ter sido designado para o comando da praça militar de Lorena. Em 3 de agosto, o major Agnelo de Souza foi substituído pelo tenente-coronel da Força Pública José Teófilo Ramos que, diante da iminente queda da cidade de Queluz, determinou recuo da linha para Vila Queimada, a cerca de 10 km daquela cidade. Com a nova situação, fez-se necessário formar um destacamento para defender o flanco esquerdo daquela frente de combate, na cidade Pinheiros (hoje distrito de Lavrinhas), que foi comandado pelo capitão de Exército comissionado tenente-coronel Tito Coelho Lamego. A posição de Lavrinhas ainda no mês de agosto foi reforçada por novos contingentes comandados pelos capitães da Força Pública, Antônio Pietscher, José Camilo Valença e Reinaldo Saldanha da Gama.
O governo federal, ainda nos primeiros dias do conflito e sob liderança militar do general Pedro Aurélio de Góis Monteiro, organizou a contraofensiva das tropas governistas visando múltiplas frentes de combate, de modo a consolidar o cerco e isolamento dos rebeldes em São Paulo e no Mato Grosso, em uma estratégia de estrangulamento, o que inviabilizaria tanto a manobra militar quanto o acesso a recursos para sustentar a rebelião. Para tanto, foram organizados diversos destacamentos militares, compostos por diversos regimentos, que cobriram os principais pontos de acesso àqueles estados. Em São Paulo, na região do Vale do Paraíba, as forças governistas foram organizadas da seguinte forma: o destacamento na região de Resende, Itatiaia e Queluz, comandado pelo coronel do Exército Manuel de Cerqueira Daltro Filho; um pequeno destacamento de ligação em Santana dos Tocos (então vila do município de Resende) comandado pelo coronel Colatino Marques; o destacamento comandado pelo coronel do Exército João Guedes da Fontoura responsável pela região de Areais, São José do Barreiro, Formoso e Silveiras, onde na época era o principal acesso via terrestre entre Rio e São Paulo; e o destacamento responsável pela região de Paraty e Cunha comandado pelo capitão-tenente Augusto do Amaral Peixoto, do corpo de Fuzileiros Navais, cujas tropas em setembro de 1932 foram incorporadas ao destacamento do tenente-coronel do Exército Newton de Andrade Cavalcanti no avanço sobre Guaratinguetá, Lagoinha e São Luiz do Paraitinga. Essas forças eram subordinadas ao comando da 1ª Divisão de Infantaria do Exército, então chefiada pelo general Álvaro Guilherme Mariante, que substituiu o general Pedro Aurélio de Góis Monteiro no cargo nos primeiros dias do conflito. Na região da Serra da Mantiqueira, na fronteira entre Minas Gerais e São Paulo, as primeiras unidades governistas a chegarem à região de Passa Quatro foram o 11º Regimento de Infantaria de São João del-Rei, sob o comando do major Herculano Assumpção; o 4º Regimento de Cavalaria Divisionária de Três Corações, sob comando do coronel Eurico Gaspar Dutra; e o 10º Regimento de Infantaria de Juiz de Fora, comandado pelo major Miguel Castro Ayres. As forças governistas entre Passa Quatro e Itajubá foram assim organizadas naquela frente de combate: o destacamento das tropas do Exército que cobriu a região de Passa Quatro e Túnel da Mantiqueira nos primeiros dias, comandado pelo coronel do Exército Eurico Gaspar Dutra, que posteriormente com a consolidação do front veio a ser comandado pelo coronel do Exército Cristóvão de Castro Barcelos; o destacamento da Força Pública do Estado de Minas Gerais e provisórios (chamado de Brigada Sul), cobrindo também Passa Quatro e a região fronteiriça entre Minas Gerais e São Paulo, comandado pelo coronel da Força Pública Edmundo Lery Santos; o destacamento da região do Pico do Itaguaré e bairro do Batedor em Cruzeiro, pelo tenente-coronel da Força Pública Mineira José Vargas da Silva; e o destacamento da região de Piquete e Itajubá, no extremo flanco esquerdo paulista, composto por um batalhão do 10º Regimento de Infantaria de Juiz de Fora, comandado pelo major Penedo Rocha. Essas forças por sua vez eram subordinadas ao comando da 4ª Divisão de Infantaria do Exército, então chefiada pelo general Francisco Jorge Pinheiro.

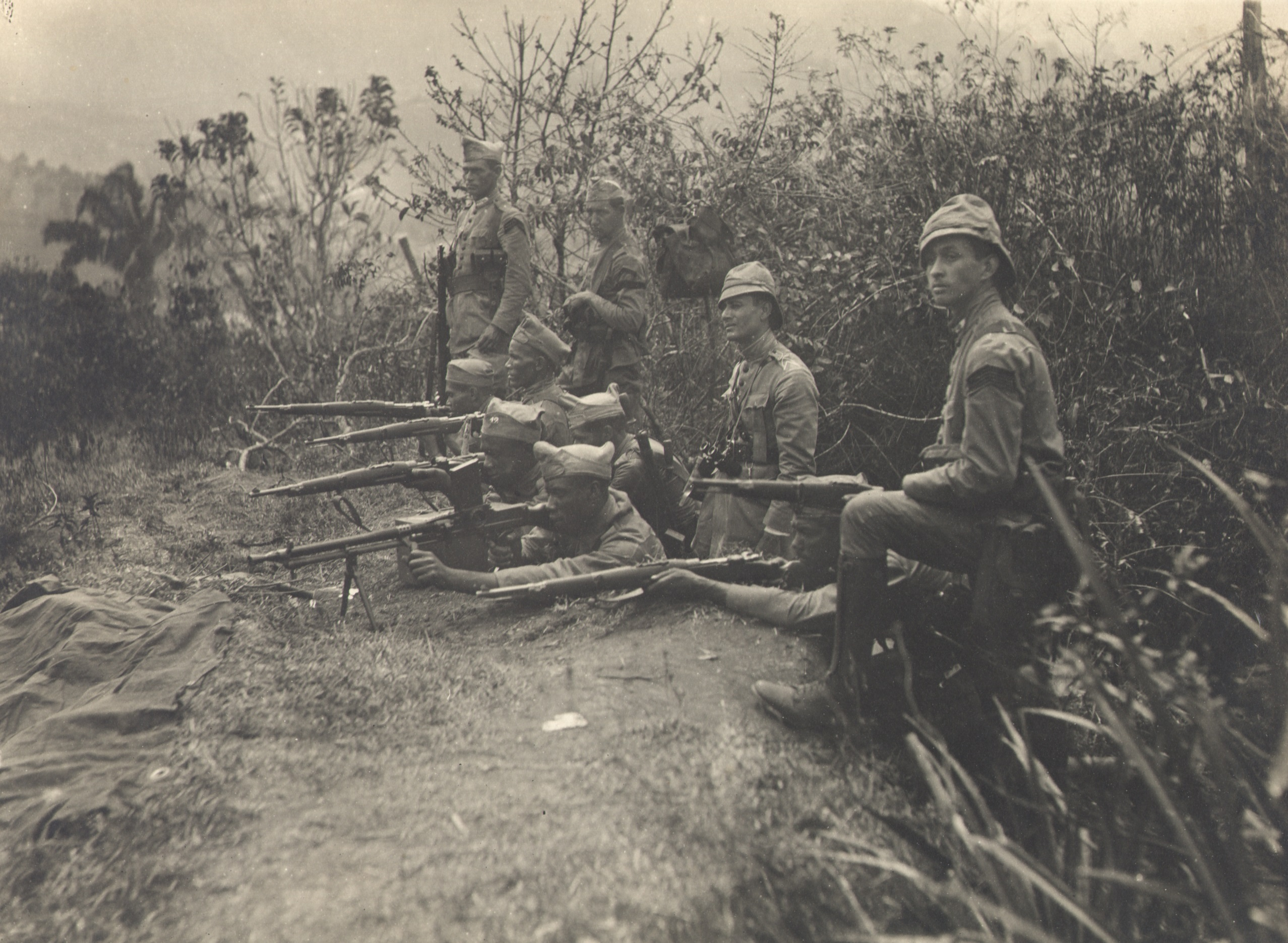
Soldados federais no Vale do Paraíba.

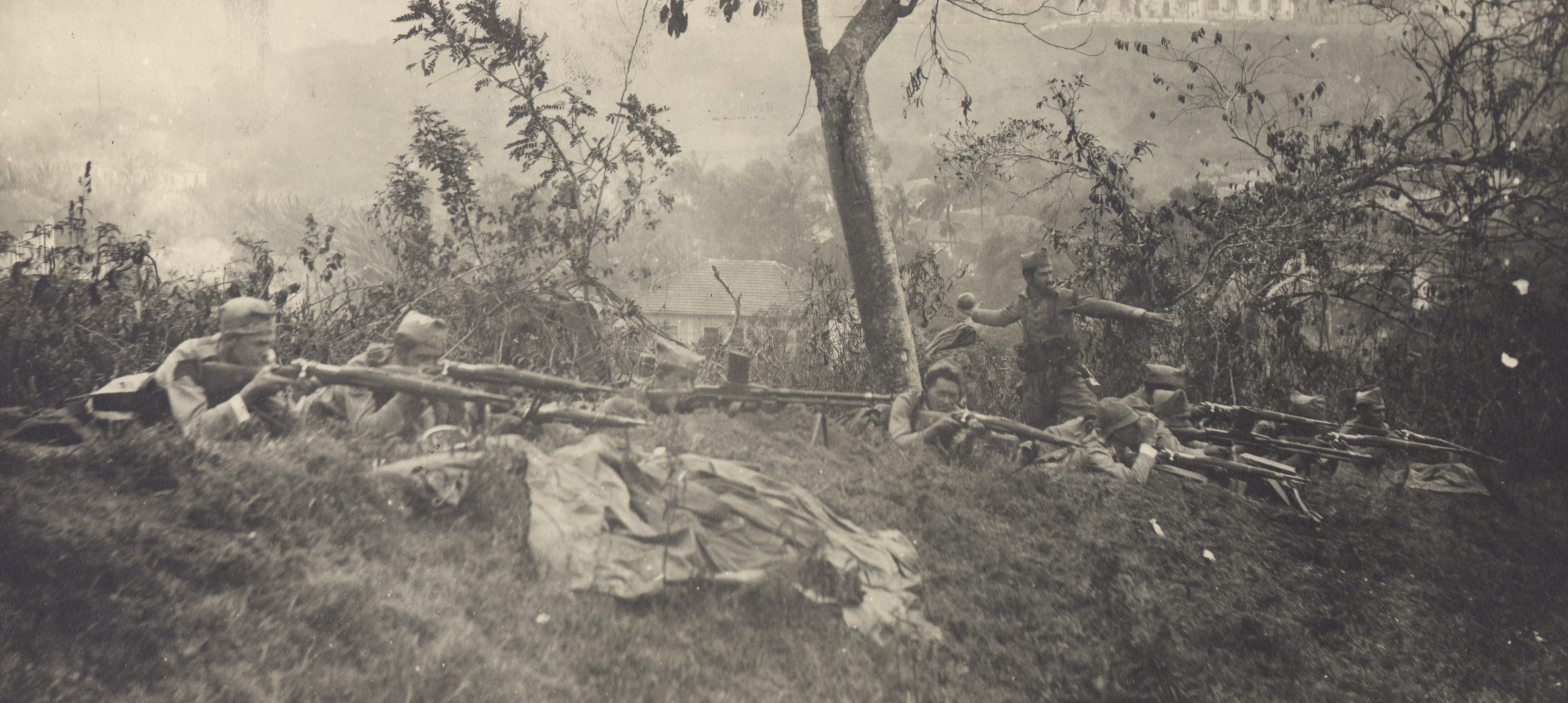
Flagrante das tropas federais em ação.

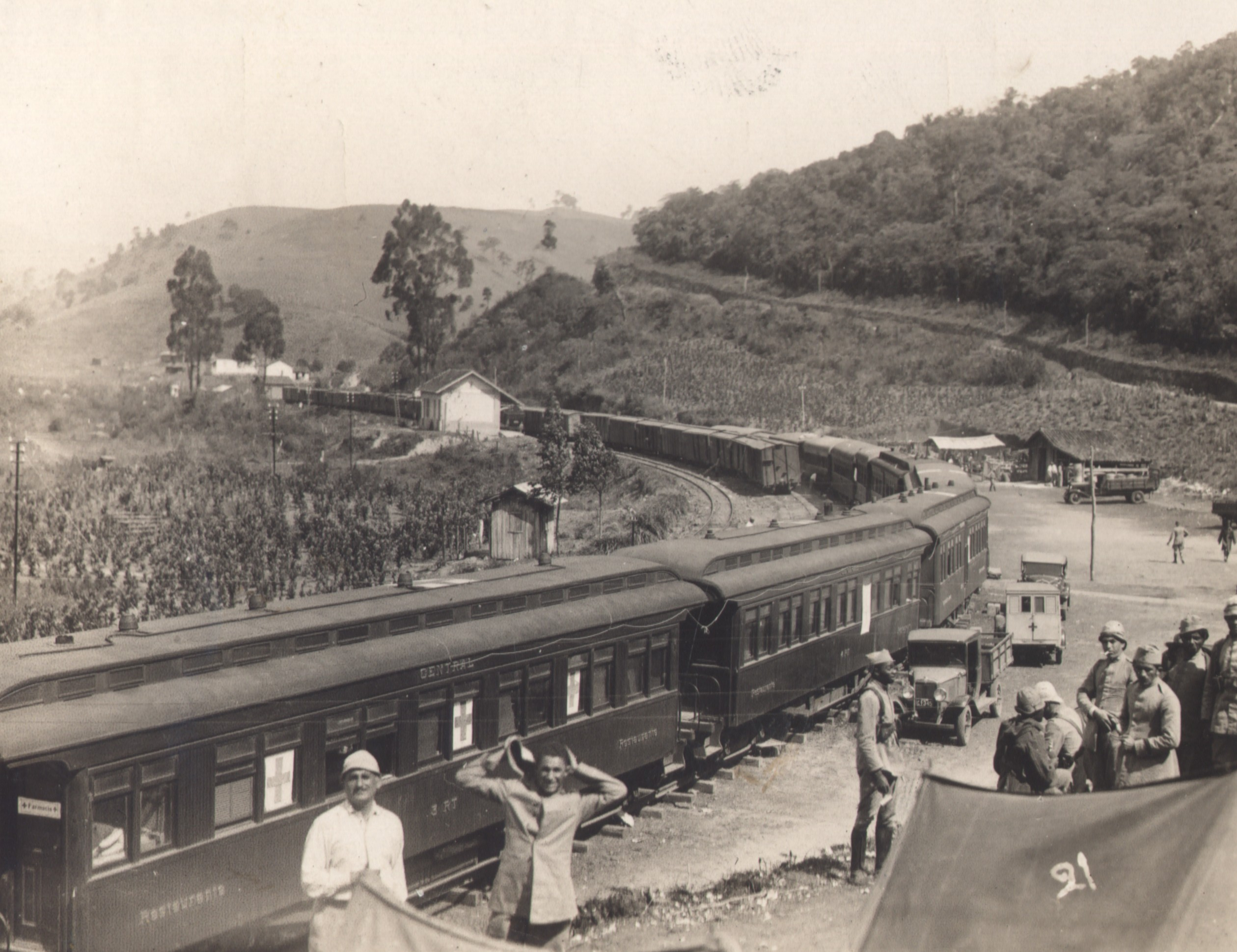
Em Manacá, trem hospital das forças governistas.

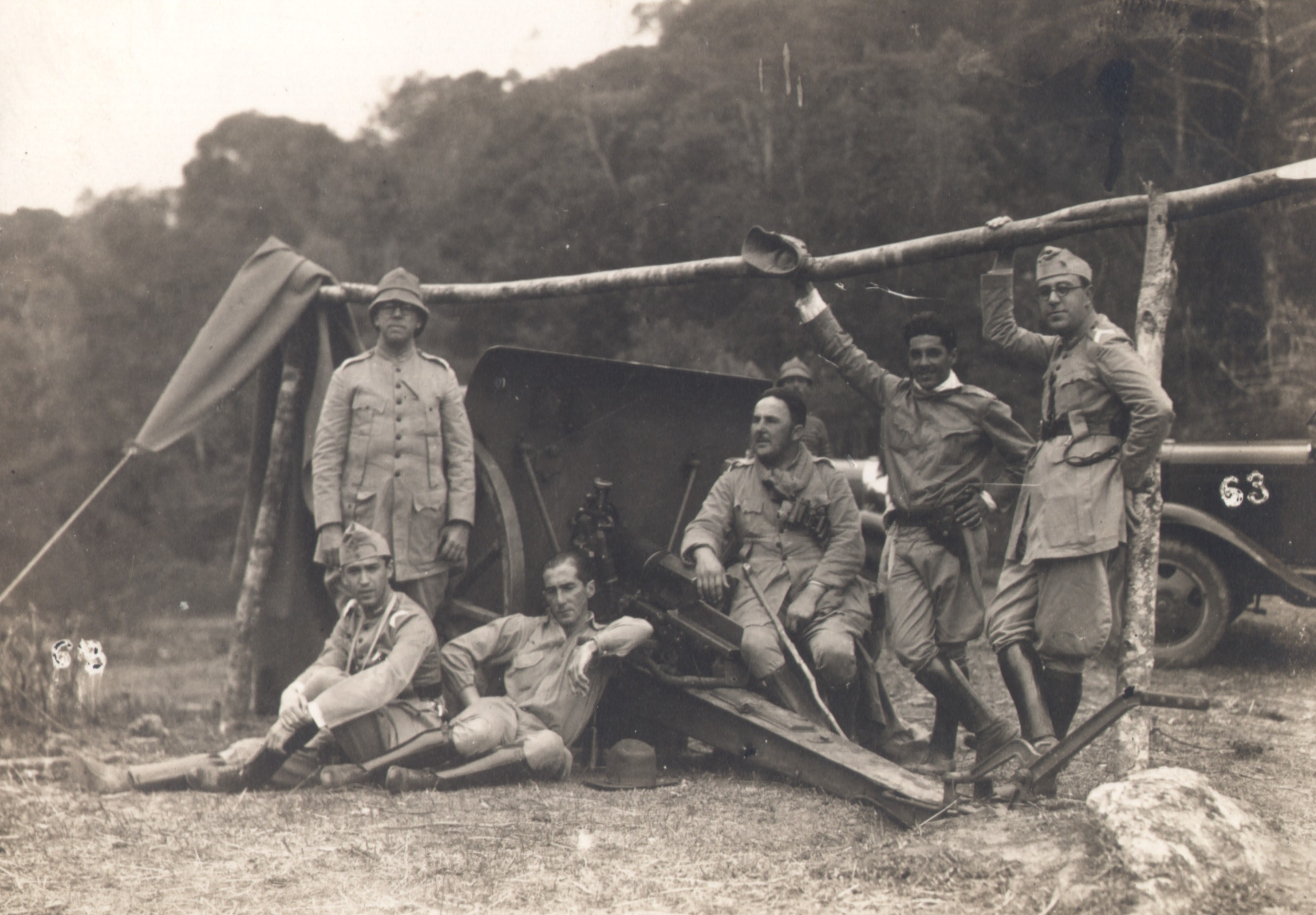
Peça de artilharia das tropas federais na Serra da Mantiqueira. Destaque para o combatente Juscelino Kubitschek (sentado à esquerda), então capitão-médico.

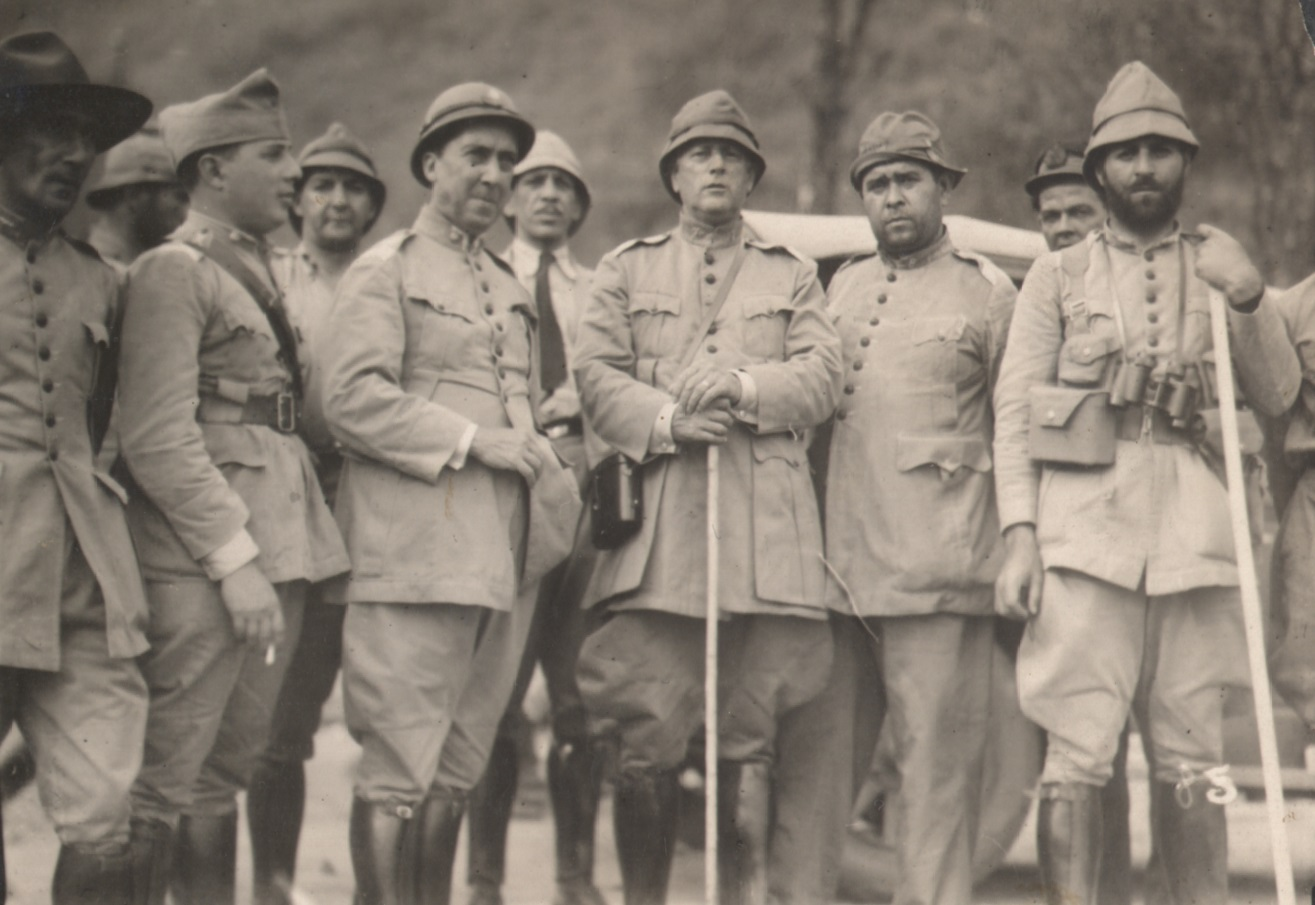
Comandantes das forças governistas na região do Túnel da Mantiqueira: ao centro, o coronel Edmundo Lery Santos, ladeado à direita pelo coronel Cristóvão Barcelos.

O Vale do Paraíba é uma região repleta de serras e com terreno acidentado. Por conta disso, os combates foram encarniçados entre as tropas, porém, com o tempo, prevaleceu a superioridade militar das forças federais em número de tropas, armas automáticas, munições, peças de artilharia e aviação. As forças regulares do coronel Euclydes Figueiredo no seu ápice não ultrapassaram 10 mil combatentes, contando apenas com algumas dezenas de peças de artilharia, escassas metralhadoras e armas automáticas, além de insuficiente número fuzis e munição para a quantidade de tropas disponível. Não obstante, com táticas defensivas, conseguiram compensar parcialmente o déficit utilizando a vantagem do terreno e a grande quantidade de granadas de mão e morteiros produzidas pela sua indústria. Em contrapartida, as forças federais que operavam naquela região totalizaram ao longo do conflito cerca de 70 mil combatentes, revezados ao longo dos combates, apoiados por farto material bélico, com várias dezenas de peças de artilharia e dezenas de milhares de metralhadoras e armas automáticas. Comparativamente, as tropas paulistas dispunham de uma arma automática para cada grupo de cerca de 50 homens, enquanto as tropas federais estavam equipadas com uma arma automática para cada 3 homens. A inferioridade militar obrigou no contínuo recuo das tropas constitucionalista para retificar as persistentes infiltrações na sua linha defensiva. Com isso as forças federais foram gradativamente ocupando diversas cidades paulistas do Vale do Paraíba como Queluz, São José do Barreiro, Areias, Silveiras, Cachoeira Paulista, Cruzeiro, Piquete e Lorena.
Entre os diversos combates ocorridos naquela região, destaca-se o de 20 de agosto no município de Cunha que resultou numa vitória tática das forças paulistas. Conforme detalhes apresentados em artigo na Revista Marítima Brasileira:
| “ | A 20 ocorre a surpresa. O tenente-coronel Mário Abreu, cuidadosamente, havia deslocado suas tropas, em vasto movimento envolvente, pelos dois flancos. De Campos Novos, 250 homens sob o comando do Tenente Meirelles, do 4º Batalhão de Caçadores, equipados com quatro metralhadoras Hotchkiss, surpreendem, próximo ao Monjolo, a Força Policial do Espírito Santo, a qual debanda, deixando no terreno mais de 60 mortos e considerável quantidade de armamento. As forças da Marinha, feito o vácuo à sua direita, não conseguem, por sua vez, avançar e veem-se agora ameaçadas, à sua esquerda, pelas forças do Tenente Lacorte, que avançavam de Lagoinha. Eram 250 homens do 4º Batalhão de Caçadores e, à retaguarda, outros 110 do mesmo Batalhão vindos de Ubatuba, comandados pelos Tenentes Assis Brasil e Zerbini, coadjuvadas, as forças do Exército, pelo 4º, 5º e 8º Batalhões de Cavalaria Paulista (sic), e da Força Pública, sob o comando do Major Adonias Monteiro. Ameaçada de cerco, a força da Marinha recuou, abandonando o espigão do Divino Mestre e indo fixar-se no Taboão, no dia 25. No dia 26 de agosto, Nelson de Mello repassou o comando a Amaral Peixoto. Terminara o combate. Cunha resistira. Afastara-se a ameaça de envolvimento da frente paulista no Vale do Paraíba. As tropas paulistas deixaram, porém, de explorar o sucesso obtido, estabilizando-se a frente, com a ocupação por estes do bairro de Aparição.(...) Cunha havia resistido vitoriosamente enquanto necessário, só cessando sua ação ao tornar-se ela inútil pela queda das demais frente de combate, resultantes da impossibilidade de continuar o combate, para as forças paulistas, contra o rigoroso bloqueio naval e o assalto que sofria em toda a extensão de suas fronteiras. | ” |

O emprego da artilharia por ambos os adversários foi intenso no conflito. O ataque com essa arma costumeiramente precedia o de infantaria, de modo a debilitar a posição do adversário ou colocá-lo em debandada, assim favorecendo a eficácia do assalto das tropas de infantaria e cavalaria. As tropas federais possuíam larga superioridade nessa arma, empregando cerca de cinco vezes mais peças de artilharia em relação às tropas paulistas naquela frente de combate, o que favoreceu em grande parte o avanço federal sobre as posições adversárias. Não obstante, a artilharia paulista também contribuiu para a resistência às forças federais, neutralizando ou retardando sua ofensiva. Houve uma importante ocorrência no dia 17 de julho de 1932, destacada nos boletins militares da 2ª D.I.O., quando a bateria do capitão Arcy da Rocha Nóbrega posicionada na Garganta do Embaú e na retaguarda das trincheiras, foi responsável pelo primeiro tiro da artilharia das tropas paulistas contra as tropas federais, então posicionadas nos arredores da estação ferroviária de Manacá, situada 5 km ao sul de Passa Quatro. Na ocasião, o capitão reagiu a um fogo de barragem do adversário, que hostilizava as tropas paulistas posicionadas na Serra da Mantiqueira, e na ação obteve a destruição de uma bateria adversária. Uma das testemunhas oculares desse evento foi Aureliano Leite, então advogado e presidente do MMDC que relatou o episódio no livro Martírio e Glória de São Paulo (1934). Outra testemunha, mais privilegiada, daquele combate de artilharia foi o então sargento do Exército Antenor Coradi, que naquele dia estava em um posto avançado situado em uma elevação, e de lá pode observar toda a ação, conforme relatou décadas depois:
| “ | Aquele pico foi envolvido por uma neblina salvadora, causada pelo calor do sol, em contraste com a umidade da mata. Notava-se uma boca vermelha cuspindo fogo e petardos de artilharia [inimiga]. Nosso posto de observação imediatamente se pôs em contato com o Comando de Artilharia de Perequê. Quase imediatamente os canhões de grupo de Artilharia Pesada abriram fogo. Por sobre nós percebia-se o sibilar das granadas e depois o ribombar das peças dos disparos que ecoavam repetidas vezes nas grotas. Os primeiros não acertaram de imediato os alvos. Corrigidos pelo [nosso] Posto de Observação, os seguintes atingiram em cheio o ninho dos canhões inimigos da artilharia de montanha dos legalistas. Como se estivessem num estágio de futebol, aquele torcida de soldados deram vivas e aplaudiram com entusiasmo os "golaços" que atingiam a 'meta' dos adversários. | ” |

Um soldado das tropas federais relatou outro ataque de artilharia ocorrido na região entre Queluz e Itatiaia, no final do mês de julho:
| “ | Uma bateria de 75 do 2º R.A.M. soffreu, há poucos dias, um ataque inesperado da artilharia paulista nas proximidades de Engenheiro Passos. Os nossos artilheiros já haviam escolhido o local para collocar os seus canhões. Quando, porém, se iniciava o trabalho de collocação, começaram a receber granadas do tal canhão mysterioso. Foi uma coisa horrível. Morreram alguns dos nossos e vários cavallos tombaram, attingidos por estilhaços. O commandante da bateria determinou, então, que se retirasse uma mesma peça de todos os canhões, depois do que se recuasse. Era quase noite. A ordem foi cumprida, tendo-se destacado, na sua execução, um cabo quase menino, que só deixou o local batido pela artilharia paulista depois de todo trabalho terminado. | ” |

O comandante do setor norte e o comandante do Exército Constitucionalista, respectivamente, o coronel Euclides Figueiredo e o general Bertoldo Klinger, além de outros oficiais do levante, tinham influência da doutrina militar alemã. Desse modo, boa parte das estratégias empregadas naquela frente de combate se basearam naquela doutrina, com destaque para a defesa em profundidade. Esta foi esclarecida pelo chefe do Estado Maior do setor sul, o então capitão Joaquim J. A. Bastos, a qual consistia em camadas de linhas de defesa distribuídas entre postos avançados e trincheiras mais bem guarnecidas na retaguarda, de modo a poupar recursos e retardar o máximo possível o avanço das tropas adversárias, impedir o envolvimento e corte da retaguarda, além de minimizar as baixas. Com esse sistema, sempre que uma camada de defesa se tornava insustentável, recuava-se para trincheiras mais a retaguarda já preparadas ou por concluir pelas unidades de engenharia, construindo-se novas fortificações mais atrás e assim sucessivamente. Com o emprego desse plano, o desgaste das tropas federais foi substancial a despeito de sua superioridade em homens e em recursos bélicos, as quais tomavam as linhas de defesa ao custo de muito atrito de combate, em baixas e dispêndio de recursos. Além disso, mesmo após a tomada das posições, as tropas federais precisavam recuar para se recomporem ou serem substituídas pelas tropas reservas, levando dias para articularem uma nova ofensiva, o que fazia as tropas paulistas ganharem tempo para também recomporem a sua defesa.
Entre 12 e 13 de setembro de 1932, as tropas paulistas recuaram sua linha de defesa para Engenheiro Neiva, no município de Guaratinguetá, onde resistiram à ofensiva das tropas federais posicionadas em Lorena. Essa ação de recuo contou com a cobertura do Trem Blindado nº 6 e do autoblindado FS-8, para retardar o avanço das forças federais. Com a nova posição, as forças paulistas ficaram assim reorganizadas: no flanco esquerdo, o destacamento do major do Exército comissionado tenente-coronel Antônio Alexandrino Gaia, situado entre o Rio Paraíba do Sul e a Serra da Mantiqueira; também no flanco esquerdo e mais à retaguarda, o destacamento do coronel José Joaquim de Andrade; na posição central, o destacamento do major do Exército comissionado tenente-coronel Telêmaco de Paula Rodrigues, posicionado entre o Rio Paraíba do Sul e estrada de rodagem Rio-São Paulo; no flanco direito, o destacamento do coronel do Exército Antônio Paiva de Sampaio, situado entre a estrada de rodagem e a Serra do Quebra-Cangalha; também no flanco direito e mais à retaguarda, o destacamento do coronel da Força Pública de São Paulo José Teófilo Ramos; e o destacamento do coronel do Exército Mário da Veiga Abreu dividido em dois contingentes, na Serra da Mantiqueira e na Serra do Quebra-Cangalha, com a missão de cobrir as extremidades da linha de defesa paulista. Em Guaratinguetá, as trincheiras das tropas paulistas eram alinhadas sentido noroeste-sudeste e tinham como eixo a antiga estação ferroviária Engenheiro Neiva, então situada a 750 metros à nordeste da atual estação, indo da região da Serra do Quebra-Cangalha até a Serra da Mantiqueira. Trata-se do local da "Última Trincheira" a que Guilherme de Almeida fez referência em seu famoso poema "Oração ante a última trincheira". O poeta e imortal da Academia Brasileira de Letras foi combatente nesse setor durante aquele conflito e escreveu o poema quando da retirada geral das tropas paulistas dessa localidade. Consta também que o município de Guaratinguetá foi muito visado pela artilharia e pelos aviões "vermelhinhos" das tropas federais.
Setor leste e oeste

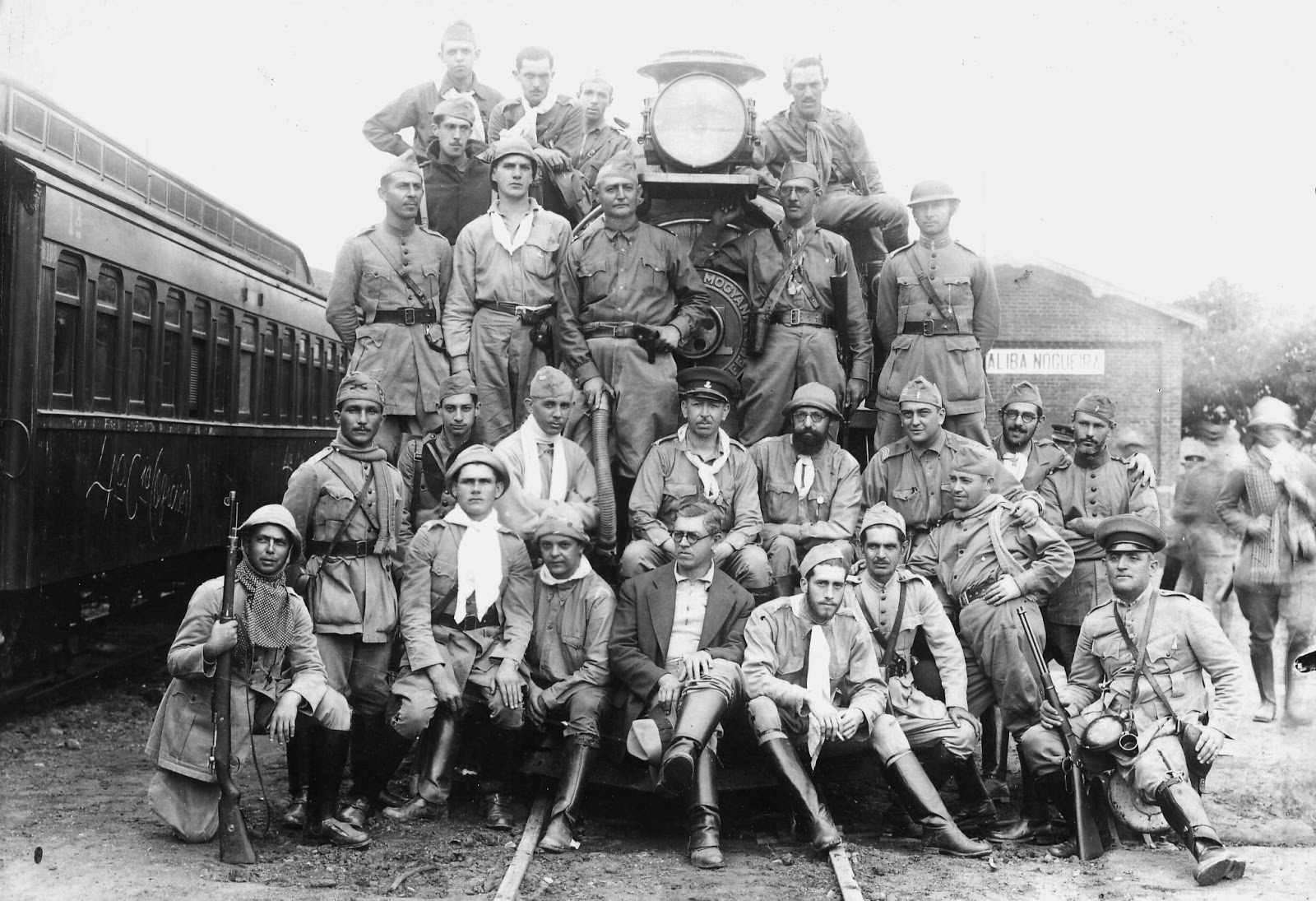
Voluntários paulistas na Estação Barão Ataliba Nogueira, distrito de Itapira, em julho de 1932.

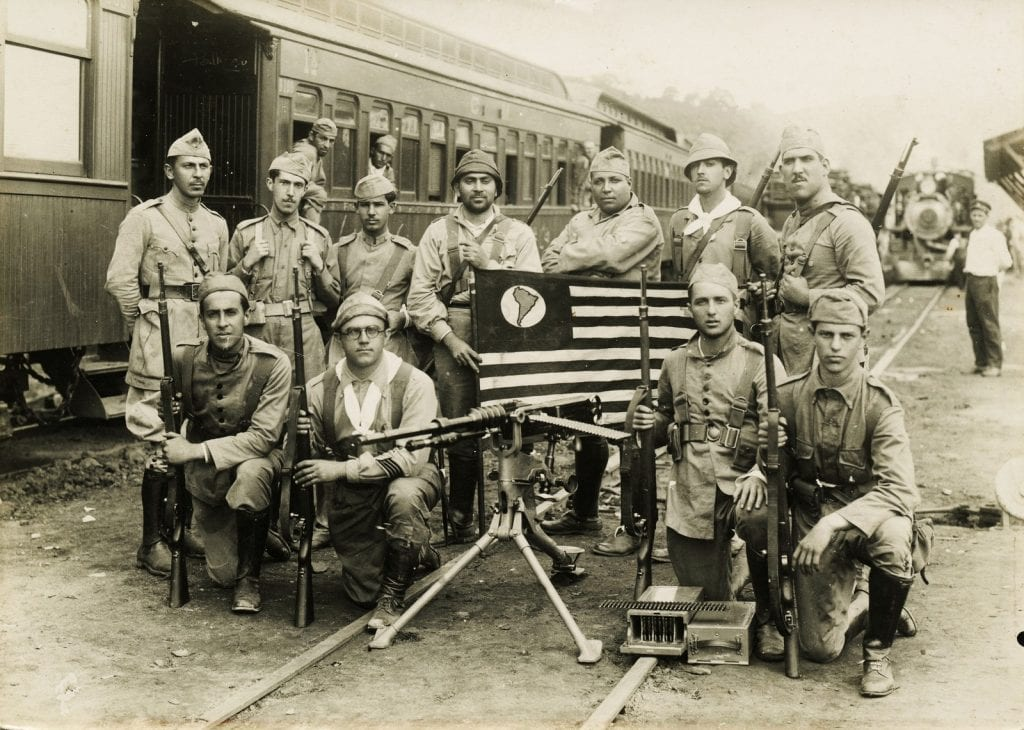
Soldados do Trem Blindado nº 4 que atuou nos combates em Eleutério em agosto de 1932.

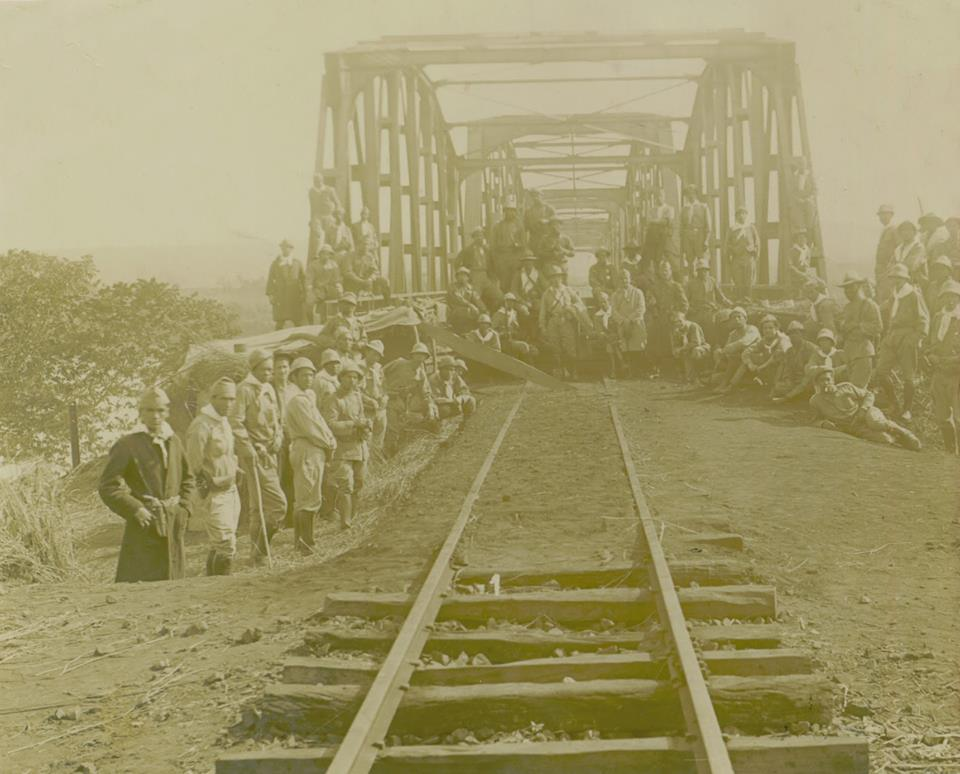
Voluntários de Franca guardando a ponte ferroviária entre as cidades de Igarapava e Delta, em agosto de 1932.

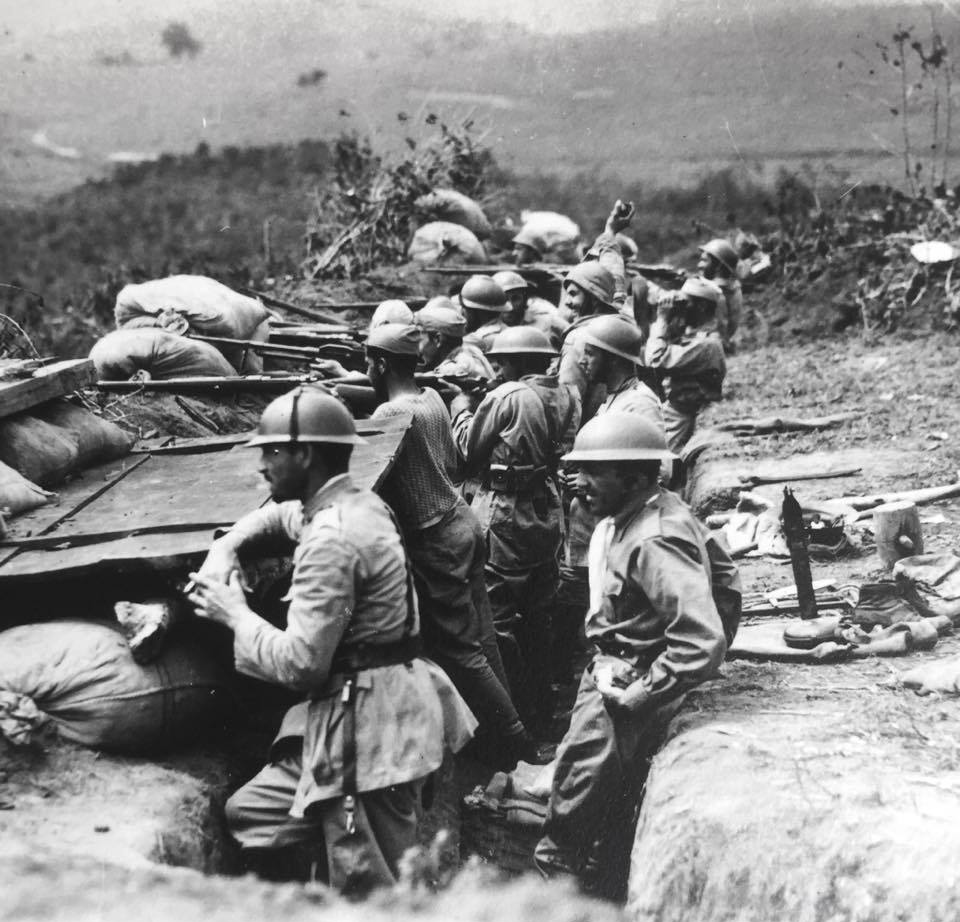
Trincheira paulista nos arredores de Amparo.

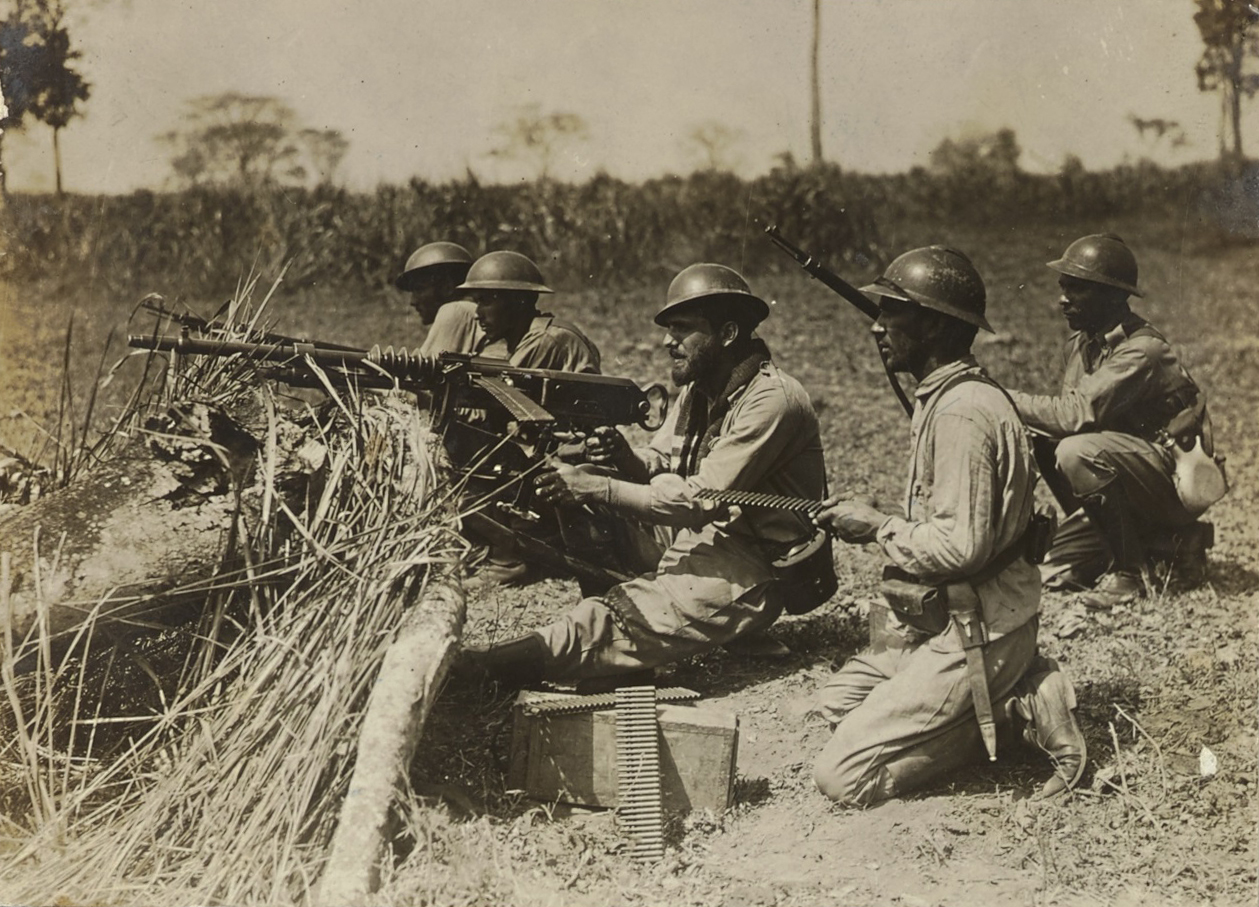
Guarnição paulista na frente mineira de combate.

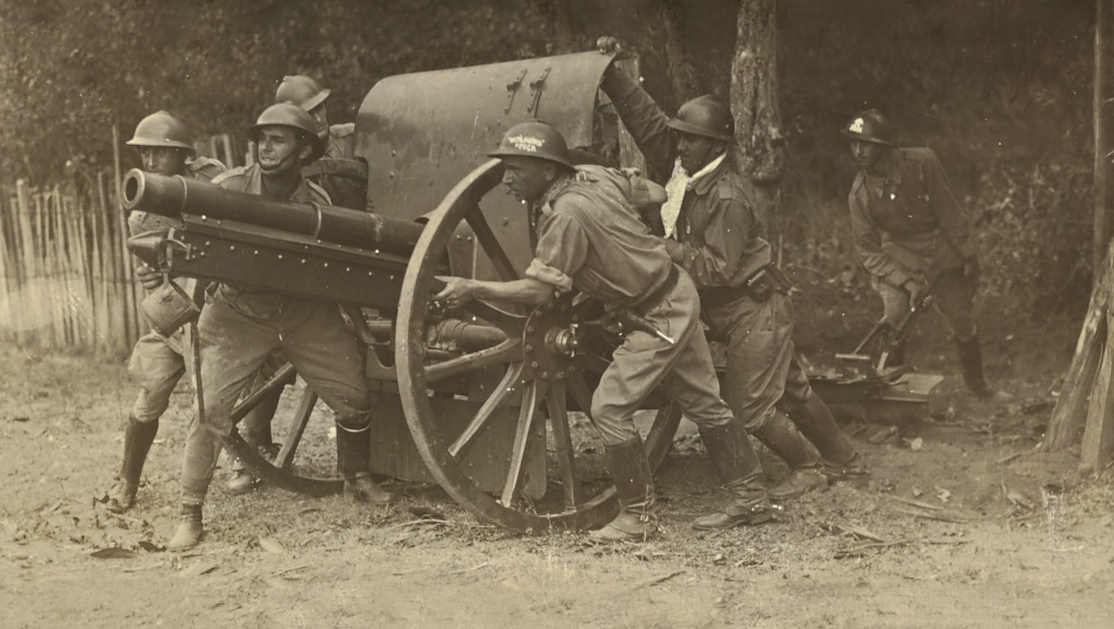
Artilharia paulista na região da Baixa Mogiana.

Essa frente de combate compreendia a região na divisa com Minas Gerais, a nordeste, norte e noroeste de São Paulo. Era defendido por tropas mistas destacadas, compostas por voluntários e integrantes da Força Pública de São Paulo e do Exército. A organização do setor foi considerada como uma das mais instáveis naquela campanha militar, com sucessivas mudanças no comando e na organização das tropas. Nas primeiras semanas, os comandantes dos destacamentos respondiam ao Estado Maior da Força Pública, então chefiado pelo coronel Francisco Júlio César de Alfieri. Posteriormente, foi oficializado comandante do setor o tenente-coronel da Força Pública João Dias de Campos, que em 1º de setembro se afastou da função a pedido após a queda do subsetor de Itapira, tendo sido substituído pelo coronel de engenharia do Exército Oscar Saturnino de Paiva. Quinze dias depois, este entregou o cargo para os coronéis da Força Pública Eduardo Lejeune e Herculano de Carvalho e Silva, que assumiram o comando do setor e dos destacamentos, respectivamente, até a data da rendição. Na ocasião, o coronel Herculano acumulava também o comando geral da Força Pública.
As tropas nesse setor eram organizadas da seguinte forma: o destacamento da região de Mogi Mirim, entre Socorro e Mococa, comandado pelo tenente-coronel da Força Pública João Dias de Campos, que posteriormente acumulou o comando de todo o setor; o contingente da região de Franca, Rio Grande, Ribeirão Preto e de Barretos comandado pelo capitão Antenor Musa, que depois foi substituído pelo major Junqueira; o contingente da região entre Ribeirão Preto e Mococa comandado pelo tenente-coronel Martiniano de Carvalho; o contingente da região de Presidente Venceslau e Presidente Epitácio comandado pelo capitão Shakespeare Ferraz; o contingente da região de Bauru comandado pelo major Genésio de Castro e Silva, região que semanas depois ficou respectiva ao setor sul, comandado pelo coronel Brasílio Taborda; o contingente da região de São José do Rio Preto comandado pelo coronel da Força Pública Eduardo Lejeune; e, por fim, o contingente da região de Bragança Paulista comandado pelo major Labieno Gomes. Algumas semanas após o início do conflito, os contingentes situados ao norte do estado, da região de Mococa até a de Presidente Epitácio, ficaram sob o comando do coronel da reserva da Força Pública Joviniano Brandão de Oliveira, cujo posto de comando era exercido em Limeira. Ao longo do conflito foram formados novos destacamentos, como aquele comandado pelo capitão Romão Gomes que cobria a região entre Espírito Santo do Pinhal e São João da Boa Vista, e o destacamento da região entre Amparo e Itatiba comandado pelo tenente-coronel da Força Pública Virgílio Ribeiro dos Santos.
Os primeiros batalhões paulistas que seguiram para o setor leste tiveram o seu "batismo de fogo" já na primeira semana de guerra. Foi o caso do "Batalhão Fernão Dias" ou também "Batalhão Paes Leme", formado por civis voluntários. O 1º pelotão da 1ª Cia comandado pelo civil comissionado tenente Fernão de Morais Salles em 15 de julho recebeu ordens do comandante do batalhão, o capitão Antônio Pietscher, para tomar as cidades de Jacutinga, Ouro Fino e Pouso Alegre. As tropas federais, antecipando um ataque paulista, haviam cortado as linhas da estrada de ferro e destruíram os pontilhões, a fim de evitar avanço das forças paulistas. Estas, por sua vez, fazendo reconhecimento do terreno e repondo os trilhos foram avançando na tentativa de tomar Pouso Alegre. Porém, em 20 de julho à tarde, na altura de Borda da Mata, os paulistas foram atacados pela fuzilaria e artilharia da tropas federais vindas daquela cidade. Estes reagiram e improvisaram a sua defesa, em um combate que se estendeu até a manha de 21 de julho. Porém, diante da inferioridade de tropas, os paulistas decidiram recuar para Eleutério, com um saldo de dezenas de mortos e feridos. Neste combate, Fernão Salles, comandante naquela unidade, foi morto.

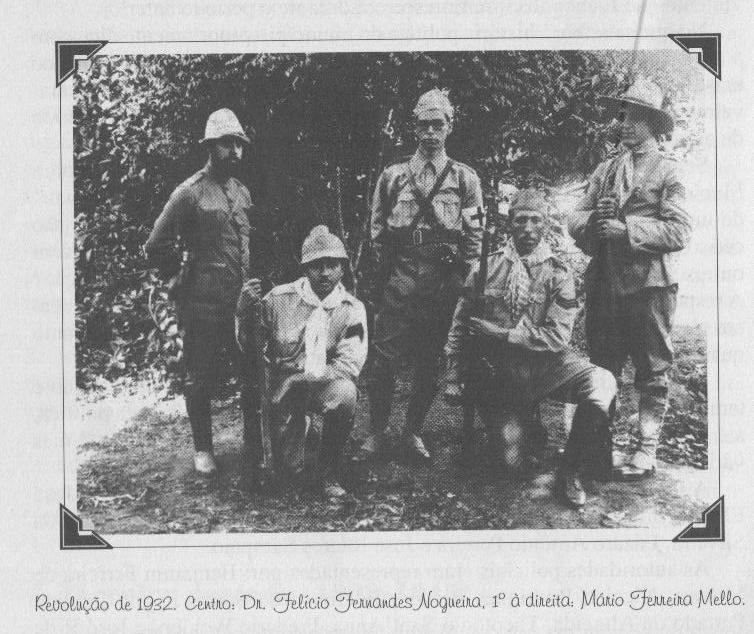
Ao centro médico Dr. Felício Fernandes Nogueira; 1.º à direita Mário Ferreira Mello. Joanópolis, região bragantina.

Na região mais ao norte e noroeste do estado também ocorreram importantes combates entre as tropas paulistas e as tropas federais do destacamento misto comandado pelo coronel Manuel Rabelo, que contavam com o 6º Batalhão de Caçadores de Ipameri, o 4º Batalhão de Infantaria da Força Pública de Minas Gerais, entre outras unidades. Em 23 de julho de 1932 as 1ª e 2ª Cias do Batalhão "General Marcondes Salgado", comandado pelo major da Força Pública de São Paulo Antenor Gonçalves Musa, partiram para frente de combate no norte paulista, na região do Rio Grande e Rio Paraná. Na ocasião, o destacamento do coronel Manuel Rabelo ameaçava invadir São Paulo a partir daquela fronteira e também ameaçava cortar a ligação entre São Paulo e o Mato Grosso. Uma vez adentrado no território paulista, os governistas ainda buscavam envolver e cercar as tropas paulistas da frente mineira de combate, posicionadas na região de Mogi Mirim e São João da Boa Vista. Entre julho e agosto de 1932 o Batalhão Marcondes Salgado esteve engajado em sucessivos combates com tropas federais no norte paulista, ao longo das margens do Rio Paraná e Rio Grande, nas fronteiras entre São Paulo, Minas Gerais e o atual Estado do Mato Grosso do Sul. Os primeiros combates ocorreram em localidades como Barra Grande, Maricota, Antonio Prado, Cemitério, Antunes, Horácio, Central, Guaracy, Porto Sapé e Porto Isaac. Na passagem pela cidade de Barretos e São José do Rio Preto a tropa paulista foi reforçada por algumas centenas de voluntários locais, formando com isso uma grande coluna que foi chefiada pelo tenente comissionado major Quintino de Freitas, então subcomandante do batalhão, que teve a incumbência inicial de retomar Porto Taboado, uma localidade que havia sido invadida por tropas goianas e mineiras, a partir do Rio Paraná. Em 11 de agosto a coluna paulista rumou para Porto Taboado, região do atual município de Santa Fé do Sul, em auxílio ao pequeno contingente local comandado pelo coronel da Força Pública Eduardo Lejeune, que até então defendia a localidade. Nos dias seguintes ocorreram as maiores lutas travadas no norte paulista, com os principais combates tendo ocorrido nos arredores da estrada Lussanvira-Porto Taboado e em locais próximos à margem do Rio Paraná. Em Santa Fé do Sul, às margens da antiga estrada boiadeira, há atualmente uma cruz rústica em memória aos mortos nos combates de agosto de 1932. Em 17 de agosto, após intensos combates entre forças de infantaria, as tropas paulistas finalmente ocuparam Porto Taboado, rechaçando da região a coluna governista. Os paulistas ali contaram também com o valioso reforço de uma Companhia vinda de Bauru, comandada pelo capitão Antônio Ferreira da Silva, do 4º Batalhão de Caçadores Voluntários (4º B.C.V.) da Brigada do Sul do general Ataliba Leonel; e também do reforço do contingente vindo de Lussanvira e Pereira Barreto comandado pelo major Santini, que auxiliou na perseguição e prisão das tropas federais. O telegrama de um repórter correspondente do Jornal de Bauru deu conta das circunstâncias da ocupação daquela localidade:
| “ | Lussanvira, 17 - O Porto Taboado, margem rio Paraná, foi esta manhã ocupado por forças tenente Quintino, vindas Rio Preto, que expulsaram de suas posições o contingente ditatorial ali entrincheirado. A companhia do capitão Antônio Ferreira da Silva, da Brigada do Sul, que guarnecia esta estação e que foi em perseguição de uma patrulha ditatorial, rumo áquele porto fluvial, quando lá chegou já encontrou a localidade ocupada pelo tenente Quintino, tendo feito alguns prisioneiros. | ” |

No setor leste foi onde atuou a famosa "Coluna Romão Gomes" que chegou a integrar cerca de mil e quinhentos combatentes, entre voluntários e soldados da Força Pública de São Paulo, comandados pelo então capitão da Força Pública Romão Gomes, uma unidade que ao longo da guerra se consolidou como destacamento. Consta que a "Coluna Romão Gomes" jamais perdeu uma batalha durante toda a sua campanha militar.
Segundo o coronel Herculano de Carvalho e Silva, os comandantes Dias de Campos e Saturnino de Paiva falharam ao não anteciparem a necessidade de recuo da linha de defesa e por não terem construído previamente as devidas fortificações em linhas mais na retaguarda da posição de combate, a exemplo da preparação estratégica realizada no setor norte e no setor sul, as quais até a rendição possuíam defesas consistentes apesar das dificuldades na guerra como um todo. O coronel de engenharia Saturnino de Paiva, ao final de setembro, chegou a iniciar a construção de fortificações na Serra dos Cristais, na região de Jundiaí. Porém, as atividades foram paralisadas após o início das tratativas para o armistício.
A resistência paulista do setor era improvisada conforme as circunstâncias de combate, sem se antecipar devidamente a ação militar do adversário e sem uma estratégia geral para o setor, o que deixava mal coordenados os destacamentos. Foram recorrentes situações em que um destacamento avançava e conquistava posições, enquanto o destacamento vizinho recuava em debandada e avisava o comando geral da decisão somente a posteriori. Também era comum o desencontro das próprias ordens entre os comandantes. Por causa dessas falhas, as forças governistas conseguiram se infiltrar pela defesa paulista e, ao identificarem a fragilidade da resistência, intensificaram a ofensiva visando a capital do estado para, enfim, debelar todo o levante. Essa situação culminou em sucessivas modificações na organização das tropas paulistas e no próprio comando geral daquele setor.
Um telegrama enviado pelo comandante Joviniano Brandão ao então comandante geral da Força Pública de São Paulo dá uma noção da ofensiva governista enfrentada pelos paulistas em meados de setembro:
| “ | Do coronel Joviniano (Limeira), ao comte. Herculano (S. Paulo) – Fizemos prisioneiros hoje em Fundinho um segundo sargento, dois cabos e sete soldados do 9° R.I. Aprendemos 2 M.P., 12 cofres de munição e alguma munição de fuzil que levavam o soldados, e 10 mosquetões. As declarações do sargento dizem que o adversário marcha em três colunas com os objetivos – Amparo, Campinas e Limeira. Objetivo geral – Campinas. Dispõem de muita munição de artilharia e infantaria, 12 aviões e 16 peças de artilharia. Estão agindo neste setor cerca de 12 000 homens compostos das seguintes unidades de que se lembra no momento: 10° R.I., 9º R.I., 10º B.C., 23° B.C., 29º B.C., 6º B.C. 4º R.C.D., 8º R.A.M., 22º B.C. e 21° B.C., 25º B.C., 2° B.E., policias alagoanas, pernambucanas e gaúcha. Comandam essas colunas coronéis Dornelas, Dutra e Galdino Esteves. Vou remeter-lhos para Campinas de trem especial, juntamente com os dois outros prisioneiros feitos hoje. Saudações. 12-9-32. | ” |

As forças governistas, estimadas em cerca de 12 mil homens naquele setor, combateram um contingente de tropas paulistas que na média da campanha militar foi três vezes menor em relação às adversárias. Ao final de setembro de 1932, as cidades paulistas próximas à divisa com Minas Gerais estavam ocupadas por tropas leais a Getúlio Vargas e as tropas constitucionalistas tinham a sua linha de defensa nos arredores da cidade de Campinas e Limeira. Porém, essas cidades estavam praticamente cercadas e a queda daquela posição era iminente, o que colocaria os governistas às portas da capital paulista e inviabilizaria a articulação das outras frentes de combate. Diante desse quadro, o comando supremo do Exército Constitucionalista e o comando geral da Força Pública de São Paulo se resignaram e solicitaram ao comando das Forças Federais a suspensão das hostilidades para dar início as tratativas para a rendição.
Setor sul

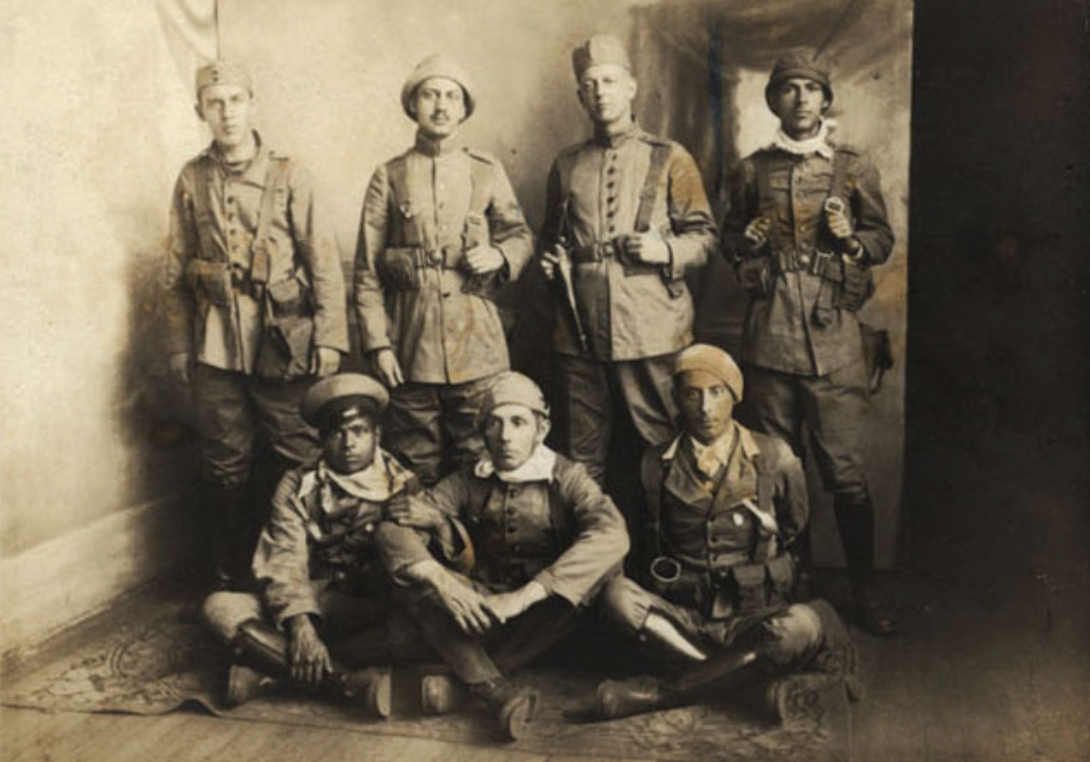
Combatentes paulistas em Itararé fotografados por Claro Jansson, em julho de 1932.

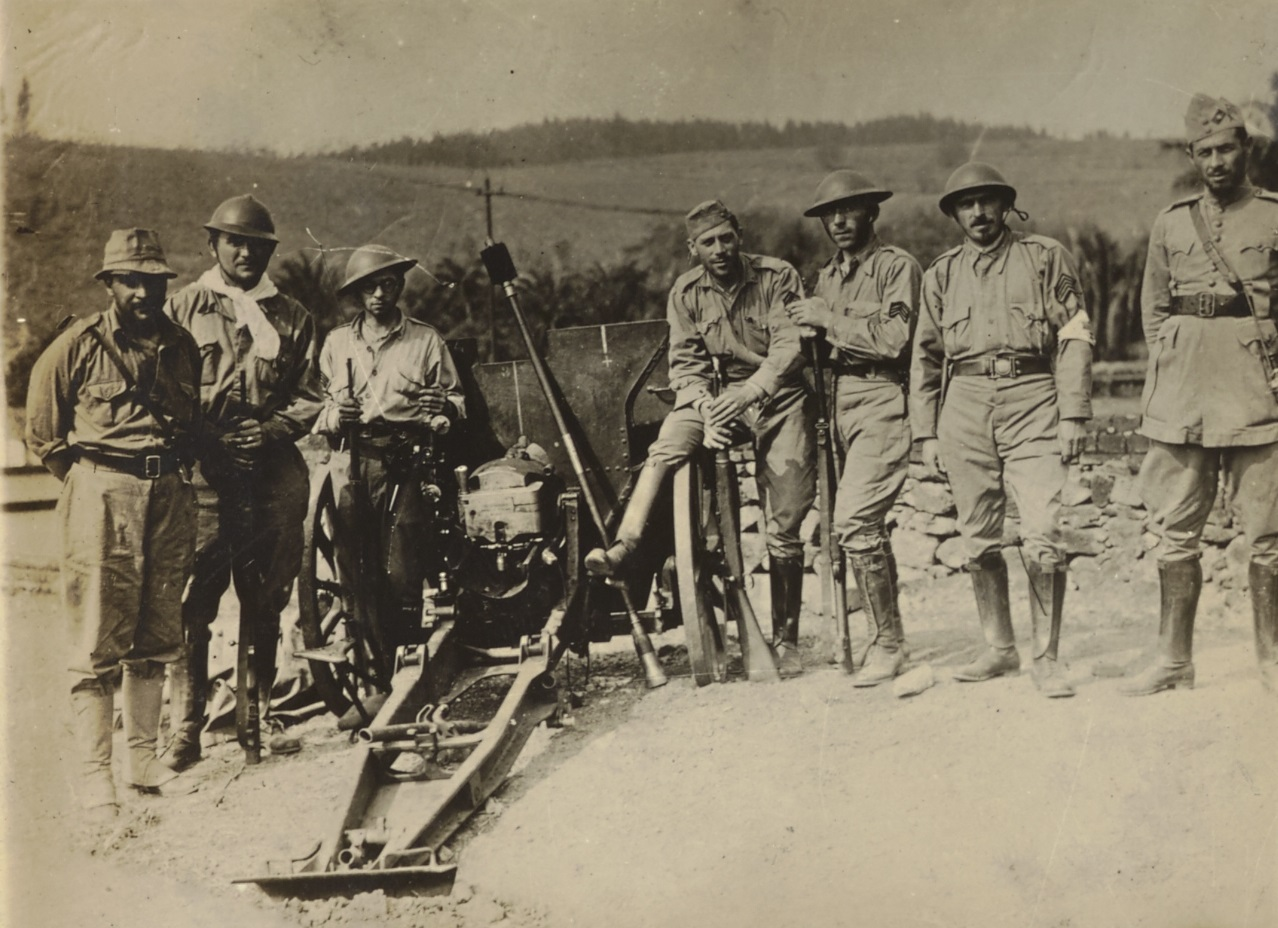
Soldados de um grupo de artilharia do Mato Grosso atuando na região do Rio das Almas, em Capão Bonito, em setembro 1932.

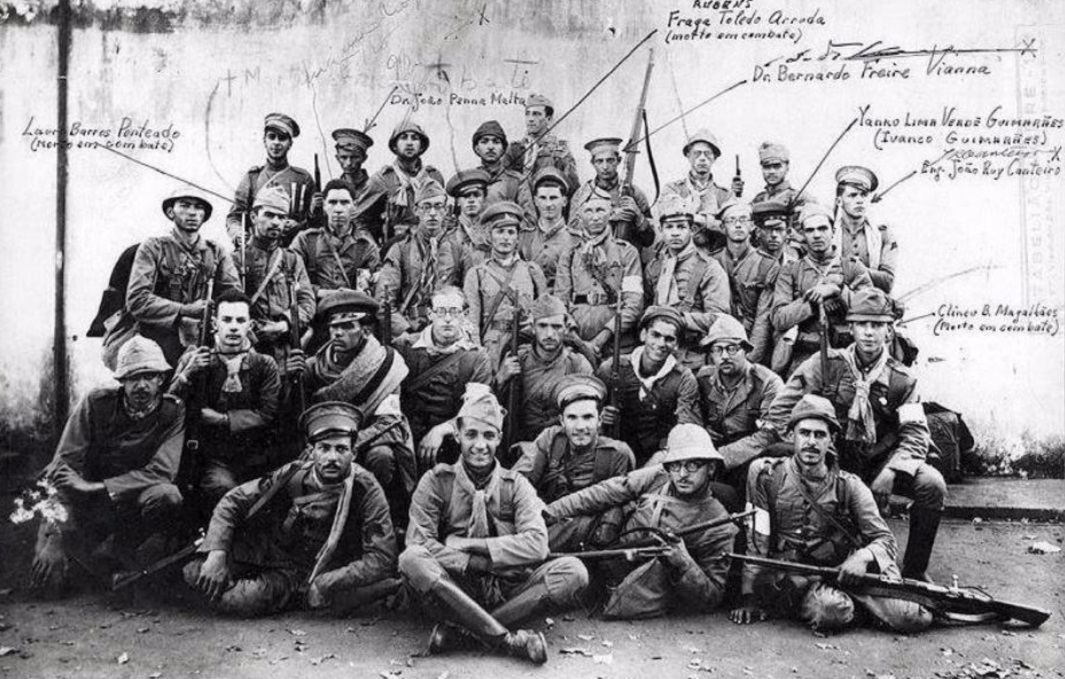
Batalhão 14 de Julho em Itapetininga, cujos integrantes foram acadêmicos da Universidade de São Paulo e da Universidade Mackenzie.

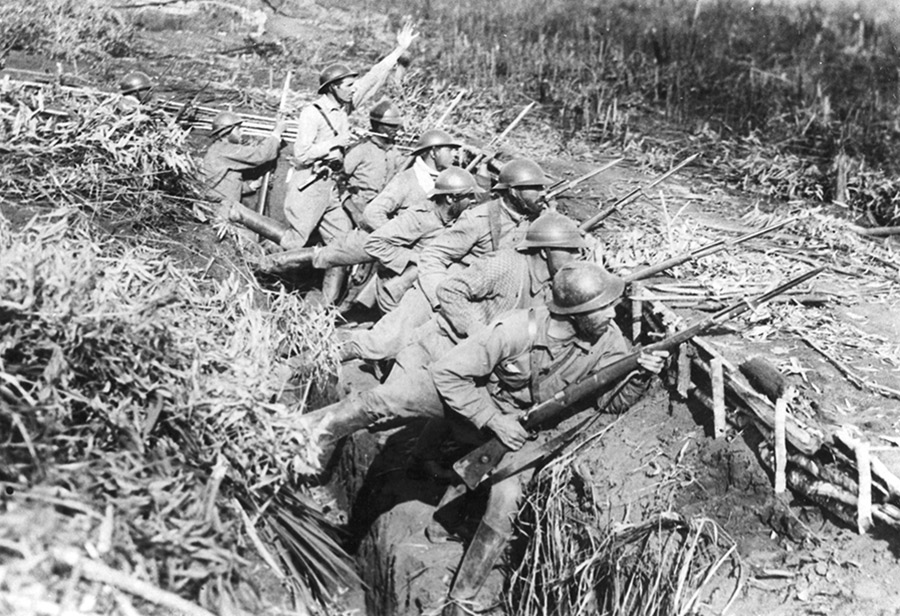
Tropas paulistas à espera do combate no setor sul.

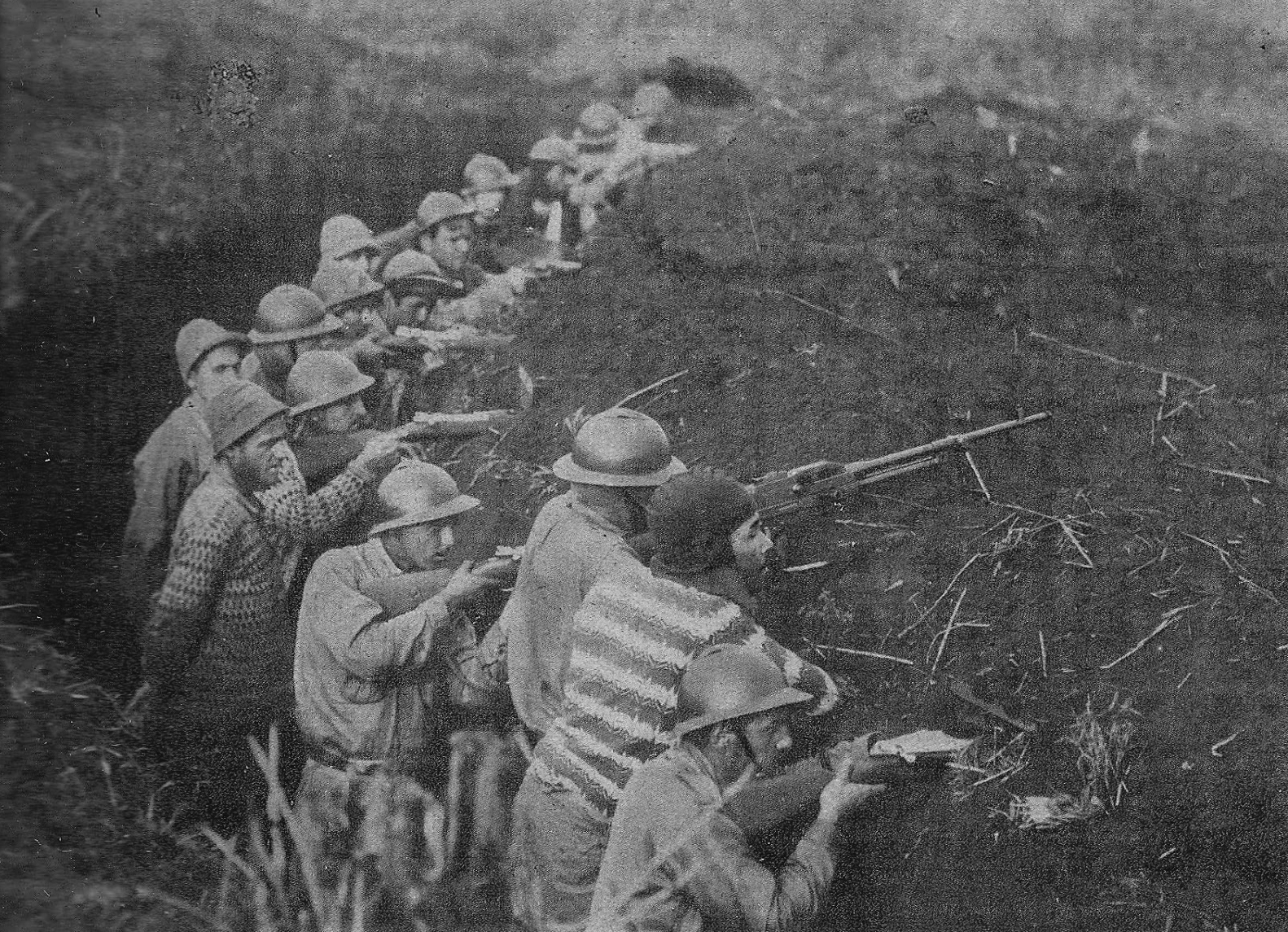
Trincheira paulista em Ligiana, próximo ao Rio Paranapanema, no município de Campina do Monte Alegre.

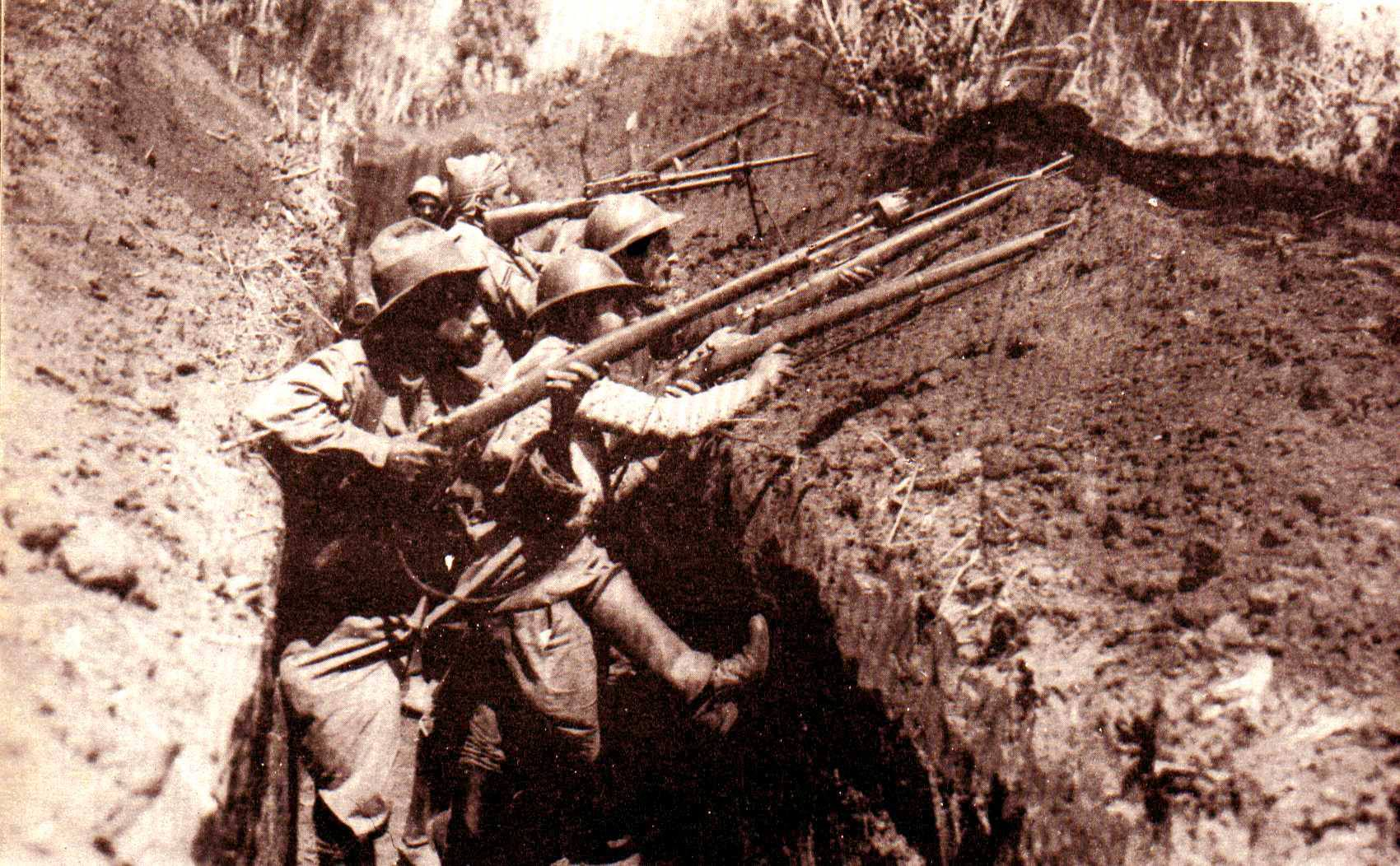
Interior de um trincheira paulista na região do Rio Paranapanema.

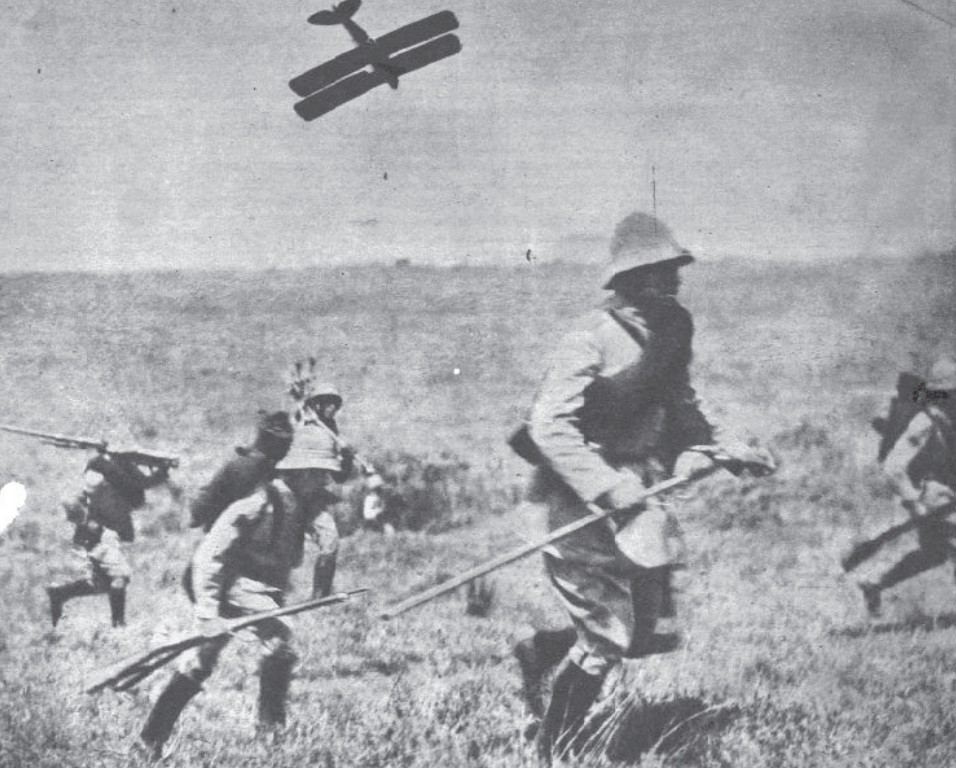
Aspecto do avanço da infantaria paulista no setor sul.

O setor sul compreendia a região fronteiriça com o Estado do Paraná e no início campanha militar era defendido por tropas paulistas mistas, as quais respondiam ao Estado-Maior da Força Pública, a exemplo do comando exercido no setor leste. Nos primeiros dias do conflito, a frente de combate de Itararé era comandada pelo tenente-coronel da Força Pública de São Paulo Pedro de Morais Pinto. Mais ao sul da fronteira, em Capela da Ribeira (atual município de Ribeira), a posição era defendida por um pequeno contingente misto formado pelo 9º Batalhão e pelo 2º esquadrão de cavalaria da Força Pública, sob comando pelo tenente-coronel Azarias Silva. Mais ao norte, na região de Ourinhos, a posição era defendida por um destacamento comandado pelo coronel da reserva da Força Pública Pedro Dias de Campos. A região de Itararé era considerada o principal teatro das operações para ambos os adversários, porém, nos primeiros dias da campanha, foi a posição menos guarnecida pelas tropas paulistas, dada a crença na promessa de apoio as tropas do Rio Grande do Sul, uma expectativa frustrada logo na primeira semana da guerra.
Em 12 de julho, o general Guilhermino Ribeiro Cruz, comandante da 5ª Divisão do Exército, enviou as vanguardas das forças federais do sul àquela posição, iniciando as primeiras medidas para a ofensiva e avanço sobre São Paulo, para sufocar as forças revolucionárias paulistas. Em 16 de julho, o general Valdomiro Castilho de Lima chegou àquela praça de guerra e assumiu o comando dos destacamentos governistas.
O plano das tropas federais, coordenadas com os demais destacamentos governistas, previa ainda o deslocamento de tropas da 5ª Divisão Militar pela linha férrea e pelas estradas de rodagem por Itararé, por Capela da Ribeira e por Ourinhos, ocupando de imediato o eixo da Estrada de Ferro Sorocabana. Com isso, completavam o cerco, somando-se à concentração de efetivos no Vale do Paraíba, que guardavam as linhas de comunicações rodoviárias e ferroviárias com o Rio de Janeiro; e com os contingentes na frente mineira e no litoral paulista bloqueado pela Armada Brasileira.
Naquela frente de combate, ao longo do conflito, as forças paulistas foram assim organizadas: o destacamento da região do Baixo Paranapanema, na linha entre Presidente Epitácio, passando por Ourinhos e Chavantes até Itaporanga, sob comando do coronel da reserva da Força Pública de São Paulo Pedro Dias de Campos. Essa força foi dividida em duas coluna: a primeira responsável pela defesa da linha Rio Paraná-Ourinhos e a segunda responsável pela defesa da linha Chavantes-Itaporanga, esta comandada pelo 1º tenente da Força Pública comissionado major Naul de Azevedo. No final de julho, a coluna do major Azevedo abriu uma cabeça de ponte sobre o território paranaense, flexionando a linha para conter o avanço das tropas federais que vinham do sul. Para tanto, tomou as cidades de Cambará, Bandeirantes, Jacarezinho, Santo Antônio da Platina e Ribeirão Branco, conquistando adesões nessas localidades, como foi o caso de Ribeirão Branco. O extremo sul paulista, na localidade de Capella da Ribeira (atual cidade de Ribeira), a posição era defendida por um pequeno contingente misto, sob comando pelo tenente-coronel da Força Pública Azarias Silva, até sua queda em 31 de julho. Com o recuo da linha de defesa para o interior do estado, na região do Alto Paranapanema, foi estruturado um grande setor de combate, comandado pelo coronel do Exército Brasílio Taborda, cujas defesas foram organizadas da seguinte forma: o destacamento da região de Buri e Campina do Monte Alegre, a cargo do coronel da reserva do Exército Christiano Klingelhoefer; o destacamento da região de Buri e Capão Bonito, a cargo do major da Força Pública José Anchieta Torres; um pequeno destacamento de ligação em Campina do Monte Alegre chefiado pelo 1º tenente do Exército comissionado tenente-coronel Luiz Carneiro de Castro e Silva; o destacamento da região de Angatuba e Bom Sucesso (atual Paranapanema) pelo tenente-coronel de Exército Milton de Freitas Almeida; na região mais ao sul, em Apiaí e Guapiara, um destacamento comandado pelo major da Força Pública Luís Tenório de Brito, que em 2 de agosto de 1932 após o recuo da linha para Guapiara, foi substituído pelo destacamento comandado pelo tenente-coronel Pedro de Morais Pinto, fazendo ligação com o destacamento do litoral sul paulista a partir de Xiririca (atual Eldorado). Em meados de agosto, o major Tenório de Brito assumiu o comando de um pequeno destacamento de ligação na região de Lygiana, no município de Campina do Monte Alegre. Ao final de agosto, o tenente-coronel Morais Pinto foi substituído no comando do destacamento pelo coronel da Força Pública Álvaro Martins. Naquela frente de combate, a Brigada do Sul, organizada e comandada pelo coronel Ataliba Leonel, composta por sete batalhões de infantaria, reforçou as defesas daqueles destacamentos. As forças paulistas do Alto do Paranapanema contavam ainda com destacamentos de cavalaria, que exerciam atuação móvel, empregando manobras de contenção e fustigando as tropas governistas pela sua retaguarda, para reduzir a pressão sobre os destacamentos de infantaria. As principais forças de cavalaria foram o Regimento de Cavalaria do Rio Pardo, comandado pelo capitão da Força Pública Alfredo Garcia Feijó; e o destacamento de cavalaria comandado pelo major da Força Pública Sebastião do Amaral.
As principais forças federais naquela frente de combate eram organizadas da seguinte forma: o destacamento em Itararé sob comando do coronel João Siqueira de Queiroz Sayão, então comandante do 13º Regimento de Infantaria de Ponta Grossa; na região norte de Itararé, em Faxina (atual Itapeva) e Itaberá, a cargo do destacamento do coronel Francisco José da Silva Júnior; no flanco direito governista, na região de Ribeirão Branco e Capinzal, e posteriormente, entre Apiaí e Guapiara, a cargo destacamento comandado pelo tenente-coronel Boanerges Lopes de Souza, então comandante do 13º Batalhão de Caçadores de Joinville; na região do Baixo Paranapanema, entre Itaporanga, passando por Ourinhos, até Presidente Epitácio, um destacamento compostos por tropas mistas e não regulares comandado pelo general da antiga Guarda Nacional João Francisco Pereira de Souza, dessa força ainda derivado um pequeno destacamento constituído por provisórios da Brigada Militar do Rio Grande do Sul (BMRS), na região entre Itaporanga, Chavantes e no norte do Paraná, comandado pelo general Elisiário Paim Filho; em Capela da Ribeira (atual Ribeira), inicialmente um pequeno contingente da Força Pública do Paraná comandado pelo capitão da cavalaria do Exército Nelson Palmeiro Pinto Dias, constituído por um esquadrão de cavalaria e por pelotões do 1º Batalhão da Força Pública do Paraná, os quais posteriormente foram incorporados ao destacamento do coronel Ayrton Plaisant, então comandante geral da Força Pública Paranaense que, ao longo do mês de agosto, avançou sobre Apiaí, Guapiara e Xiririca (atual Eldorado). Quando os combates alcançaram a região de Buri e do Alto Paranapanema, portanto, ampliando a extensão do frente de combate, foram constituídos novos destacamentos entre as forças federais, a partir das tropas da reserva do comando: o destacamento a cargo do tenente-coronel do Exército Argemiro Dornelles, posicionando o seu efetivo na vanguarda da região de Buri e Capão Bonito, em ligação com o destacamento do tenente-coronel Boanerges; o destacamento do tenente-coronel de Exército João Marcelino Ferreira e Silva, então comandante do 14º Batalhão de Caçadores (14º BC) de Florianópolis, atuando na região do Rio das Almas, em Capão Bonito.
No Rio Grande do Sul, antes do levante, o interventor do estado, o general José Antônio Flores da Cunha, havia assegurado sua palavra de honra, de que o Rio Grande não faltaria aos compromissos assumidos com os constitucionalistas. Porém, uma vez deflagrada a insurreição civil e militar, manteve-se em atitude indecisa. Em 10 de julho, para surpresa dos seus aliados gaúchos e paulistas, o general escolheu o lado do governo e declarou publicamente apoio a Getúlio Vargas. Flores da Cunha era até então reconhecido como um dos mais comprometidos e engajados conspiradores contra o regime de Getúlio Vargas no Rio Grande do Sul.
Em 11 de julho, o 1 º esquadrão do 5º Regimento de Cavalaria Divisionária de Castro (5º R.C.D.), com dois pelotões, reforçado com uma seção de metralhadoras leves, sob comando do 1º tenente Cassiel Cileno, partiu de trem para Jaguariaíva, onde chegam na manhã de 12 de julho. Na plataforma da estação, o seu comandante sofreu um acidente e ficou gravemente ferido, tendo sido substituído pelo 1º tenente Carlos de Almeida Assunção. De lá, seguiu um pelotão de reconhecimento para Itararé, em território paulista. Após ciência do ocorrido, o comando do 8º Batalhão de Caçadores Paulista (8º B.C.P.) da Força Pública de São Paulo, em Itapetininga, enviou como medida de segurança uma Cia reduzida com 200 homens sob comando do major José Garcia e auxiliado pelo capitão José Guedes da Cunha, que fez pacificamente o pelotão do 5º R.C.D. recuar para Sengés, em território paranaense.
Ainda naquele dia chegaram em Jaguariaíva o 1 º e 2º Batalhões do 13.º Batalhão de Infantaria Blindado de Ponta Grossa, comandados pelo major José Ricardo de Morais da Veiga Abreu, cujo irmão, o tenente-coronel Mário da Veiga Abreu, havia aderido à Revolução Constitucionalista, tendo comandado tropas no município de Cunha.
Entre 16 e 18 de julho ocorreram no município de Itararé as primeiras hostilidades do setor sul, entre o Exército Constitucionalista e das Forças Federais do Sul. O plano inicial previa que as forças de São Paulo deveriam agir como elemento de guarda e proteção do grosso das tropas, as quais supostamente iriam aderir à Revolução Constitucionalista, vindo do Rio Grande do Sul e do Mato Grosso. O plano repetia a campanha revolucionária de outubro de 1930.
Em 15 de julho chegou à praça militar de Itararé o Batalhão paulista "14 de julho", as demais Cias do 8º B.C.P. da Força Pública, e o 1º e 3º Esquadrões do Regimento de Cavalaria (RC) da Força Pública de São Paulo (FPSP), constituindo um grande destacamento comandado pelo tenente-coronel Pedro de Morais Pinto, então comandante do 8º B.C.P. O tenente-coronel instalou o seu Posto de Comando naquela cidade somente em 16 de julho.
Em 16 de julho, ao assumir o comando das Forças Federais do Sul, em Sengés, o general Valdomiro de Lima dissolveu o restante do 5º RCD, passando seu material efetivo para o 3º Regimento de Cavalaria (3º RC) da BMRS, sob comando do tenente-coronel Jorge Pellegrino Castiglioni, que chegou ao teatro de operações junto com o general. O 3º RC tomou posição em direção ao Passo do Cipriano, a noroeste de Itararé. Os oficiais da Brigada Militar, estreitamente leais ao chefe do Partido Republicano Rio-Grandense, Borges de Medeiros, que na ocasião era um dos líderes da Revolução Constitucionalista no Rio Grande do Sul, chegaram às fronteiras de São Paulo sem saberem se iriam confraternizarem com o Exército Constitucionalista ou combatê-los.

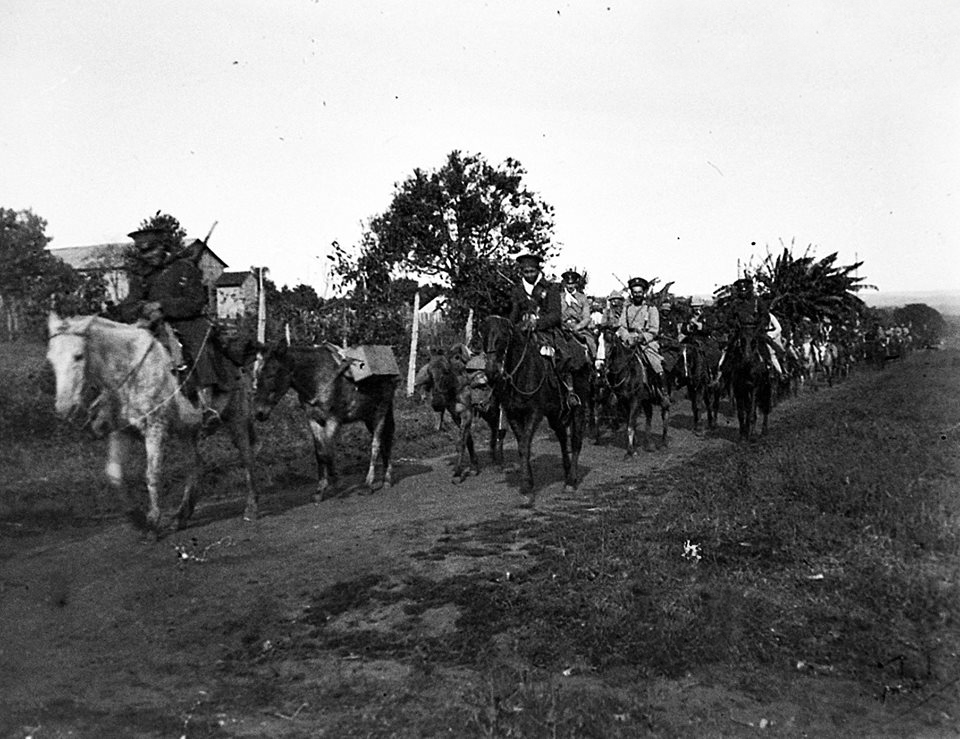
Cavalaria Gaúcha entrando na cidade de Itararé em julho de 1932.

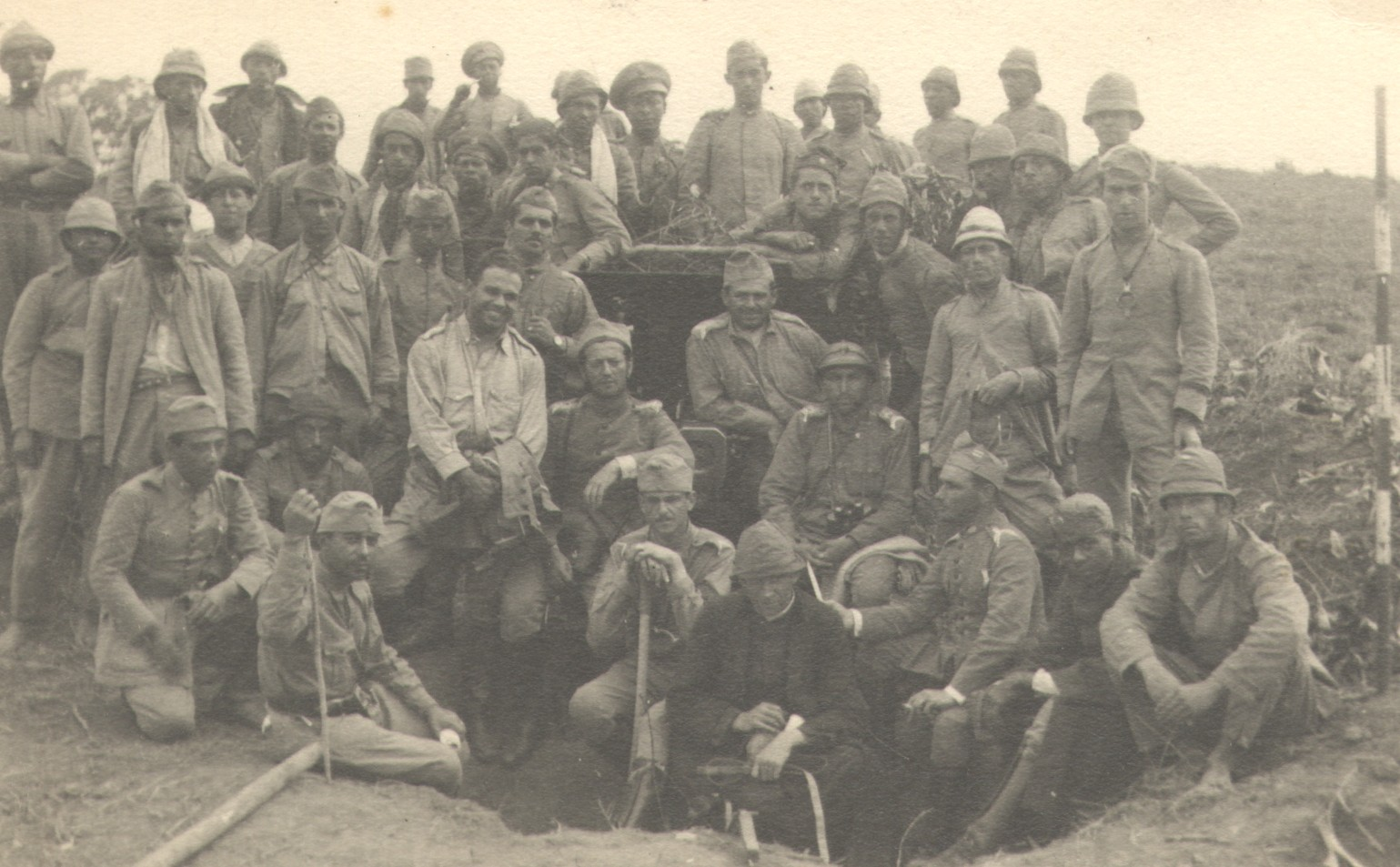
Grupo de soldados da artilharia federal.

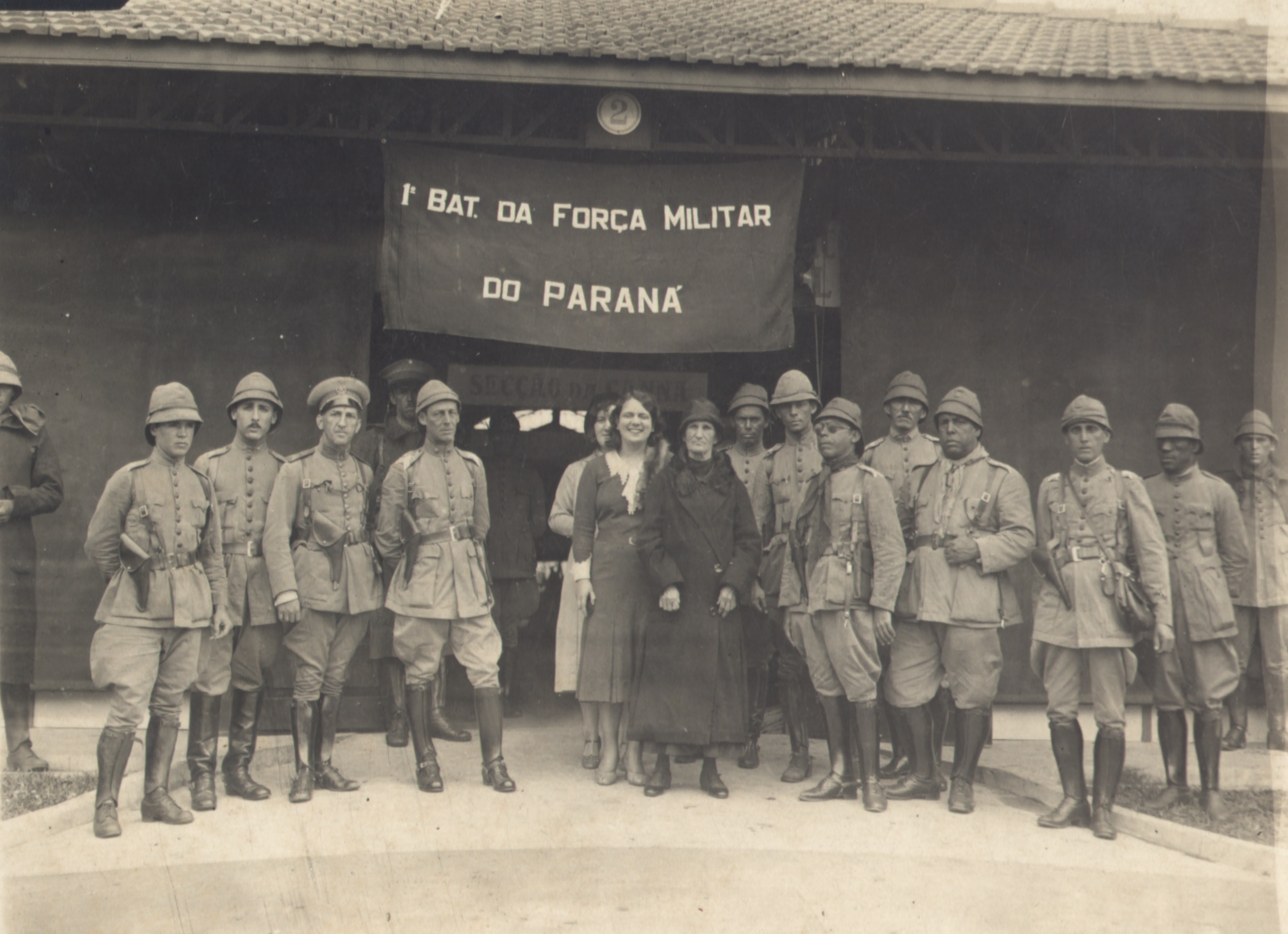
Oficiais do 1.º Batalhão da Força Militar do Paraná.

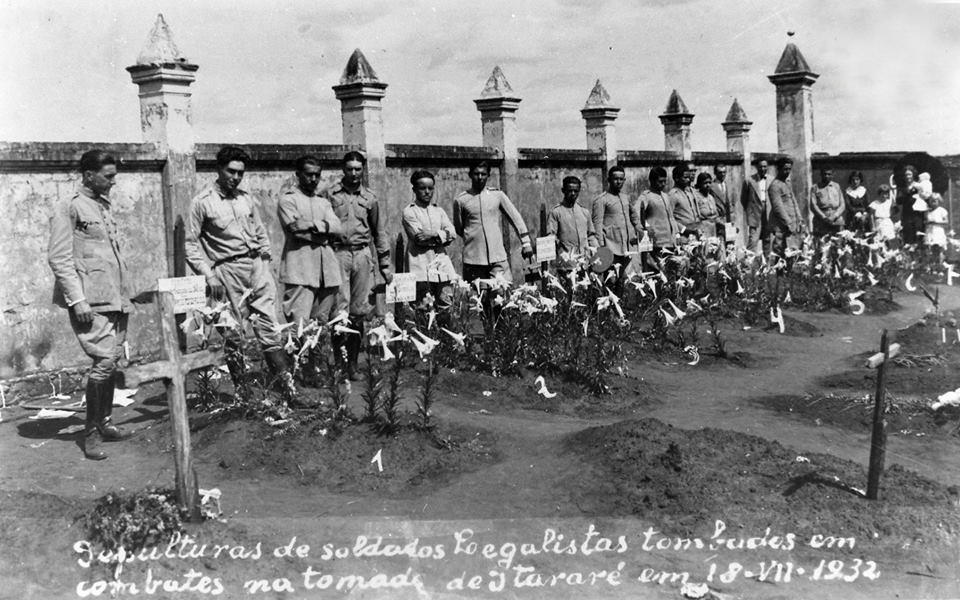
Sepulturas dos soldados federais tombados no combate de Itararé em 18 de julho de 1932.

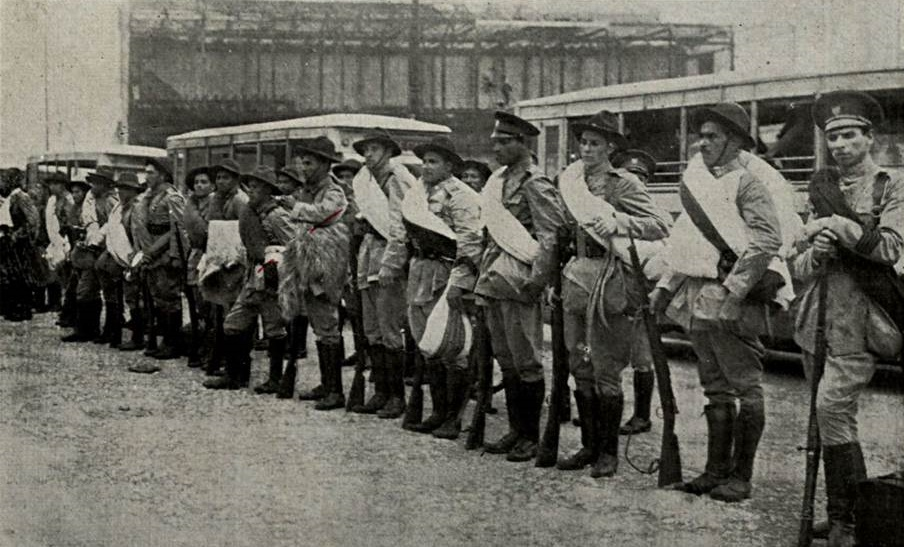
Tropas federais do Corpo Auxiliar da Brigada Militar do Rio Grande do Sul.

O Batalhão "14 de julho", na viagem para Itararé, constatou que durante a troca dos fuzis antes da partida dos 48 mil tiros que levou somente 12 mil serviriam nas armas novas, o que fez o restante da munição ser devolvida com urgência para a capital paulista. Isso fez com que houvesse apenas 50 cartuchos para cada soldado naquele combate. Chegando a Itararé, o batalhão ficou na reserva, aquartelado. O seu comandante, o major Mário Rangel, inspecionou as linhas de defesa de Itararé e constatou que não havia ainda nenhuma fortificação séria, a não ser pequenas guarnições na estrada de ferro, na estrada de rodagem e no passo do Rio Itararé. Diante da situação, imediatamente alertou o comandante do destacamento, que logo despachou ordens para reforçar as defesas.
A posição mais mal guarnecida pelas forças paulistas foi a região norte de Itararé, em um local conhecido como "Passo do Cypriano". Essas tropas também estavam sem os devidos suprimentos e apoio logístico, que na ocasião ainda estavam por ser organizadas e enviadas ao front. Em 16 de julho as tropas paulistas foram de súbito atacadas por tropas federais comandadas pelo general Valdomiro Lima, que manobraram precisamente pela região norte de Itararé, pelo "Passo do Cypriano", adentrando em território paulista e ameaçando o corte da retaguarda das tropas constitucionalistas, na altura de Ibity, situação que culminaria com a queda de Itararé em 18 de julho.
Essa demora de uma semana para organizar a defesa paulista em Itararé foi fatal para o Exército Constitucionalista, uma falha em grande parte ocorrida pela crença nos apoios prometidos do Rio Grande do Sul. Por causa disso as tropas constitucionalistas perderam tempo precioso, pela incerteza e indecisão, enquanto o general Valdomiro organizava os destacamentos e tomava posições de grande importância tática para a ofensiva contra as forças paulistas.
A partir de 16 de julho a atividade desenvolvida naquela praça de guerra passou a ser intensa. A tranquila cidade de Itararé foi transformada em agitada praça militar. O 8º B.C.P. e os 1º e 3º Esquadrões do Regimento de Cavalaria da Força Pública enfim ocuparam trincheiras nas imediações da cidade.
Ainda em 16 de julho chegou a Itararé um avião da Força Pública de São Paulo pilotado pelo 2º tenente comissionado da Força Pública João Sylvio Hoeltz, que realizou voos de observação constantes, mesmo à noite, para identificar as movimentações das tropas federais.
Também naquele dia, reforçando a confusão e às vésperas do combate, o major Mário Rangel foi substituído do comando do Batalhão "14 de julho" pelo major José Garcia, que assumiu interinamente.
Nas forças federais, o plano de ataque elaborado pelo general Valdomiro de Lima incluiu dois destacamentos principais: o destacamento coronel João de Siqueira Queiroz Sayão que teve a missão de atacar Itararé frontalmente a partir de Morungava, composto pelo 13º RI de Ponta Grossa com 730 soldados, pelo 9º Regimento de Artilharia Montado (9º RAM) com 330 soldados e pelo 5.º Grupo de Artilharia Montado (5º GAM) com 220 soldados; o destacamento do coronel Francisco José da Silva Júnior, com o 3º Regimento de Cavalaria (3º RC) da Brigada Militar Gaúcha com 312 soldados a pé e 140 a cavalo, o 2º Batalhão de Caçadores (2º BC) com 265 soldados, o 14º Batalhão de Caçadores (14º BC) com 350 soldados, o 15º Batalhão de Caçadores (15º BC) com 130 soldados, uma seção do 5º G.A.M. com 38 soldados e uma seção do 5º Batalhão de Engenharia (5º BE) com cerca de 20 soldados; e, por fim, na reserva do comando, o 2º Batalhão do 8º Regimento de Infantaria (8º RI) de Passo Fundo com 284 soldados, uma Cia do 5º BE com 100 soldados e o 13º Batalhão de Caçadores (13º BC) com 287 soldados. Essas forças de reserva nas semanas seguintes iriam constituir novos destacamentos conforme foi sendo ampliada a frente de combate e as necessidades de manobras.
À 00h00 de 17 de julho, as tropas das forças federais do sul se movimentaram para o ataque principal sobre as tropas paulistas em Itararé. O destacamento Silva Junior iniciou a passagem e tomada do Passo do Cipriano, a noroeste de Itararé. O destacamento Sayão, a partir da posição frontal em Itararé, tinha a missão de atacar com sua artilharia assim que o Destacamento Silva Junior alcançasse o seu objetivo, a fim de distrair a atenção do Exército Constitucionalista e, assim, garantir o sucesso da ofensiva pelo flanco direito das tropas paulistas. O 3º RC da BMRS foi o primeiro a atravessar o Passo do Cipriano, aprisionando a guarnição paulista destacada na fazenda Cipriano Mello, fazendo prisioneiros um cabo e onze soldados do Regimento de Cavalaria da Força Pública de São Paulo, porém, deixando escapar outras dezenas de soldados.
Durante a madrugada, o 14º BC se perdeu do seu objetivo e foi substituído pelo 2º BC do 8º RI. A artilharia do destacamento do coronel Sayão iniciou o bombardeio prematuramente, sem o devido avanço do destacamento Silva Junior, cuja ação de manobra ficou prejudicada, pois a seção do 5º BE que estava a reparar a ponte sobre o Passo do Cipriano, não conseguiu terminar o serviço a tempo. Com isso, a infantaria e artilharia do destacamento foram obrigadas a contornar o caminho e atravessar uma parte baixa do Rio Itararé, com a água pelo peito. O início do ataque governista nas demais posições também foi prejudicado, pois, no primeiro disparo de artilharia efetuado, um dos dois canhões do destacamento do coronel Sayão foi danificado, restando inutilizado. O bombardeio prosseguiu só com o segundo canhão. Apesar dos percalços, a batalha há dias esperada foi enfim iniciada plenamente.
Na manhã de 17 de julho, no lado constitucionalista, o tenente-coronel Pedro de Morais Pinto buscou reforçar as linhas de defesa ao enviar a 3ª Cia do Batalhão "14 de julho", comandada pelo tenente Benedito Dorival Monteiro. A 1ª e 2ª Cias ficaram em reserva, na cidade, junto com a recém-chegada bateria de 6 peças de 75 mm do Regimento Misto de Artilharia (RAM) de Campo Grande.
Às 10h30, no lado federal, o coronel Silva Junior ordenou ao 3º RC para prosseguir e aprisionar o 4º Esquadrão da cavalaria paulista comandado pelo capitão Sebastião do Amaral, recém-chegado à praça de guerra. Porém, na estrada, o 3º RC caiu em uma emboscada das tropas do capitão Amaral. Às 13h00, o 3º RC finalmente atingiu o seu objetivo e entrou em combate com as linhas principais do Exército Constitucionalista, porém, os gaúchos não conseguiram progredir e necessitaram de reforços. O destacamento do coronel Sayão manteve contínuo bombardeio sobre as linhas paulistas, ao mesmo tempo em que os dois batalhões do 13º RI progrediram em direção ao leste para tentar completar o envolvimento das tropas paulistas. O 1º Batalhão do 8º RI então avançou a partir de Sengés, em direção ao Morro do Pelame, para ultrapassar o 14º BC e continuar a linha do 13º RI.
O combate então se generalizou em toda a linha das tropas constitucionalistas, desde a região sul até a região norte de Itararé, ao largo da fronteira com o Paraná. Ao longo do dia 17 de julho as tropas paulistas sustentaram a forte ofensiva das tropas federais, repelindo as incursões dos assaltantes.
Entre os combatentes voluntários do "14 de julho", que experimentavam o seu batismo de fogo, a maioria foi para as linhas sem nem mesmo saber carregar o fuzil, contando com apenas 50 cartuchos de fuzil para cada combatente, uma quantidade de munição insuficiente para sustentar a ofensiva federal.
Na tarde de 17 de julho, o 2º tenente João Sylvio Hoeltz sobrevoou as posições federais em Morungava, bombardeando sem êxito a artilharia governista.
Com o ataque federal ininterrupto, por volta da 17h30 as linhas do Exército Constitucionalista, na altura da Fazenda Barreiro logo após a Fazenda Cipriano Mello, foram enfraquecidas com o bombardeio de artilharia realizado ao longo do dia e com a pressão de todo o destacamento do coronel Silva Junior, e começaram a ceder terreno. Com isso as forças federais conseguiram transpor o Ribeirão do Onofre, ocupando a Fazenda Barreira e apreendendo material de guerra abandonado. O comandante do 3º RC, o tenente-coronel Jorge Pellegrino Castiglioni, também simpatizante dos constitucionalistas, recebeu então ordens para ainda naquela noite enviar um esquadrão para cortar a linha de retirada do Exército Constitucionalista, na altura de Ibity. Porém, o comandante não cumpriu a missão, apesar das reiteradas ordens, alegando que só a faria em dia claro. Em Itararé, com o cair da noite, o contato entre os adversários foi rompido, sem grandes progressos para as forças federais, com as forças constitucionalistas ainda mantendo a resistência.
Às 08h00 horas da manhã de 18 de julho, um espião em favor das forças federais localizou o campo de aviação paulista de Itararé e lançou um foguete de artifício para sinalizar a posição para a artilharia federal. O destacamento do coronel Sayão então iniciou o bombardeio visando o local e também o Posto de Comando do tenente-coronel Pedro de Morais Pinto. As granadas explodiram a cerca de 500 metros do centro da cidade. O destacamento do coronel Silva Junior retomou o avanço às 10h00 da manhã, progredindo sem resistência até as 12h00, quando então as tropas constitucionalistas abriram fogo em semicírculo, dentro de um matagal, barrando a progressão ditatorial que avançava em campo aberto ascendente. A emboscada do Exército Constitucionalista surtiu efeito, causando confusão entre as tropas governistas. A seção de metralhadoras do capitão Severino Antônio da Cunha acabou por atingir a retaguarda do 3º RC da BMRS, que avançava a sua frente, atingindo suas próprias tropas. Naquela altura, o combate se estendia por dois quilômetros de linhas constitucionalistas.
Às 10h00 da manhã foi enviada para as trincheiras no flanco esquerdo a 2ª Cia do Batalhão "14 de julho", com a missão de proteger a artilharia constitucionalista. Os artilheiros constitucionalistas, com sua bateria de 6 peças, dispararam 30 tiros contra as posições federais. Em compensação, a artilharia federal, com duas baterias que somavam 12 peças de 75 mm, responderam com quase o dobro de disparos, com relativa precisão.
No início da tarde de 18 de julho a situação começou a se definir favorável para o lado federal, que contava com superioridade numérica e vantagem de manobra. Naquele momento, a última reserva das tropas constitucionalistas, a 1ª Cia do "14 de julho" foi enfim enviada para a linha de frente, ocupando o flanco norte. Porém, naquele momento já havia tropas constitucionalistas debandando para a retaguarda, contagiando as demais. O oficial Rodrigues Alves tentou conter esses soldados, conseguindo que alguns retornarem ao combate, porém, naquela altura as trincheiras já estavam sendo tomadas por tropas federais. Os combatentes do "14 de julho" naquele momento apenas se estenderam em linha à margem da estrada de rodagem, em campo aberto e mal guarnecido.
Às 15h15 de 18 de julho, tropas do 3º RC da Brigada Militar Gaúcha tomaram uma trincheira constitucionalista do 8º BCP, fazendo 27 prisioneiros. A intensidade do combate foi tamanha que os soldados gaúchos chegaram a ficar sem munição. Naquela altura, entre os constitucionalistas a situação passou ao descontrole e antes das 16h00 o flanco norte cedeu completamente. Naquela tarde chegou a Itararé o coronel Christiano Klingelhoefer, que assumiu o comando do destacamento. Após avaliar ligeiramente a situação de toda a frente de combate constatou a iminência do envolvimento das tropas paulistas pelas tropas federais, o que representava uma ameaça de esmagamento de todo o destacamento. Dada a situação, ordenou a imediata retirada de toda a tropa, das linhas de frente e do perímetro urbano de Itararé em direção à estação ferroviária de Ibity. O general Valdomiro ao ter observado recuo das tropas paulistas, determinou a artilharia que poupasse a cidade, concentrando os seus tiros à retaguarda paulista, na direção da estrada de ferro.
Naquele dia, no flanco sul em Itararé, o destacamento do coronel Sayão conseguiu progredir com o 13º RI e o 8º RI. No lado federal a situação também se tornou difícil, apesar do sucesso da ofensiva: houve diversas baixas entre mortos e feridos, e grande fadiga entre os demais combatentes, o que reduziu substancialmente o ímpeto para novos avanços. Com o esgotamento, as tropas federais suspendem a ofensiva, com isso foi afastado temporariamente o risco de perseguição e corte da retirada das tropas paulistas, que conseguiram realizar a retirada geral com todo o seu equipamento de guerra. O destacamento do coronel Silva Junior recebeu então o reforço do 13º Batalhão de Caçadores, que até o momento estava na reserva do comando.
Em Itararé, o embarque das tropas paulistas foi realizado sem muita ordem. A artilharia paulista foi recolocada nos trens e enviada para a retaguarda, em Itapetininga. As tropas do 8º BCP da Força Pública ocuparam alguns comboios, mas os voluntários do Batalhão "14 de julho" não embarcaram no trem, por falta de espaço, e realizaram a marcha de retirada a pé pela estrada.
O capitão Sebastião do Amaral, comandante do 4º Esquadrão do RC da FPSP, conseguiu reagrupar os 1º e 3º Esquadrões, e com essa força móvel conseguiu durante toda a noite e pela manhã cobrir a retirada geral das tropas paulistas, realizando fogo de cobertura sobre algumas patrulhas do 3º RC do BMRS. O Batalhão "14 de julho", embora praticamente não tenha entrado em combate, ficou desmoralizado, com soldados ficando por quase 30 horas sem alimentação, e ainda obrigados a realizar marcha a pé até a estação de Ibity durante a noite. Lá, uma parte do Batalhão recebeu ordens de cobrir também a retirada do Exército Constitucionalista. Horas mais tarde, essa tropa enfim embarcou no trem superlotado rumo a Faxina (atual Itapeva). Apesar da retirada bem-sucedida, o comando das tropas constitucionalista não aproveitou essa vantagem, pois deixou de realizar importantes destruições na linha de trem, que poderiam retardar em alguns dias o avanço do inimigo. No combate em Itararé, ao todo foram feitos 45 prisioneiros constitucionalistas: 40 homens do 8º BCP e 5 homens do 3º esquadrão do RC, que foram obrigados a trabalhar no serviço de terraplenagem do campo de aviação e outros serviços em favor das tropas federais.
Na cidade de São Paulo, o comando Quartel General do Exército Constitucionalista acompanhou apreensivo o desenrolar da batalha de Itararé e, ao tomar ciência das ocorrências do dia 18 de julho, enviou como reforço nas primeiras horas do dia seguinte a 1ª Cia do 6º BCP de Santos, comandada pelo major Arlindo de Oliveira. Também foi enviado como reforço o 2º Batalhão Auxiliar da Força Pública (conhecido como "Batalhão Marcílio Franco") que somava cerca de 1 500 combatentes voluntários, sendo 300 de Pirassununga, 300 da Penha e 670 de Santo Amaro, estes últimos constituindo posteriormente o Batalhão "Borba Gato". Nos dias seguintes, outras unidades paulistas regulares e não regulares rumariam para aquela frente de combate para reforçar a resistência ao avanço das tropas federais.
Na manhã de 19 de julho, o coronel Klingelhoefer, julgando não ter condições de resistir a novo ataque federal na localidade entre a Estação de Ibity e a Estação de Engenheiro Maia, retraiu novamente as tropas em direção a Faxina. Ainda naquele dia, o general Valdomiro Lima enviou o 13º RI para ocupar Itararé. Entre 19 e 20 de julho chegaram as primeiras tropas do Batalhão "Marcílio Franco", junto a uma Cia do Corpo de Bombeiros da Força Pública, trazendo também munição e armamentos. As tropas federais nos dias seguintes prosseguiram o avanço sobre o território paulista, tomando Faxina e ameaçando Buri.
Em 22 de julho, após a queda de Itararé e Faxina, o general Bertoldo Klinger, comandante supremo do Exército Constitucionalista, nomeou o coronel do Exército Brasílio Taborda para o comando dos destacamentos das tropas constitucionalistas da frente sul, para com urgência reorganizar as defesas.
Em Buri, ainda naquele dia, as tropas paulistas já sob o comando do coronel Taborda improvisaram às pressas a sua linha de resistência, contando ainda com a ajuda do Trem Blindado nº 1 para conter o avanço das tropas federais, que já estava às portas daquela cidade. Entre 24 e 27 de julho, nos arredores da cidade houve então aquilo que se denominou mais tarde como a "Primeira Grande Batalha de Buri". Com essa resistência as forças paulistas conseguiram conter por várias semanas os adversários naquela localidade. A partir de então as forças federais não teriam mais avanços fáceis, enfrentando renhidas batalhas e sofrendo grande atrito de combate ao longo de 72 dias de luta.
Anos depois, em depoimento, o coronel Azarias Silva assim descreveu as circunstâncias e razões da queda de Itararé e recuo das tropas para Buri:
| “ | As tropas estacionadas em Itararé por um equivoco imperdoável, deixaram de guarnecer o Passo do Cypriano, situado ao norte, a 12 kilometros a nordeste de Itararé, por onde em 1930 entraram as tropas gauchas, e que era lógico que as que em 1932 vinham contra São Paulo fizessem a mesma coisa. Os inimigos, depois de atravessarem o Passo do Cypriano, rumaram para Ibity, com o fito de cortar a retaguarda do destacamento Moraes Pinto. Por felicidade surgiu o Coronel Klingelhoeffer que, com a sua visão perfeita da situação, determinou a retirada das referidas tropas para Ibity e dahi para Faxina, salvando dessa forma todo o destacamento, composto de 1 700 homens. Critica-se a retirada de Itararé sem a destruição da linha ferrea. Mas o que se podia fazer a tropa que guarnecia aquelle sector si não possuia nem um cartucho de dynamite e nem mesmo uma picareta ou marreta? | ” |

Entre as forças federais, em operação no front de Itararé e Itapeva, houve o emblemático episódio do tenente-coronel do Exército Plínio Alves Monteiro Tourinho, que do Paraná se recusou a lutar contra as tropas paulistas, manifestando ainda desejo de aderir à causa constitucionalista. Contudo, esse comandante foi recolhido detido ao Rio de Janeiro, então capital federal. Também houve muitas adesões entre os paranaenses, com boa parte deles integrando o 9º Batalhão de Caçadores da Reserva (9º BCR). Em 23 de julho também chegaram a São Paulo oito jovens acadêmicos que cursavam a Universidade Federal do Paraná, depois de terem viajado 120 quilômetros a pé, por florestas e banhados, com o fito de alcançar São Paulo e oferecer os seus serviços a causa da Revolução: Kleper Gonçalves Palhano, agrimensor maranhense; Eloy dos Santos, mineiro; Nelson Straub, estudante de medicina, paranaense; Paulo Ferreira de Barros, estudante de medicina, paulista; Arthur Campanha Affonso, estudante de medicina, paulista; e Octavio do Amaral Carvalho, estudante de direito, paulista.
Na região de Ourinhos, no Baixo Paranapanema, o destacamento do coronel Pedro Dias de Campos ficou responsável pela resistência daquela posição. Logo nos primeiros dias do levante organizou suas defesas ao largo da fronteira com o Estado do Paraná. Suas tropas inicialmente eram formadas pelo 9º B.C.P. de Bauru, entremeado de voluntários civis de Avaré, os quais compunham a defesa desde Itaporanga até Presidente Epitácio, com as posições principais em Ourinhos, Chavantes e Fartura. O chefe do Estado-Maior do destacamento era o também coronel reformado da Força Pública de São Paulo José Sandoval de Figueiredo. Em 19 de julho essas tropas buscaram a adesão das guarnições da polícia do norte paranaense, e para tanto publicaram comunicados conclamando sua adesão à Revolução. Em 31 de julho, a coluna do 1º tenente Naul de Azevedo ocupou a cidade paranaense de Ribeirão Claro, onde a tropa paulista foi bem recebida pela população simpática aos paulistas e a causa constitucionalista. Ainda naquela cidade o tenente obteve a adesão das autoridades locais e de diversos voluntários que formaram um batalhão local e se incorporaram a sua coluna, conforme comunicado da época do prefeito ao Governador Pedro de Toledo:
| “ | Comunico-vos que nesta cidade paranaense está se formando, sob indescritível entusiasmo, um batalhão que se incorporará imediatamente ás Forças Constitucionalistas sob o nome "Caravana Academica Paranaense. Saudaçoes. – (a) J. Monteiro de Barros, prefeito municipal. – Ribeirão Claro. | ” |

Houve ainda outras adesões nas cidades vizinhas. Na sequência, o tenente Naul de Azevedo iniciou a tomada das cidades de Jacarezinho, Bandeirantes, Santo Antônio da Platina, de Cambará e da Vila de Leoflora, porém, nessas localidades enfrentou razoável resistência das guarnições locais leais ao Governo Federal. Em 4 de agosto, entre Jacarezinho e Santo Antônio da Platina, durante uma patrulha com 10 homens nas proximidades da ponte do Rio Jacarezinho, as forças de Naul de Azevedo tiveram o primeiro contato com a tropa governista naquela região, dando combate por doze horas que resultou na fuga dos adversários. A tomada de Jacarezinho, Santo Antônio da Platina e Bandeirantes contou com o concurso do Batalhão de Presidente Prudente, comandado pelo tenente-coronel Miguel Brisolla de Oliveira, que assumiu a defesa daquelas três cidades. A defesa em Cambará foi entregue a uma Cia de Granadeiros do Batalhão Floriano Peixoto e as tropas de Naul de Azevedo assumiram a defesa de Ribeirão Claro, preservando assim a posição por alguns dias. Não obstante, com o recrudescimento dos combates e com a escassez de munição e recursos gerais para as tropas, além da perda da importância tática da posição, aquelas tropas receberam ordens do Chefe do Estado-Maior da Força Pública para retornar para o território paulista, o que ocorreu entre os dias 8 e 9 de agosto. Após a travessia do Rio Paranapanema as tropas dinamitaram as pontes fronteiriças e tomaram posições na margem paulista, aproveitando as defesas naturais e vantagem do terreno. A partir de então se engajaram numa longa resistência contra as forças federais apenas a partir da margem leste do rio. Com a queda das cidades mais ao sul daquela região, como Buri, Itaporanga e Taquary, o coronel Pedro Dias de Campos foi obrigado a flexionar a sua linha de defesa para a região de Ribeirópolis (atual Taguaí). A ocupação federal da região de Ourinhos foi realizada por Salto Grande na madrugada de 26 de setembro de 1932, quando tropas do destacamento do coronel Moreira Lima atravessaram por meio de canoas o Rio Paranapanema, na altura da Foz com o Rio Pardo. Por fim, após horas de combate, tomaram a cidade de Salto Grande e a ponte férrea sobre o Rio Pardo, cortando a ligação ferroviária com a cidade de Ourinhos. Naquela mesma data, em ação coordenada, as tropas comandadas pelo coronel Fidêncio de Souza Mello Filho também atravessaram o Rio Paranapanema e finalmente ocuparam a cidade de Fartura, localizada 100 km ao sul de Ourinhos. Ambos os destacamentos eram respectivos ao setor comandado pelo general João Francisco. A ofensiva federal, apesar de bem-sucedida, foi realizada ao custo de muitas baixas frente à resistência das tropas paulistas, posicionadas ao largo da fronteira entre os Estados do Paraná e São Paulo, as quais fizeram amplo uso de armas automáticas e inclusive de um trem blindado da Companhia Sorocabana na tentativa de sustar o avanço do adversário. Com a destruição das pontes sobre o Rio Paranapanema, as tropas federais foram obrigadas a construir pontes provisórias por meio de balsas. Diante da ameaça de envolvimento de todo o dispositivo, nos dias seguintes Ourinhos e Chavantes foram evacuadas pelas tropas paulistas que realocaram suas defesas nos arredores de Santa Cruz do Rio Pardo, Bernardino de Campos e Avaré, na margem leste do Rio Pardo e do Rio Paranapanema, até o fim definitivo dos combates, ocorrido em 2 de outubro. As tropas do general João Francisco, entre final de setembro e outubro de 1932, durante o avanço sobre o território paulista, foram responsáveis por episódios de violência e saques contra as populações locais naquela região, com os casos mais graves ocorrendo em Piraju, Ourinhos e Botucatu.
A região do município de Ribeira, então denominada Capela da Ribeira, começou a ser guarnecida em 10 de julho de 1932 por uma Cia do 9º BCP da Força Pública, de efetivo reduzido, dividida em quatro pelotões e sob o comando do 1º tenente Benedicto da Silva Campos.
Em 12 de julho seguiram para Capela da Ribeira as primeiras forças federais, compostas por dois pelotões da Força Pública do Paraná, sob comando do aspirante a oficial Ilo Fontoura.
Em 17 de julho os paulistas em Capela da Ribeira receberam como reforço o 2º Esquadrão desmontado do Regimento de Cavalaria da Força Pública Paulista, sob comando do capitão José de Oliveira França, totalizando cerca de 300 homens naquela região, o equivalente a uma companhia. Ainda naquele dia, o tenente-coronel Azarias Silva, então comandante geral do Regimento de Cavalaria da Força Pública de São Paulo, assumiu o comando daquela frente de combate, montando o seu Posto de Comando a 2 quilômetros à retaguarda das trincheiras. Naquela posição havia 200 combatentes concentrados somente nos arredores de Capela da Ribeira, defendo a ponte fronteiriça entre os Estados de São Paulo e Paraná. Até aquele dia o lado federal concentrava naquela posição apenas 100 soldados do Exército e da Força Pública do Paraná. Em Capella da Ribeira os combates foram diários, com as tropas federais visando principalmente à ponte limítrofe entre os dois Estados.
A exemplo da defesa das tropas paulistas no Túnel da Mantiqueira, as tropas defensoras de Ribeira possuíam grande vantagem do terreno: trincheiras distribuídas por 15 km ao longo da margem do Rio Ribeira, bem fortificadas e localizadas em encostas ou posições nos morros que margeiam o rio; o terreno paulista também era mais elevado do que o do lado paranaense; e ainda contavam com a proteção natural de um rio de difícil travessia. O valor tático de Ribeira para os paulistas era grande no início da campanha militar, pois, uma vez preservada a posição, um segundo destacamento paulista poderia atacar ou mesmo cortar a retaguarda das forças federais, a partir de Apiaí e Ribeirão Branco, o que obrigaria o adversário a refluir para o Paraná, favorecendo uma possível retomada das posições perdidas em Itararé no dia 18 de julho.
Em 18 de julho, em Pinhalzinho, a 6 quilômetros de Capela da Ribeira, às 09h00 o tenente Severino da Força Pública de São Paulo, com 65 soldados, fez uma emboscada sobre um destacamento de cavalaria da Força Pública do Paraná comandado pelo 2º tenente Alencar Guimarães, conseguindo alguns prisioneiros e material bélico. Em 19 de julho o 1º Batalhão de Infantaria e um Esquadrão de Cavalaria da Força Pública Paranaense tentou novas incursões contra as posições constitucionalistas, mas, novamente, caíram em armadilha ao avançarem pelo terreno, obtendo 5 mortos e 26 feridos, entre os mortos, o tenente Imbuia.
Na última semana de julho as forças federais em Capela da Ribeira foram incorporadas ao destacamento do coronel Ayrton Plaisant, totalizando 1 500 homens naquela praça de guerra, entre tropas de infantaria e cavalaria da Força Pública do Paraná, além de outros contingentes do Exército. Com isso, a ofensiva federal recrudesceu substancialmente naquela posição.
O relatório sobre os primeiros dias de combate, elaborado pelo tenente-coronel Azarias Silva, comandante das tropas paulistas em operação naquele subsetor, esclareceu as principais ocorrências naquela praça de guerra:
| “ | Dia 18 – A’s 12 horas, transpuzeram a ponte São Paulo-Paraná dois reconhecimentos de officiaes, dirigindo-se ao encontro do adversário em território paranaense, encontrando-o no sitio denominado "Pinhalzinho". Cahindo de surpresa sobre o adversario em descanço, e sem segurança, dispersaram-no após ligeira resistência, aponderando-se de 15 cavallos arreiados e aprisionando um soldado. Tivemos apenas um soldado extraviado. Dia 19 – Cerca de 200 adversarios inquietaram nossas tropas, das 13 ás 13 1/2 horas, com tiroteio ininterrupto de metralhadoras. Foram repellidos sem nada conseguir. Cerca de 40 praças adversárias e um official feridos foram transportados para a retaguarda de suas linhas, conforme pudemos observar de nossas posições. Dia 20 – Um reconhecimento mandado para o local onde se feriu o combate de 18, encontrou copioso material bellico, inclusive metralhadoras, fuzis metralhadoras, fuzis Mauser, mosquetões, etc, além de 6.600 cartuchos Mauser, abandonados pelo adversário que recuou. Sepultamos em Ribeira o cadáver de um soldado adversário alli encontrado, com as honras fúnebres pragmática. Dia 21 – Este commando resolveu transferir o seu P.C. que estava a 2 1/2 kilometros á retaguarda, para junto das linhas em abrigo subterrâneo, a fim de estar em contacto directo com as tropas entrincheiradas. Dia 22 – A’s 16 horas e 45 minutos de hoje, o adversário desencadeou formidável ataque ás nossas posições utilizando canhão, innumeras metralhadoras e fuzis metralhadores. Apesar de tudo, foram repellidos com a mesma energia, nada conseguindo. Conservamos integralmente as nossas posições. Não houve perdas de nossa parte. Dia 23 – O adversário atacou hoje as nossas linhas das 11 horas ás 11,40 e reiniciou o ataque ás 12 horas até ás 14 horas e meia. As nossas tropas sempre firmes e enthusiasmadas. A’s 17 horas e 25 minutos nova tentativa do adversário para se apossar da ponte S. Paulo- Paraná, sem nada conseguir. Retirou-se ás 18 horas e 45 minutos. Dia 24 – A’s 2 horas e meia da madrugada de hoje, o adversário atacou violentamente com fuzilaria e metralhadora em toda a nossa frente de combate. A’s 3 horas e 50 minutos cessou o ataque. Não tivemos baixa nem cedemos um palmo do terreno. Ribeira continua intransponível. Dia 25 – A’s 22 horas e 45 minutos o adversário atacou fortemente as nossas posições, suspendendo ás 23 horas e 35 minutos. Mais uma vez falhou o golpe. Estamos firmes. Dia 26 – A’ 4 hora da madrugada o inimigo iniciou cerrada fuzilaria ás nossas posições, prolongando-se até 1 hora e cincoenta; ás duas horas reiniciou o fogo que suspendeu vinte minutos depois. Não correspondemos a esse tiroteio do adversário com o fito de o desmoralizar. A’s 6 horas e cincoenta minutos, uma centena de adversários descendo a encosta do monte "Corumbé", atacou as nossas fortificações próximas á ponte São Paulo-Paraná sendo vigorosamente repellida, retirando-se em debandada, apesar de apoiada por metralhadoras. Falhou mais essa tentativa para a posse da referida ponte e tomada de Ribeira, que só entregaremos quando for detonado o ultimo cartucho. Ribeira, 27-7-932. | ” |

Em Capela da Ribeira também houve importantes adesões, a mais notável foi a do capitão do 1º Batalhão de Infantaria da Força Pública do Paraná, Hermínio da Cunha Cesar, que após passar para o lado paulista se tornou subcomandante do 9º BCR, tropa que reunia em grande parte voluntários paranaenses e que tomou parte de grandes batalhas em Buri e Campina do Monte Alegre, junto ao destacamento do coronel Christiano Klingehoefer.
Contudo, as defesas paulistas naquela posição caíram às 10 horas do dia 31 de julho, após um envolvimento consumado pelas tropas federais. No dia anterior havia ocorrido a deserção de cerca de 20 oficiais e praças das tropas do tenente-coronel Azarias Silva, liderados pelos irmãos e tenentes Agostinho e Antônio Navarro Munhoz, integrantes do Regimento de Cavalaria da Força Pública Paulista. Esses desertores, ao abandonarem suas posições, atravessaram o Rio Ribeira rumo à margem paranaense. Na sequência, entregaram-se ao adversário e manifestaram o desejo de desertar e colaborar com as forças federais. Com isso, entre os dias 30 e 31 de julho, as tropas do coronel Ayrton Plaisant, auxiliadas pelos irmãos Navarro, dividiram-se em dois grupos e atravessaram o Rio Ribeira em dois pontos cegos para as guarnições paulistas, previamente indicadas pelos oficiais desertores. Esses pontos da travessia estavam a alguns quilômetros rio acima e rio abaixo a partir da ponte fronteiriça entre os dois Estados. As forças federais então realizaram a travessia por meio de cordas e canoas improvisadas. Uma vez transposto o Rio Ribeira os dois grupos rumaram cerca de 6 quilômetros para a retaguarda paulista, em movimento de pinça até o ponto de ligação. A partir dessa posição iniciou-se então o corte da retaguarda e envolvimento das tropas paulistas, consumando o cerco. Por fim, intimaram o tenente-coronel Azarias Silva à rendição, após 18 dias de luta renhida e encarniçada em terreno acidentado. O comandante paulista foi preso junto a um grupo composto pelo capitão Benedicto da Silva Campos, o capitão José de Oliveira França e o 2º tenente Liberato Vianna, além de 56 praças. O genro do tenente-coronel, o civil Iracy Teixeira, que na ocasião estava integrado ao grupo, também foi preso. Porém, após alguma resistência, a tropa paulista remanescente daquele contingente conseguiu fugir para a retaguarda e se incorporou ao destacamento paulista recém-chegado a Apiaí. Os irmãos Navarro posteriormente se incorporaram ao destacamento do coronel Plaisant e combateram os seus próprios companheiros das forças paulistas.
Os comunicados da ocasião dão conta de alguns detalhes daquele evento:
| “ | O sr. Interventor Federal recebeu hontem o seguinte telegramma: ‘Capela Ribeira, 31 – 15,55H – Remeti essa Capital seguintes Oficiais Força Pública aprisionado Ribeira: Tenente Coronel Azarias Silva, cap. José Oliveira França, capitão Benedito Silva Campos, os tenentes Liberato Viana, Waldemar S. Braga, João Oliveira Melo e Antonio Navarro Munhoz [este] que se apresentou expontaneamente hontem mais vinte e poucas praças. Peço seja o Tenente Navarro e as praças acima referidas numericamente tratados não como prisioneiros. Eles manifestaram desejo incorporarem-se minha força. (a) Cel. Plaisant. | ” |

Em outubro de 1932, dias após o encerramento da guerra, o capitão José Oliveira França, esclareceu as razões principais da queda de Ribeira:
| “ | S. Paulo, 24 (União) – Fallando á imprensa, o capitão José França, da Força Pública Paulista, declarou que as forças governistas apoderaram-se da Capella da Ribeira, logo no inicio do movimento revolucionário, porque houve trahição de vários officiaes rebeldes [paulistas]. | ” |

Essas razões foram confirmadas também pelo próprio Comandante Geral da Força Pública de São Paulo, o coronel Herculano de Carvalho e Silva: 
| “ | (...) Não fosse um dos vários atos individuais que macularam a nobreza da causa de São Paulo e a dignidade da farda, dificilmente aquele passo seria transposto. | ” |

O tenente-coronel Azarias Silva confirmou mais tarde essas informações, após sair da prisão. Não obstante, naquela altura, a posição de Capela da Ribeira estava condenada a cair nas mãos governistas, em função do corte da retaguarda paulista também na altura da cidade de Apiaí, após sua tomada em 2 de agosto pelas tropas do destacamento do tenente-coronel Boanerges. O comandante paulista esclareceu as circunstâncias da queda daquela posição:
| “ | (...) Ribeira caiu com 3 officiaes e 56 praças apenas. Não passei por Xiririca, da qual estive a 200 kilometros de distancia. O effectivo da minha tropa nunca excedeu de 300 homens, dos quaes 200 na praça de Ribeira. | ” |

O envio de reforços em socorro aos paulistas em Capela da Ribeira foi malogrado por causa do atraso da chegada do destacamento do major Luís Tenório de Brito, que atingiu Apiaí somente em 31 de julho, precisamente na data da queda daquela localidade. O atraso também impediu que estas tomassem a tempo Ribeirão Branco, o seu objetivo principal, que pouco dias antes havia sido tomada pelas tropas federais comandadas pelo tenente-coronel Boanerges, vindas de Faxina. Com isso, o destacamento do major Tenório de Brito então posicionado em Apiaí — com cerca de 600 combatentes compostos pelo 2º Batalhão de Voluntários do Regimento "9 de julho" e alguns soldados do Corpo de Bombeiros — foi envolvido por duas forças adversárias: ao sul, pelas tropas do coronel Ayrton Plaisant; e ao norte e oeste, pelas tropas do tenente-coronel Boanerges. As forças federais somavam na região mais de 3 mil combatentes, compostas pela polícia paranaense, o 13º RI, o 7º RI, o 13º BC, o 5º RAM, um esquadrão 5º RCD e Corpos Auxiliares da Brigada Militar Gaúcha. Cercados, os paulistas foram intimados à rendição, o que foi ignorado. Na sequência, após fogo de cobertura, conseguiram escapar em marcha rumo a Xiririca (atual Eldorado) via Iporanga, sob perseguição de um esquadrão de cavalaria da Força Pública do Paraná.
Conforme depoimento do tenente Stoll Nogueira, do Exército Federal, sobre as circunstâncias da tomada de Apiaí:
| “ | Alcançado o entroncamento do caminho de Ribeirão Branco na estrada geral, no lugar denominado Capinzal, teve, o destacamento Boanerges, de manter duas frentes para Guapiára, ao N., e para Apiaí, ao S. A parlamentação do dia 2, porém, levou aos 600 homens de Apiaí a convicção de que seria inútil tentar a retirada sobre Guapiára-Capão Bonito, induzindo-os a arriscada aventura da fuga por Iporanga-Xiririca, embora abandonado em Apiaí, grande copia de material. Dessa forma, a 4, poude o dest. despreocupar-se do S. e empenhar todos os seus meios na direção de Guapiára. Destarticulado o ataque, que se esboçara na chuvosa noite de 2 para 3, com uma contra-preparação de nossa artilharia, só ás 9,40 de 3 o adversário o iniciou, secundando-o com alguns tiros de art., o qual foi suspenso ás 14,30. Tivemos 4 praças e 1 oficial (Tte. Almada) feridos e 1 cavallo morto. A esse tempo, enquanto o Destacamento Boanerges continha a impetuosidade da onda do N., a coluna Plaisant ocupava, sem maior esforço, Apiaí, então abandonado pelos fugitivos de Iporanga. Ainda nesse dia o Dest. progrediu um pouco, cerca de 2 kms, sendo detido diante dos reforços recebidos pelo adversário em auto-caminhões provindos de Capão Bonito. A’s 20 horas, novos caminhões despejaram tropa na frente. Parecia disposto a uma grande luta, embora a noite fosse trevosa, de temporal violento. As fúrias celestes, parece, contiveram-no. O terreno era difícil á progressão – uma serie de cristas sucessivas, cobertas de mato ou vegetação densa, todas sob o commandante das posições adversas. Um décalo de caminhões e picadas laterais atormentava as preocupações. Numa verdadeira corrida ás alas, os constitucionalistas procuravam o desbordamento. Obrigaram, assim, o Dest., a ir empenhando suas tropas de 2.° escalão e, por fim, até mesmo as suas reservas. E tal foi a amplitude dessas tentativas que a frente atingiu, por fim, a extensão total de cerca de 3 kms (um e meio para cada lado da estrada). Combatendo-se dia e noite, a tropa entrou a manifestar a sua fadiga. Ansiosa de chegar ao objetivo, estudou a marcha, despreocupando-se até do reabastecimento, alijando as mochilas e acelerando o avanço. A chuva, certa vez acompanhada de granizos, desabando inclementemente, sobre a força desabrigada, sem barracas e sem agasalho deixando para traz ainda mais deprimira as energias dos combatentes, embora seu moral fosse excelente. As comunicações pela estrada percorrida, tornaram-se impossíveis, tais os estragos causados pelas enxurradas e pela intensidade do trafego. Escassearam por isto, os viveres, que ficaram o seu maior volume para traz. Socorreu-nos a coluna Plaisant, que acabara de receber mais um comboio vindo diretamente de Curitiba. | ” |

Como nas demais frentes, as tropas federais comandadas pelo general Valdomiro Castilho de Lima, em maior número e mais bem equipadas, ocuparam paulatinamente também as cidades de Buri, Taquary, Chavantes, Ourinhos, Piraju, Capela da Ribeira, Apiaí, Guapiara e Capão Bonito. No início de outubro, essas forças estavam contidas pela resistência paulista nas margens do Rio Paranapanema, ameaçando avanço sobre a capital paulista. Segundo o então capitão Joaquim Justino A. Bastos, então chefe do Estado-Maior do coronel Brasílio Taborda, as forças federais comandadas pelo general Valdomiro Lima totalizaram em média naquela frente cerca de 15 mil homens de tropas regulares, contra um efetivo de 5 mil combatentes do Exército Constitucionalista, compostos em boa parte por tropas não regulares, cuja linha de defesa somava algumas centenas de quilômetros de extensão na fase final do conflito.
Naquela campanha militar os principais combates foram: Itararé (16 a 18 de julho); Jacarezinho (4 a 9 de agosto); Buri (24 e 27 de julho); Ribeira (16 a 31 de julho); Apiaí (31 de julho a 4 de agosto); Guapiara (3 a 12 de agosto); Vitorino Carmilo, em Buri (15 a 16 de agosto); Caputera, ao norte de Itapeva (2 a 4 e 20 a 25 de agosto); Apiaí Mirim, em Capão Bonito (20 a 26 de agosto); Fundão, em Buri (20 a 1º de setembro); Lygiana, em Campina do Monte Alegre (18 de agosto a 2 de outubro); Cerrado, em Capão Bonito (15 a 19 de setembro); Ribeirópolis, atual Taguaí (18 a 22 de setembro); e Taquaral Abaixo, em Capão Bonito (30 de setembro a 4 de outubro).
O coronel Brasílio Taborda, após assumir o comando do setor sul de combate adotou de forma bem-sucedida uma estratégia eminentemente defensiva e de profundidade, baseada na doutrina militar alemã. Buscou naquela frente de combate tão somente a contenção das tropas federais, cedendo terreno pouco a pouco ao adversário ao custo de grande atrito de combate, retardando ao máximo o avanço federal. Com isso, pode poupar recursos e garantir que as tropas constitucionalistas das demais frentes tivessem a possibilidade de assumir a ofensiva rumo a capital federal do país para, enfim, cumprir o objetivo do levante, que consistia na deposição do governo provisório e na convocação de uma Assembleia Constituinte. Até o fim do conflito, o coronel obteve relativo sucesso nesse objetivo, uma vez que as tropas comandadas pelo general Valdomiro Lima, de 22 de julho até 2 de outubro, data da rendição oficial dos paulistas (num total de 72 dias), conseguiram avançar apenas 20 km além da cidade de Buri. Na ocasião das negociações de paz entre as tropas adversárias, no início do mês de outubro, as tropas federais ainda continuavam contidas na altura do Rio Paranapanema, com as trincheiras paulistas posicionadas na margem leste.
Setor litoral

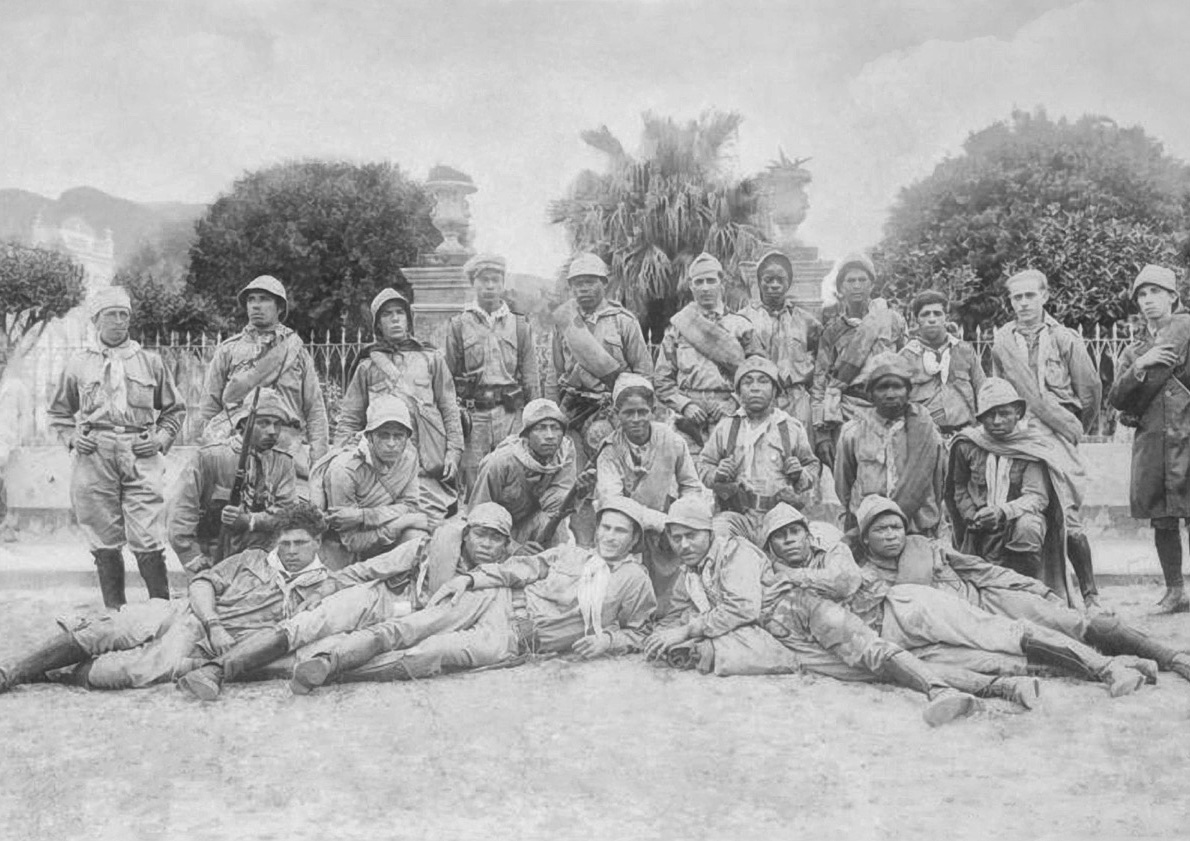
Batalhão Redentor Filhos de Iguape, defronte ao jardim do largo da Igreja Matriz, em 4 de agosto de 1932.

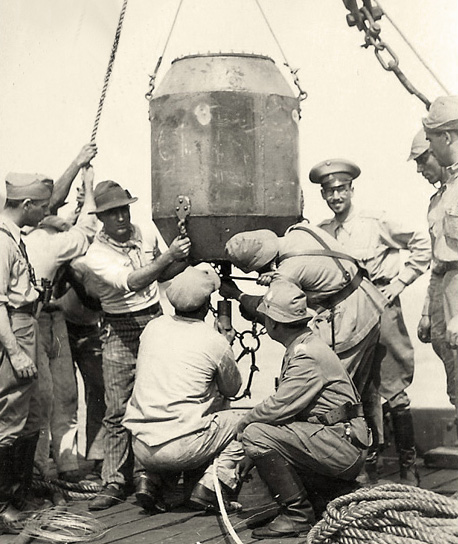
Paulistas instalando minas submarinas na baia do Porto de Santos em 1932.

No início do conflito, o Exército Constitucionalista compôs um perímetro de defesa do Porto de Santos por meio de Minas Submarinas e de guarnições de artilharia e infantaria situadas no Forte de Itaipu e em outros pontos estratégicos na região de Santos, de modo a impossibilitar a aproximação da esquadra da Marinha Brasileira ou um assalto de seus fuzileiros navais, na época comandada pelo Ministro da Marinha Protógenes Guimarães. Porém, essa esquadra cercou o litoral paulista impossibilitando o envio de recursos e suprimentos às tropas paulistas bem como a população, o que comprometeu seriamente a capacidade bélica bem como o comércio paulista. As minas submarinas foram projetadas e produzidas por engenheiros e técnicos ligados a Escola Politécnica de São Paulo.
O destacamento do litoral paulista era comandado pelo coronel do Exército Cristovão Colombo de Melo Mattos. A defesa paulista compreendia todo o litoral do estado e localidades na serra do mar, com guarnições instaladas em pontos estratégicos, como Santos, Praia Grande, Guarujá, Peruíbe, Cananeia, Ubatuba, entre outros, e também em Jacupiranga e Xiririca (atual Eldorado). No litoral sul, houve combates importantes em Cananeia, Colônia Santa Maria e Xiririca, bem como da fronteira com o Paraná, em Guaraqueçaba, entre a polícia paranaense e unidades paulistas compostas pela Companhia Isolada do Exército de Santo Amaro, voluntários locais e pelo 9º B.C.P. da Força Pública paulista. O litoral do estado ficou nas mãos dos paulistas até o fim do conflito, ocorrido em 2 de outubro de 1932.
Sul de Mato Grosso (atual Mato Grosso do Sul)
O então estado do Mato Grosso foi o único aliado de São Paulo no conflito. Após a deflagração do levante, a região sul do estado, atualmente contemplada pelo Mato Grosso do Sul, emancipou-se ao declarar a sua autonomia e apoiar o levante. O novo estado passou a ser denominado como Estado de Maracaju, cuja capital era Campo Grande e tendo Vespasiano Barbosa Martins a cargo da chefia do governo estadual.
Em julho de 1932 o general Bertoldo Klinger comandava a Circunscrição Militar de Mato Grosso e, durante as preparações para o levante, prometia levar 5 mil soldados e copiosa munição daquele estado para engrossar as fileiras da tropas paulistas. Contudo, com a súbita exoneração do general ocorrida em 8 de julho, por conta de uma carta em termos ofensivos enviada no dia 1º daquele mês ao Ministro da Guerra Augusto Espírito Santo Cardoso, ficou comprometida as conspirações em curso no Mato Grosso, bem como a adesão total ao levante das unidades do Exército sediadas naquele estado, em especial, aquelas unidades situadas em Cuiabá e na região de Corumbá, que ficaram alheias a situação e acabaram por permanecerem leais ao governo federal ou tiveram seus oficiais comandantes presos na ocasião da deflagração do conflito. Em substituição ao general Klinger, o coronel de engenharia do Exército Oscar Saturnino de Paiva foi nomeado interinamente ao comando daquela Circunscrição Militar. Contudo, Saturnino de Paiva veio a também aderir ao levante deflagrado em São Paulo no dia seguinte, o que em muito facilitou a aliança entre os paulistas e aquelas unidades do Exército e da Força Pública Mato-grossense. O coronel também participou da cerimônia de criação do novo estado e da posse do seu governador aclamado, Vespasiano Martins, ocorrida na tarde de 11 de julho de 1932.

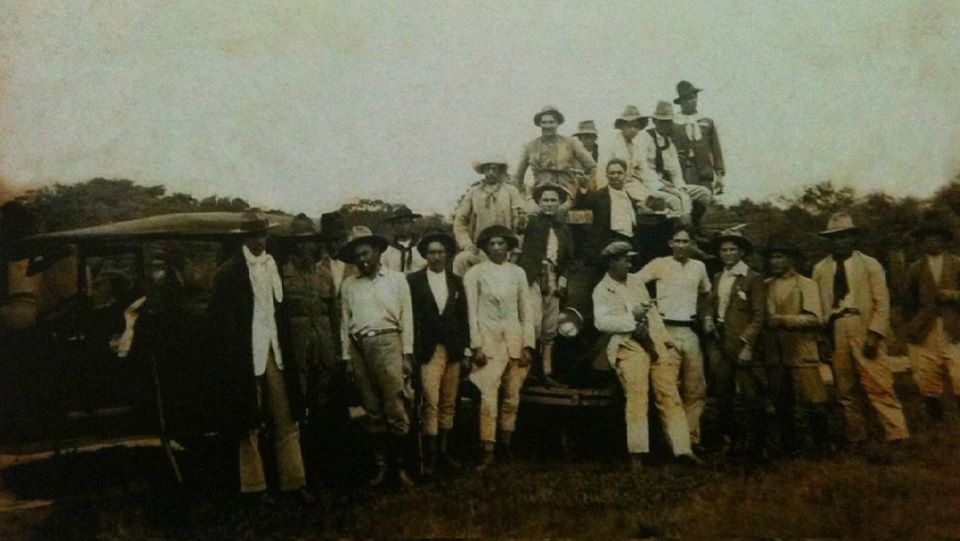
Combatentes sul-mato-grossenses durante a Revolução Constitucionalista de 1932.

O setor respectivo ao estado de Maracaju então comandado pelo coronel Oscar Saturnino de Paiva foi entregue ainda no mês de julho para o tenente-coronel Francisco Jaguaribe Gomes de Matos, que a princípio de setembro veio a ser substituído pelo coronel Nicolau Bueno Horta Barbosa. O coronel Saturnino de Paiva veio a assumir no mês seguinte o comando do destacamento paulista respectivo ao denominado setor leste de combate, situado na região de Campinas. Desde os primeiros combates os destacamentos constitucionalistas de Maracaju assumiram a ofensiva para garantir posições estratégicas para o controle da região. À leste, aquela tropa desbaratou uma coluna de soldados federais em Santana do Paranaíba, e também outra vinda de Goiás, com vários elementos tendo sido presos. Também repeliram forças federais em Três Lagoas e Porto XV de Novembro. Ao norte, em Coxim, também debelaram uma coluna vinda de Cuiabá, composta por um cia reduzida do 16º B.C. do Exército e outra do 1º B.C. da Força Pública, que visavam a tomada de Campo Grande. Mais ao sul, em Bela Vista, os rebeldes tomaram a cidade após súbita resistência do interventor municipal Mário Garcia e do comandante do 10º R.C.I. que inicialmente haviam declarado apoio a Revolução. A oeste, os combates foram mais intensos, tendo as tropas revolucionárias tomado a cidade de Corumbá, a Base Fluvial de Ladário, Porto Esperança, o Forte Coimbra e, por fim, Porto Murtinho, em 12 de setembro de 1932, onde lá desbarataram a flotilha liderada pelo monitor fluvial Pernambuco e o destacamento governista comandado pelo coronel do Exército Leopoldo Nery da Fonseca Junior. As batalhas pela tomada de Porto Murtinho e Porto Esperança foram os feitos mais notáveis daquelas tropas no conflito, cuja vitória também garantiu para os rebeldes o controle de toda a região atualmente contemplada pelo Estado do Mato Grosso do Sul. Além disso, garantiram o acesso ao Oceano Atlântico pelo Rio Paraguai, ao Rio Paraná e a fronteira brasileira com a Bolívia e o Paraguai para viabilizar a entrada de recursos bélicos em favor das tropas revolucionárias, uma vez que o Porto de Santos estava sob bloqueio da esquadra naval governista. Ainda em meados de setembro, parte daquela força mato-grossense viria dar reforço na frente sul e frente leste paulista de combate, com o Batalhão Visconde de Taunay junto com uma unidade de artilharia se deslocando para Capão Bonito para combater tropas gaúchas. O controle da região sul do então Estado do Mato Grosso viabilizou o acesso dos revolucionários ao estrangeiro, algo que até então estava restringido, inclusive por meio dele conseguiram realizar o translado dos novos aviões adquiridos dos EUA. A atuação das tropas de Maracaju foi mais tarde reconhecida como notável pelos comandantes paulistas.
Em uma carta dirigida ao general Bertoldo Klinger após o conflito, o coronel Horta Barbosa rememorou orgulhoso as conquistas de sua tropa em Maracaju:
| “ | Por toda parte faziamos pressão, e também a guerra pelo radio; assim, reinstallamos-nos em Porto Esperança; isolado Coimbra de Corumbá e da flotilha, fomos buscar esta no seu pretendido repouso e a inquietamos tanto que fizemos o panico e preparavamos a nossa entrada naquella cidade; ao mesmo tempo que Porto Murtinho, também isolado e sabedor do desamparo em que se achava, ia novamente ser hostilizado e occupado finalmente. Feito isso, Coimbra teria que se resignar a entregar-se sem hostilidades inúteis. Emfim, estavamos com a iniciativa e a preponderância moral; 'expremiamos' o adversário no Paraguay, emquanto Coxim repousava tranquilo e em Três Lagôas o major Noronha apenas aguardava uns dias mais para dar o bote seguro e fechar a bocca do sacco em que, entre o Sucuriú e o Paraná, se haviam intromettido os imprudentes adversários... | ” |

Até a data de rendição, ocorrida em 2 de outubro, o território do estado de Maracaju permaneceu com livre-trânsito para os paulista, tendo inclusive boa parte dos líderes do levante fugido via Campo Grande do cerco governista na véspera do armistício. Porém, entre 3 e 4 de outubro, as tropas rebeldes situadas em Campo Grande, após tomarem conhecimento do armistício em São Paulo, se amotinaram e prenderam o seu comandante, o coronel Nicolau Horta Barbosa. No entanto, as demais regiões do estado continuaram nas mãos dos revoltosos por mais algumas semanas até negociarem a deposição de armas e sua rendição às tropas federais. O último reduto revolucionário foi na região de Bela Vista e Ponta Porã, cujo destacamento constitucionalista comandado pelo coronel Jaguaribe de Mattos se rendeu somente no dia 25 de outubro perante as tropas federais comandadas pelo tenente-coronel Francisco Gil Castelo Branco. Apesar da derrota militar dos rebeldes, em 1º de janeiro de 1979 a divisão regional ocorrida em 1932 foi consumada com a criação dos estados de Mato Grosso e Mato Grosso do Sul, uma divisão desejada desde o término da Guerra do Paraguai.
Rio Grande do Sul
Embora o general Flores da Cunha, então interventor do Rio Grande do Sul, tenha sido aliado de Getúlio Vargas naquele conflito, um grupo de gaúchos entraram na luta contra o regime provisório de Vargas. Esse grupo era liderado por Borges de Medeiros e consistia em um batalhão de cerca 450 homens. Embora fosse uma força diminuta e incapaz de neutralizar as tropas leais a Vargas, elas utilizavam táticas de guerrilha no esforço de distrair as tropas federais gaúchas de modo a impedir que fossem enviados destacamentos para reforçar as tropas federais que combatiam contra São Paulo.
Contudo, a frente rio-grandense da Revolução Constitucionalista chegou ao fim na Batalha de Cerro Alegre, no município de Piratini, no dia 20 de setembro de 1932, quando foram mortos mais de duzentos homens das forças rebeldes, sendo Borges de Medeiros preso em seguida. A derrota dos rebeldes no Rio Grande do Sul, ao final daquele mês, somada as dificuldades das tropas da resistência em São Paulo com a falta de recursos bélicos, foram algumas dentre as razões para o comandante supremo do Exército Constitucionalista solicitar o armistício em 28 de setembro e iniciar as tratativas para a rendição perante as forças governistas.

### Blindados
Trem blindado

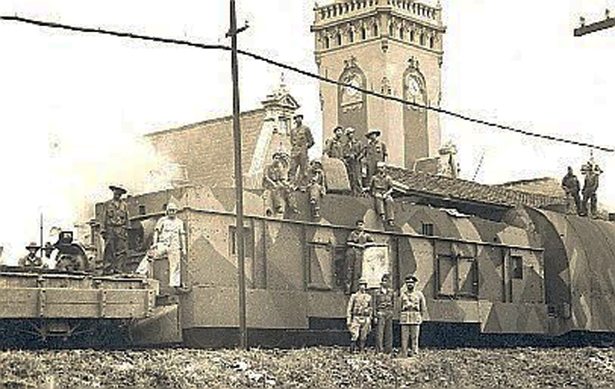
O TB-6, "O Fantasma da morte", estacionado a frente da estação de Guaratinguetá, em setembro de 1932.

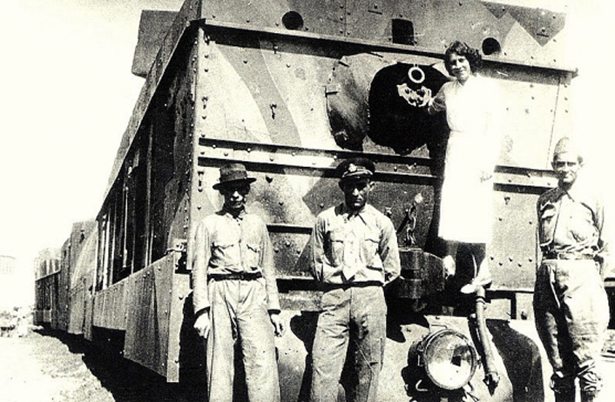
Uma das frentes do blindado, onde se pode ver o canhão 75mm.

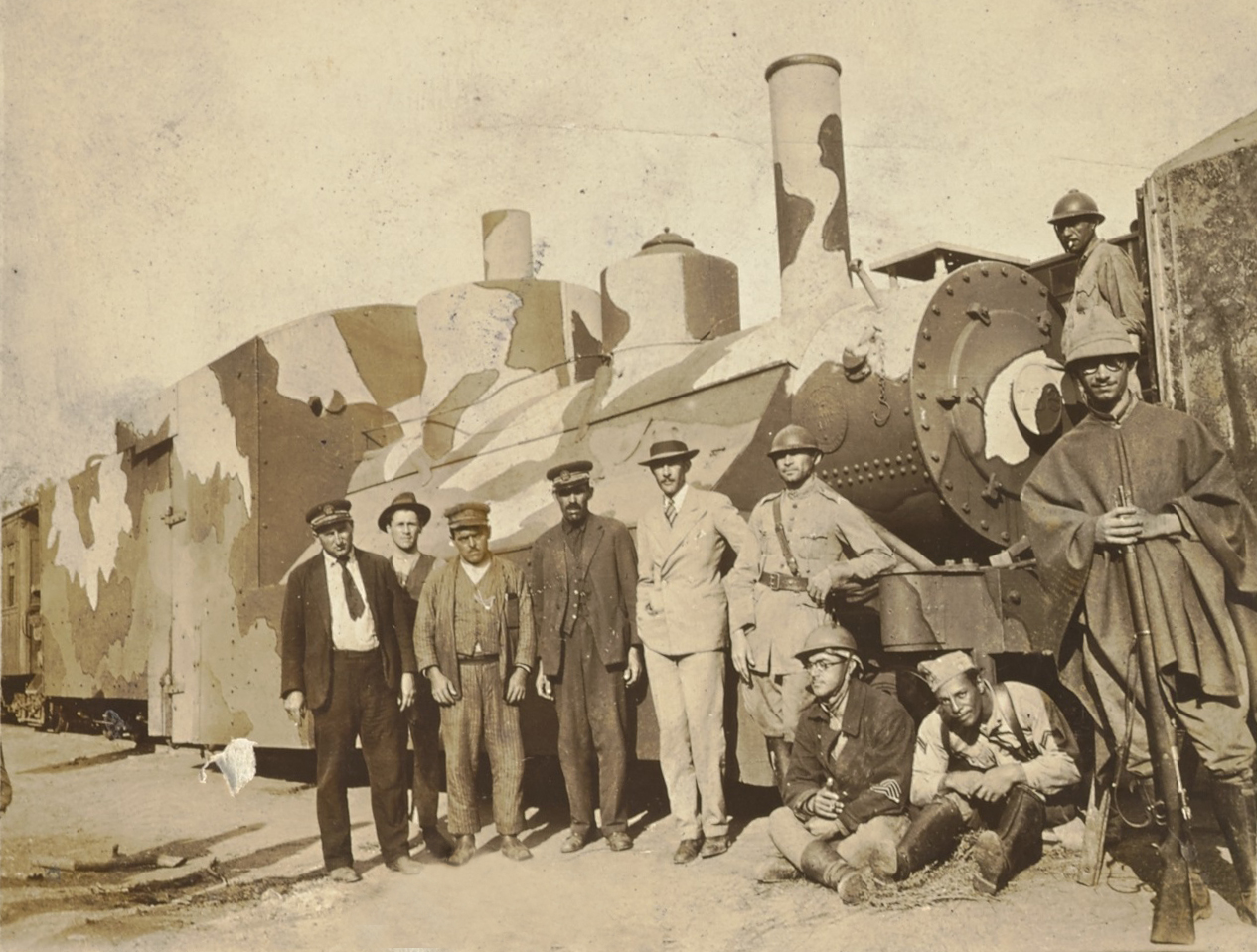
O TB-4 em Itapira.

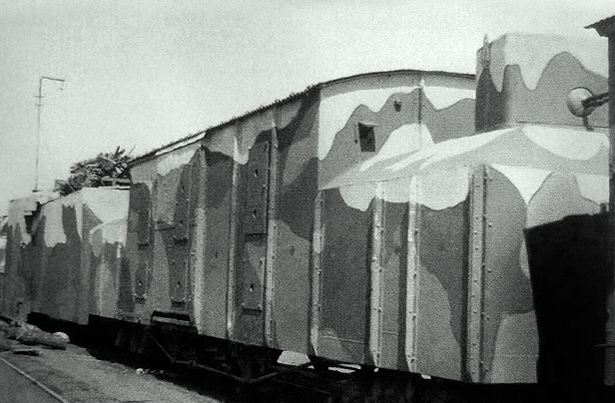
Um dos vagões do trem blindado, onde é possível ver a torre giratória da metralhadora Hotchkiss 7mm.

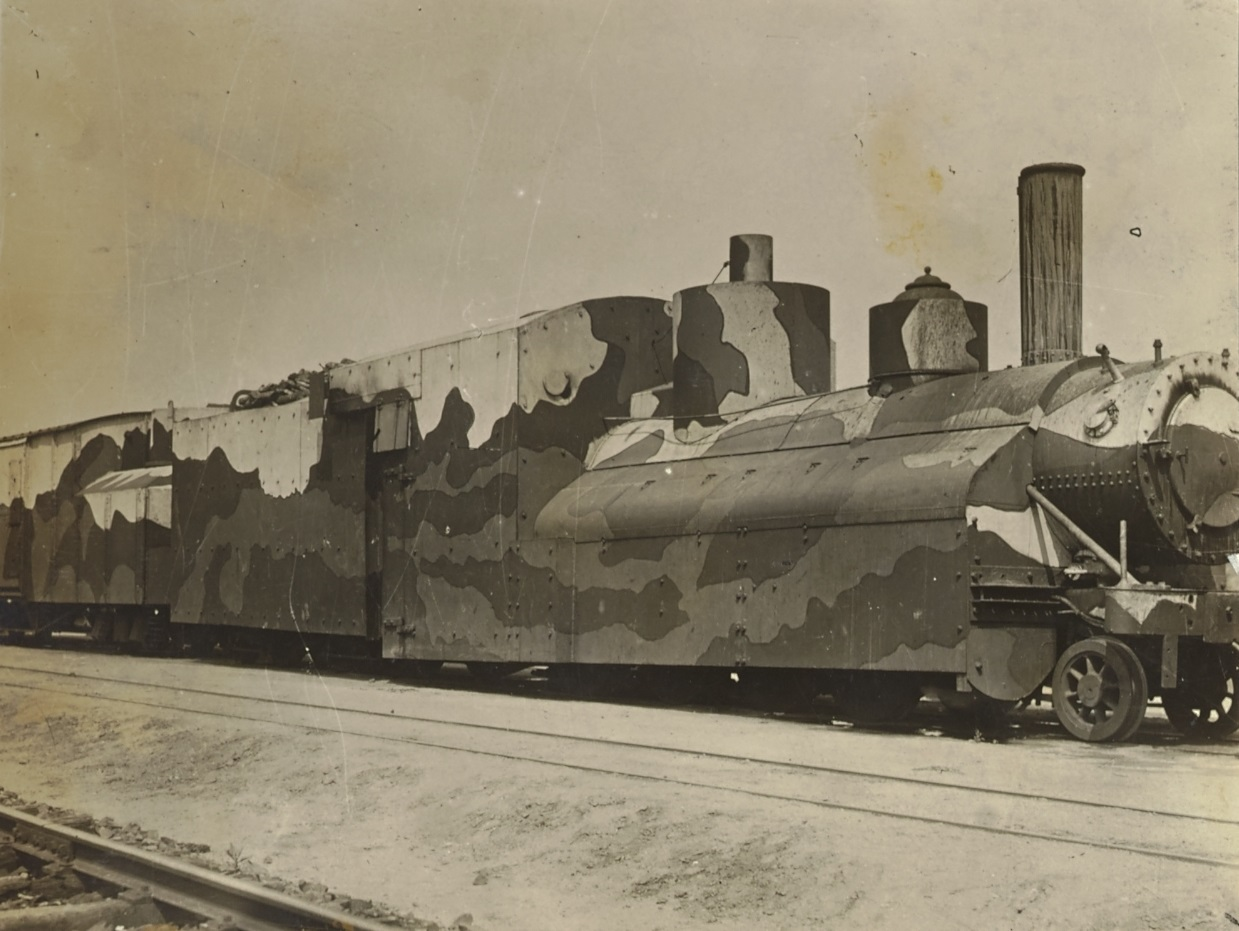
Trem blindado construído pela Cia Mogiana em Campinas e empregado nos combates da frente mineira ao longo de agosto e setembro de 1932.

Em 1932, São Paulo tinha o seu sistema de transporte majoritariamente baseado em estradas de ferro, com cerca de 7 mil quilômetros de trilhos ferroviários. Com a eclosão do conflito esse recurso passou a ser usado para o transporte de tropas e suprimentos. Porém, logo no início os paulistas começaram a explorar o seu potencial bélico, dado o conhecimento das experiências bem-sucedidas na Primeira Guerra Mundial com blindados nesse formato. Assim surgiu, ao final de julho de 1932, o primeiro trem blindado.
O projeto inicial foi concebido numa parceria entre a Escola Politécnica de São Paulo, o Instituto de Pesquisas Tecnológicas e Cia Ferroviária Sorocabana. O protótipo surgido foi o denominado TB-1, sigla para "Trem Blindado nº 1". O projeto foi do engenheiro francês Clèment de Baujaneau radicado ao Brasil após a Primeira Guerra Mundial, que conheceu as experiências com esse tipo de blindado naquele conflito. A montagem do protótipo foi do engenheiro Augusto Ferreira Velloso, da Escola Politécnica.
Na Frente Sul, na divisa com o Paraná, apesar das dificuldades iniciais com a falta de suprimentos e a coordenação das tropas, que culminou com a perda da posição da cidade de Itararé e recuo para Buri, os paulistas estabeleceram nessa cidade uma linha defensiva suficiente para fazer frente às tropas federais, tendo sido o TB-1 fundamental para tanto, pois conteve o avanço das tropas federais enquanto as tropas constitucionalistas articulavam sua linha defensiva. Fernando Penteado Medici, em seu livro "Trem blindado" de 1933, deu o seu testemunho sobre a primeira atuação do protótipo, na cidade de Buri, em 26 de julho de 1932:
| “ | Dois quilômetros e o inimigo à vista. Os homens avançavam, certos de que era um trem de mercadoria, ou de víveres, realmente como estava disfarçado, e, em posição de atirar, ajoelhavam pelos trilhos. As nossas metralhadoras picotaram os inconscientes. A primeira impressão foi dolorosa. Pungente mesmo. Presenciar umas cenas destas. | ” |

Essa atuação do blindado ocorreu sem ele estar completamente finalizado, tendo sido comandado pelo primeiro-tenente Affonso Negrão, onde conseguiu aniquilar completamente as forças inimigas e retomar a cidade paulista de Buri.
Esse primeiro protótipo foi construído em Sorocaba e consistia em uma locomotiva a vapor e um vagão, ambos blindados. No vagão, os soldados posicionavam-se em pequenas aberturas com metralhadoras Hotchkiss 7 mm modelo francês. No teto, havia duas grandes lanternas para iluminar as trincheiras inimigas à noite, utilizando a energia da própria locomotiva. Após sua primeira atuação, o TB-1 voltou para a oficina para ser aprimorado e passou então a adotar a denominação TB-3.
O sucesso da atuação do primeiro trem blindado estimulou a construção da segunda unidade, com a locomotiva nº 216, cuja denominação foi TB-2. O TB-2 e o TB-3 passaram a operar em toda a Frente Sul, principalmente na região de Buri, com patrulhas regulares pelas estações de Engenheiro Hermillo, Lidiana e Aracassú, na contenção da ofensiva das tropas federais. A partir do TB-2, os trens blindados foram padronizados para adotar um segundo vagão, em que um era a frente e outro atrás da locomotiva, equipados com metralhadoras leves Hotchkiss 7mm e com canhões Krupp ou Schneider de 75 mm nas duas extremidades. A blindagem era extremamente resistente, feita de peças de madeira de faveiro de alta resistência e revestidas por grossas chapas de aço. Não havia portas ou janelas, sendo a entrada por meio de um pequeno buraco no chão dos vagões e a entrada de ar e visualização externa feita por três pequenas aberturas. A comunicação entre os vagões e o maquinista era feita por meio do telefone. Havia também um calço para travar e sustentar os vagões no solo durante os tiros de canhões. A tripulação era formada por até 18 pessoas, com 15 soldados e 3 responsáveis pela operação do trem. Dado as poucas aberturas de ventilação, o calor no interior dos vagões era intenso, em que era comum os soldados atuarem somente de calça.
As tropas federais quando em embate direto com esses blindados não causavam qualquer dano nos vagões, tampouco tinham como reagir seja para descarrilar o trem ou cercá-lo, pois dado sua amplitude de fogo, o blindado conseguia varrer qualquer resistência a dezenas de metros, tanto à frente como nos flancos ou na retaguarda. Assim, jamais houve episódio de tropas federais cercarem ou mesmo descarrilarem o blindado, de modo a obrigarem a rendição da tripulação. Soma-se ainda o fato de as tropas federais não estarem preparadas para combater esse tipo de ataque, assim, o surgimento do blindado sempre causava pânico e debandada de soltados federais.
O contínuo sucesso desses dois primeiros protótipos motivou também o consorcio entre a Politécnica, o Instituto de Pesquisas Tecnológicas, as Cia. Mogiana e Cia. Paulista de Estrada de Ferro. Foram assim construídos ainda no início do mês de agosto o TB-4, na oficina de Rio Claro, e o TB-5, na oficina de Campinas, em que ambos passaram a operar nas frentes de combate do denominado "Setor Leste", na divisa com Minas Gerais. As locomotivas empregadas no TB-4 e TB-5 foram respectivamente as de nº 730 e 732, que eram ligeiramente menores que os dois primeiros protótipos, e nelas foram instaladas blindagens até mesmo nas extremidades baixas e instalados canhões em torres giratórias, permitindo uma cobertura de 360 graus e possibilitando o ataque simultâneo a todos os lados. Além disso, passaram a ter pintura camuflada, em tons de verde escuro, contando também com tripulação de 18 soldados. Os dois blindados foram sediados em Mogi Mirim, fazendo incursões noturnas na fronteira com Minas Gerais, desde a região de Mococa até Bragança Paulista.
A última unidade, o TB-6, foi o maior e mais potente de todos os cinco trens blindados, contava com três vagões blindados cuja comunicação entre eles era por telefone e possuía uma tripulação que consistia em cerca de 40 homens. O poder de fogo por meio de metralhadoras pesadas e leves era predominante, com várias do tipo leve modelo Hotchkiss e outras do tipo pesada modelo Schwarzlose, além de um canhão 75 mm posicionado no carro nº 1 situado à frente da locomotiva, completado com fuzis manejados pelo restante da guarnição. Operava apenas nas linhas de bitola larga, da Estrada de Ferro Central do Brasil. Foi construído na oficina da Central do Brasil, no bairro do Brás, na capital paulista. Tão logo finalizado passou a atuar no Setor Norte, que compreendia todo o Vale do Paraíba, na linha férrea que liga São Paulo ao Rio de Janeiro. Participou de combates em Resende, Itatiaia, Queluz, Cruzeiro e Lorena. Segundo o comandante daquele setor, o então Coronel Euclides Figueiredo, a sua estreia naquele front ocorreu em 4 de agosto de 1932 e as suas "incursões diabólicas nas linhas inimigas" eram muito eficazes para o recuo do inimigo e para a cobertura da infantaria paulista. Inicialmente foi comandado pelo tenente comissionado Tito Pacheco, porém, as suas operações foram suspensas em meados de agosto para remanejamento dos armamentos para suprir a demanda de algumas frentes de combate. No início de setembro, o então tenente comissionado Paulo Junqueira Duarte veio a assumir o comando das operações do blindado para garantir a cobertura móvel para as manobras da 2ª Divisão de Infantaria em Operações e aos grupos de artilharia. Dedicou-se nos combates entre Lorena e Cachoeira Paulista, além das linhas inimigas, infligindo dezenas de baixas nas tropas adversárias que temerariamente tentavam cercar e bloquear o blindado. Também fizeram parte dessas missões com o blindado os então capitães Reinaldo Saldanha da Gama e Arcy da Rocha Nóbrega. Após o conflito, o seu comandante recordou uma das missões:
| “ | Antes de chegar à estação Canas, ouvimos os primeiros tiros e o ruído das balas de encontro à coiraça do trem. (...) A metralhadora do sargento Benjamim cuspiu uma rajada, ao mesmo tempo que executava um pequeno movimento de baixo para cima, e vice-versa. O vale foi varrido. Ou melhor, ficou forrado com os capotes escuros que cobriam corpos, imobilizados talvez para sempre, dos soldados da ditadura (...) O trem aproximava-se cada vez mais da estação de Canas. O capitão Arcy calmamente, ia catando os vultos sobre a linha e atrás dos barrancos (...) o maquinista fazia o trem avançar e recuar, a fim de irmos detendo o inimigo que atacava com audácia e violência incríveis. O inimigo já estava às portas de Lorena! Começávamos a ser hostilizados ferozmente pela frente e ambos os flancos. Eramos atacados não só por armas automáticas, mas ainda por uma peça de pequeno calibre, cujos projeteis deflagravam de vez em quando surdamente ao lado de fora. Só passados alguns minutos, divisamos os primeiros adversários. Escondidos na encosta, atrás dos cupins, nos barrancos visavam-nos com insistência ininterrupta. As nossas metralhadoras começaram a trabalhar. Os primeiros corpos rolaram lá fora. Chegou um momento em que o trem se tornou infernal. Não se ouvia uma palavra. As ordens eram dadas aos berros no ouvido do telefonista. O Arcy, numa seteira, procurava a certeza dos tiros. O Saldanha conseguia afastar o canhão e, da abertura deste, atacava a linha de frente (...) A nossa impressão é que já havíamos dizimado mais de uma companhia. Os corpos espalhados sobre o terreno e a excelência dos atiradores, principalmente o sargento Mario e o sargento Benjamin, nos confirmavam o calculo. | ” |

Durante as missões, além das linhas inimigas, os tripulantes costumavam deixar presentes com bilhete anexado, em provocação às tropas federais, como na ocasião em que deixaram uma caixa com cigarros e chocolates junto da seguinte nota: "Para os soldados capazes de defender uma causa tão miserável". Outra ocasião, em que desativaram uma armadilha na linha férrea para descarrilar o blindado, os paulistas repetiram a provocação: "A 'ursadinha' não deu resultado. Dá próxima vez não façam um trabalho tão porco". Porém, por conta do excessivo arrojo nas missões e pela recompensa ofertada pelo comando governista, o blindado passou a ser muito visado pelas tropas federais, as quais faziam uso inclusive de artilharia na tentativa de neutralizá-lo. Segundo o seu comandante, o TB-6 chegou a receber tiros diretos de 37 mm e estilhaços de 75 mm, mas sem resultar em qualquer avaria e era também muito visado pela fuzilaria das tropas federais, o que tornava o ambiente interno do blindado ensurdecedor. Além disso, por vezes os adversários tentavam descarrilá-lo obstruindo a linha férrea com pedras e dormentes. Consta também que o TB-6 teve fundamental papel na cobertura das tropas paulistas quando do recuo para Guaratinguetá, onde pode impedir com sucesso o avanço e o envolvimento pelas tropas federais. Essa versão foi apelidada de "O Fantasma da Morte" pelos soldados, pois a maioria das suas incursões era noturna, em que chegava sorrateiramente próximo as posições inimigas e de súbito ligava seus potentes holofotes sobre as trincheiras das tropas federais, denunciando suas posições e na sequência varrendo o inimigo com a sua fuzilaria e o seu canhão. As tropas federais, sem como reagir e tomadas pelo pânico, debandavam em desordem, deixando para trás suas posições e armamentos, enquanto eram alvejadas pelos paulistas.
O papel do TB-6 nos combates do Vale do Paraíba foi assim resumido por um combatente paulista, em livro escrito por ele na ocasião em que se encontrava detido em Lorena por tropas gaúchas:
| “ | O trem blindado é uma arma de luxo. Formidavel na surpreza, onde, tomado como trem de carga, mata o inimigo a queima bucha, é quase inútil depois de conhecido. Só a valentia amalucada de Tito Pacheco e Paulo Duarte conseguia, todas as noites, levar o blindado em patrulha nas linhas inimigas. O fim seria trágico! Que o attestem os balaços de 75 com que alguma vez veio carimbado. Alguns dias mais e seria aprisionado, pelo corte dos trilhos e liquidado a tiros de canhão! Eu o soube do capitão Rosas do 9º R.I. do Rio Grande, que tudo preparára.(...) Noto nos olhos dos homens um ressentimento sério e uma espécie de rancor. O trem blindado matou gente como diabo! – Luiz Vieira de Mello, outubro de 1932. | ” |

Findo aquele conflito, o governo provisório de Getúlio Vargas logo se apressou em desmantelar ou retirar de São Paulo o todo o armamento operante. Assim, todos os trens blindados foram recolhidos a suas respectivas oficinas para o devido desmonte, sendo as locomotivas retornadas às condições originais de tráfego convencional.
Outros modelos

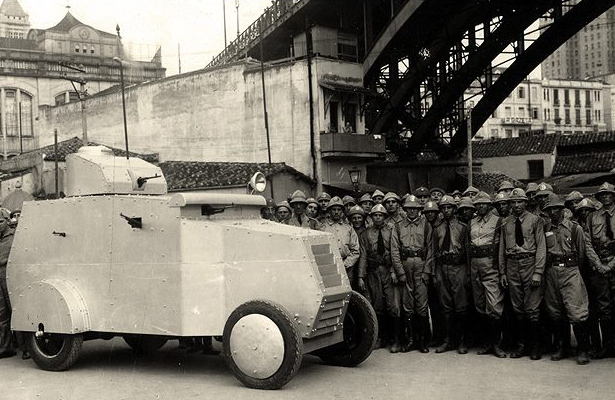
O blindado "FS-5" em São Paulo.

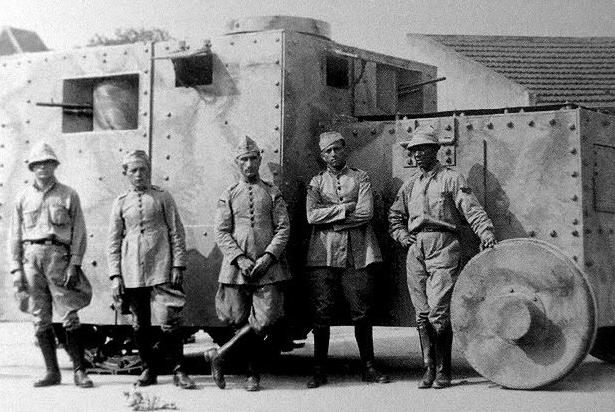
O trator blindado "FS-6".

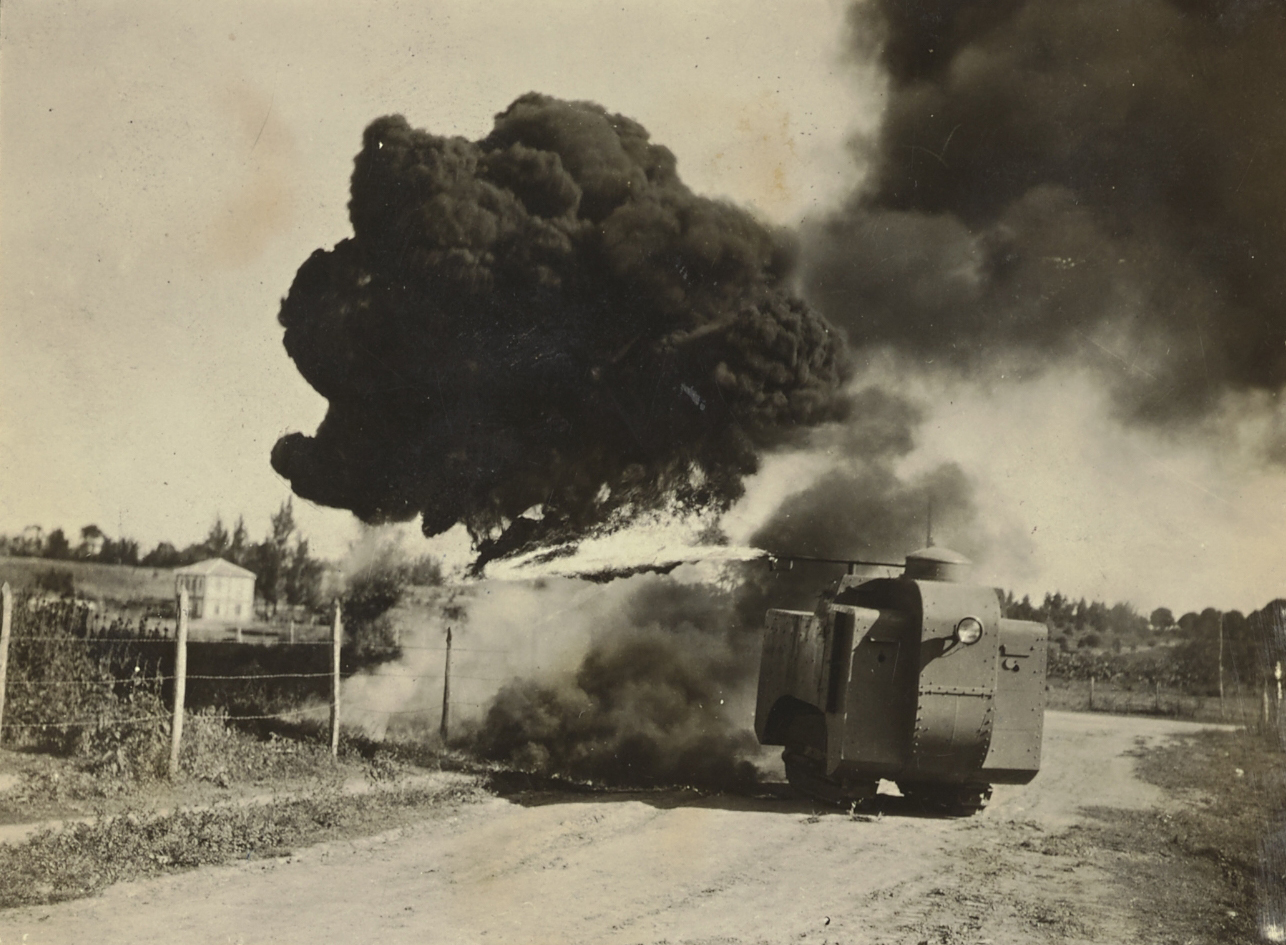
O blindado lança-chamas feito a partir de um trator lagarta Caterpillar, projetado por Reinaldo Saldanha da Gama.

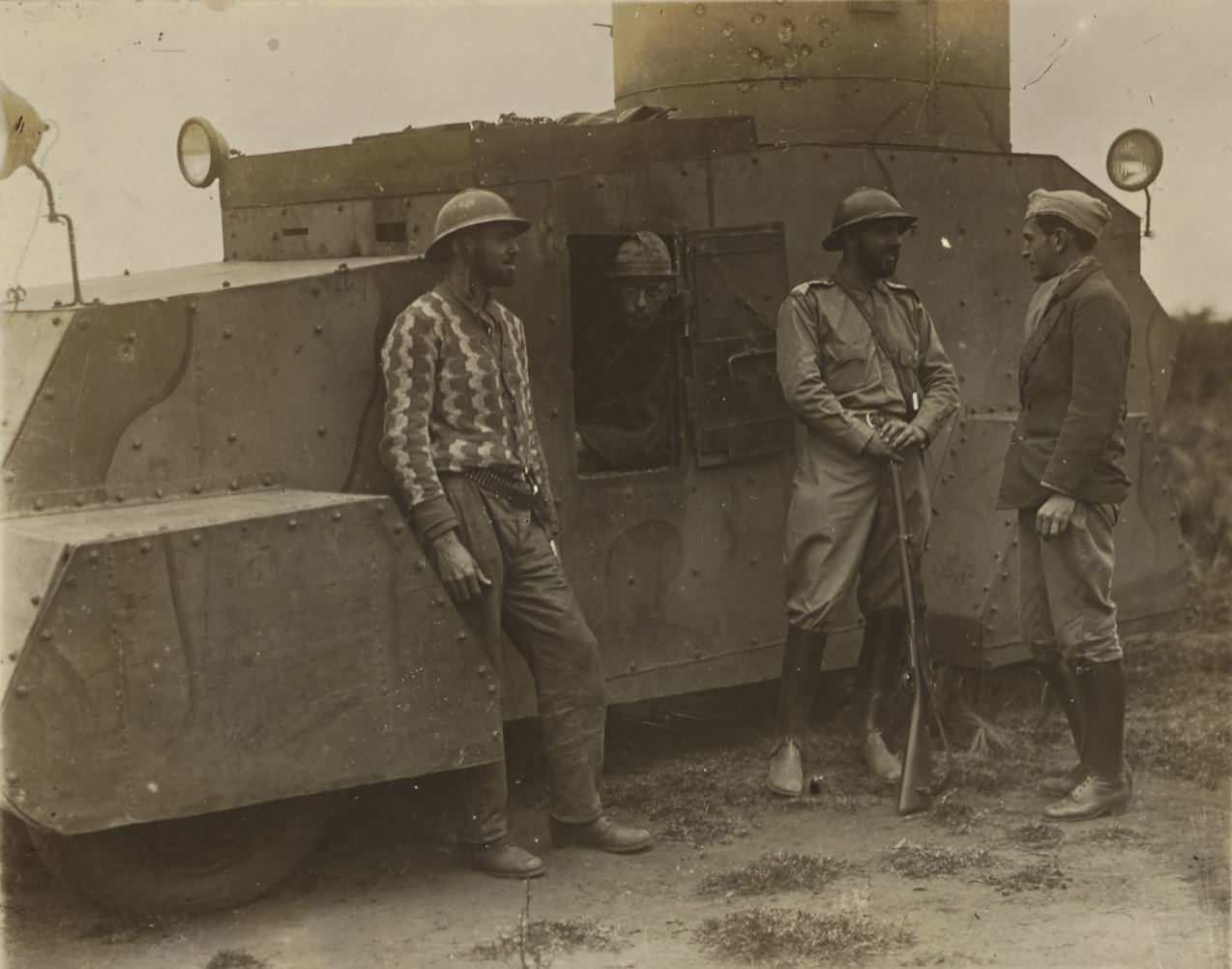
O repórter Armando Brussolo parlamenta com o capitão Affonso Negrão ao lado do auto-blindado FS-1 "14 de julho", em setembro de 1932, no distrito de Gramadinho, município de Itapetininga. No detalhe da imagem, as evidentes marcas de disparos dos adversários na couraça do veículo, que dão conta da violência daqueles combates.

A Escola Politécnica de São Paulo e o Instituto de Pesquisas Tecnológicas também projetaram e construíram outros tipos de blindados, como os autos blindados, tratores blindados e lanchas blindadas.
Os carros blindados de assalto foram baseados no chassi de automóveis e caminhões Ford, Chevrolet e Mac Coorning Deering, principalmente, sendo que a maioria deles foi construída nas Fundições e Oficinas Gerais Viúva Craig & Cia Ltda e J. Martin & Cia Ltda, na cidade de São Paulo, sob a supervisão técnica do Engenheiro Francisco de Sales Vicente de Azevedo e demais engenheiros da Escola Politécnica. No total, foram fabricados seis automóveis blindados que receberam as designações de FS, em referência ao seu autor. Esses blindados, devido à escassez de chapas de aço grossa, utilizavam duas chapas mais finas de cerca de 12 mm de espessura e entre elas era colocada lã de carneiro, de modo a impedir que um projétil atravessasse essas chapas. Também possuíam suspensão reforçada, com feixes extras de molas, de modo a suportar o peso da blindagem e dos soldados. Alguns possuíam torres giratórias de onde se podia disparar uma metralhadora pesada ou uma metralhadora leve Hotchkiss 7 mm. Ao longo do conflito foram também recebendo melhorias na sua capacidade operacional. Esses carros blindados foram empregados em diversas frentes de batalha, nas fronteiras do Rio de Janeiro, Minas Gerais e Paraná. Eles transportavam em média quatro homens, porém, o FS-8, podia transportar até oito soldados, tendo sido operado no Vale do Paraíba, onde ostentava pintura verde, embora a maioria fosse camuflada no padrão francês da primeira guerra mundial, em cores marrom, verde e azul claro. Esses blindados foram empregados como apoio à infantaria, em reconhecimento e na cobertura quando da retração das tropas constitucionalistas. O FS-8 atuou em conjunto com o TB-6 em setembro de 1932 na cidade Lorena, quando deram cobertura mútua e para as tropas quando do recuo para Guaratinguetá.
Também foram construídos blindados a partir de tratores agrícolas Fordson, da Ford Motor Company, modelo F1922, para a Guarda Civil do estado de São Paulo, tendo construídos os modelos FS-6 e FS-7, com a mesma camuflagem no padrão francês.
Ainda foram produzidos outros três blindados sobre lagartas, em tratores da Caterpillar da série 22, denominados "Tanks Paulistas", sendo que apenas dois foram operacionais e o terceiro não ficou pronto a tempo para ser utilizado nos combates. Foi desenvolvido pelo Capitão Reinaldo Saldanha da Gama, com o apoio dos engenheiros da Escola Politécnica de São Paulo. O blindado sobre lagartas era na cor cinza, revestido em chapa de aço rebitada, com torre giratória para metralhadoras leves, possuindo dois holofotes e armado com um lança-chamas que atingia a dezenas de metros de distância, sendo sua tripulação formada por até 6 soldados. Esse modelo atuou principalmente na divisa com o Rio de Janeiro, próximo à entrada de uma ponte na cidade de Queluz. Lá, a margem do Rio Paraíba do Sul, tropas do governo federal tentavam avançar sobre a ponte da cidade e dominar a outra extremidade ocupada pelos paulistas. O blindado então se posicionava na entrada da ponte ou à margem do rio dando cobertura às tropas de infantaria, e com suas metralhadoras e o lança-chamas dissuadia o assalto das tropas federais, inclusive em incursões noturnas. Esse blindado já havia sido projetado um ano antes da revolução para a Força Pública de São Paulo, para fazer parte da Seção de Carros de Assalto, sendo o primeiro veículo a ela incorporado. Porém, o blindado era lento e de pouca mobilidade.
No conflito foram produzidas também quatro lanchas blindadas, sendo que duas ficaram prontas para serem utilizadas na malha fluvial de São Paulo, tendo atuado em Rio Grande, no Rio Paranapanema e Rio Paraíba do Sul, com uma tripulação de até sete soldados e armadas com uma metralhadora leve, além de fuzis Mauser, ambos de 7 mm.
No Exército Federal, o único blindado utilizado pelas tropas foi o tanque francês Renault FT-17, tendo sido empregado apenas dois modelos na cidade de Passa Quatro, restritos apenas a missões de reconhecimento. Hoje há dois exemplares desse blindado preservados: um no Museu Eduardo André Matarazzo, na cidade de Bebedouro; outro em exposição no pátio do Centro de Instrução de Blindados, na cidade de Santa Maria.
Apesar das inovações trazidas pelos paulistas com esses engenhos, bem como as novas doutrinas militares associadas, esses projetos não foram assimilados, estudados ou aproveitados pelo Exército Federal, tendo sido todos os protótipos desmontados e seus projetos perdidos.

### Aviação
Na Revolução de 1932 a aviação teve um importante papel nos combates, utilizada pelo Exército Federal para eventuais bombardeios e ataques às posições rebeldes, como aqueles realizados em Campinas, Guaratinguetá e Aparecida, que causaram muitos danos às infraestruturas dessas cidades. O major-aviador Eduardo Gomes, comandante do Grupo de Aviação do Exército Federal, esteve à frente dessas missões de bombardeiros as cidades paulistas, que se acentuaram em setembro de 1932 com a vinda de novos aviões e a abertura de novos aeródromos. Em contrapartida, os Grupos de Aviação do Exército Constitucionalista, comandado pelo então major-aviador Ivo Borges, também fez muito proveito da aviação como arma no conflito, a partir de sua base aérea sediada no aeródromo Campo de Marte, na capital paulista. Os aviões complementaram a artilharia de ambos os adversários, no bombardeio de posições e na inquietação sobre as concentrações de tropas, além da dissuasão dos avanços dos destacamentos.
A frota das Forças Federais era cerca de cinco vezes maior que a frota das Forças Constitucionalistas. As missões da aviação federalista também eram mais regulares. Em compensação, os Grupos de Aviação das Forças Paulistas tinham mais flexibilidade operacional, pois as Forças Federais durante a maior parte do conflito dispunham de poucos aeródromos e aquém do território paulista, enquanto as Forças Paulistas tinham o Campo de Marte como sua base principal, operado como hub aéreo ao estar articulado os demais aeródromos estratégicos, como os de Lorena, Taubaté, Mogi-Mirim, Campinas, Santos, Itapetininga, entre outros. Desse modo, essas esquadrilhas atuavam de forma articulada, com grande proveito a partir de uma posição central e secundárias em relação às zonas de combate, com facilidade de desdobramentos, podendo facilmente reabastecer e municiar as aeronaves. Com isso, em menor tempo, colocavam-se em posições bem próximas às frentes de combate, conseguindo com os mesmos aviões e tripulantes a realização de um maior número de sortidas. Essas táticas, em parte, compensaram a reduzida frota paulista, favorecendo inúmeras missões e logrando êxito ao frustrar ou atrasar a ação da esquadrilha adversária. Os principais modelos de aeronaves utilizadas por ambos os lados foram o Waco CSO e o Potez 25. Na frota federal, os Waco CSO de cor vermelha, apelidados de "vermelhinhos", logo se tornaram o terror das tropas paulistas.
Os ataques aéreos foram inéditos naquela ocasião, não raro causavam pânico entre ambos os adversários. Esse efeito psicológico foi explorado ao máximo por ambos os Grupos de Aviação, que instituíram a prática de empregar patrulhas regulares, para causar a inquietação entre as tropas.
Em 16 de julho de 1932 uma esquadrilha das forças federais tentou bombardear o aeródromo Campo de Marte. Porém, as bombas caíram longe dos hangares, da pista de pouso e dos aviões. Essa ação foi relatada em detalhes na reportagem de capa do jornal paulistano Diário Nacional, na edição de 17 de julho de 1932, a partir do testemunho do seu repórter:
| “ | Eram, mais ou menos 14 horas. No Campo de Marte nada de anormal. Dois aparelhos estavam fora dos "hangars"; as metralhadoras preparadas para repellir qualquer ataque. Os aviadores depois da manhã agitada de hontem, tinham partido para casa, a fim de almoçarem. O céu estava claro. Apenas algumas nuvens brancas e espessas pairavam sobre o bairro do Ipiranga. Subitamente, começou a ouvir-se ao longe o ronco de motores. Muito distantes e muito altos surgiram quatro apparelhos. O outro, um "Waco" aperfeiçoado. No Campo são dadas ordens para os soldados se postarem junto das metralhadoras. No entanto, os aparelhos iam aproximando-se. Já estavam perto do Campo. As metralhadoras espiavam-lhe os movimentos. Os aviões voavam alto, a cerca de dois mil metros. Repentinamente soltam a primeira bomba, que desce, veloz. No espaço faltam pontos de referência... A bomba, ao cahir, dá impressão que vae explodir mesmo no lugar onde cada pessoa se encontra. A bomba cáe longe dos "hangars", no fim do campo, explodindo com grande ruido. E' dada ordem, á metralhadora, para fazer fogo. Os disparos começam a ouvir-se, tão juntos, que cada descarga de metralhadora parece um tiro de canhão. Quando se voltam, acompanhando o vôo dos apparelhos, as metralhadoras fazem fogo espaçadamente. Logo se seguem as descargas cerradas. Os aviões sobem mais ainda. E soltam, em seguida, novas bombas. Cáem em diversos pontos do Campo. Três vão explodir no outro lado do aeródromo, onde costumam pastar diversos cavallos. Não produzem, porém, o menor estrago. As metralhadoras, no Campo, não cessam de disparar. Fazem descargas cerradas. Após uma larga volta, os aviões inimigos voltam. Desta vez parece que fazem fogo, também, com metralhadoras. O ruído não se escuta, dado o barulho dos motores. Parecem ver-se, contudo, os pontos luminosos, junto das helices, como se fossem tiros. Ninguém fira ferido. Os aviões dirigem-se para o centro. Começam, então, a apparecer os automoveis conduzindo os pilotos que tinham sahido. Dirigem-se rapidamente para o Campo. Os apparelhos do Rio já vão longe, sumindo-se entre as nuvens. Nisto surgem mais três apparelhos. São também do Rio. Depois, mais um quarto. Esse é de S. Paulo, é pilotado pelo aviador Renato Pedroso. Os inimigos veem-no e avançam sobre elle. O apparelho do Grupo Mixto de Aviação faz diversas acrobacias. Trava combate ao ar. São três, porém, contra um. Habilmente, Renato Pedroso evita a metralha e, passados 15 minutos, quando os aviões inimigos se retiram, dirige-se para o Campo de Marte onde é recebido entre abraços. | ” |

Tropas federais e o então major-aviador Eduardo Gomes (o quarto da direita para esquerda).

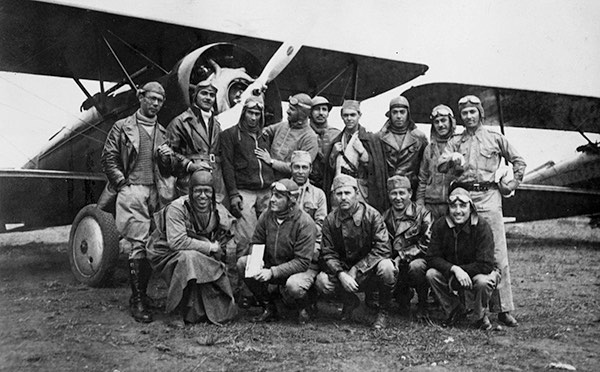
Grupo de aviadores paulistas no aeródromo Campo de Marte em setembro de 1932.

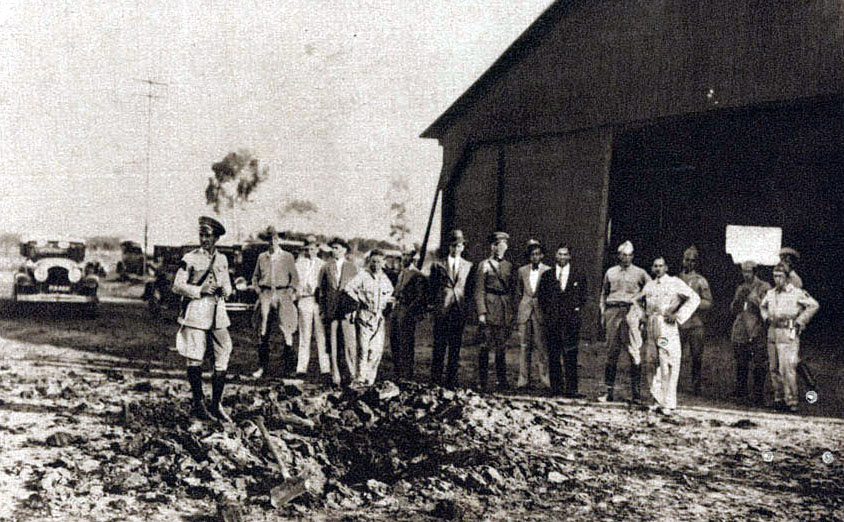
Cratera no aeródromo Campo de Marte do bombardeio de 16 de julho de 1932.

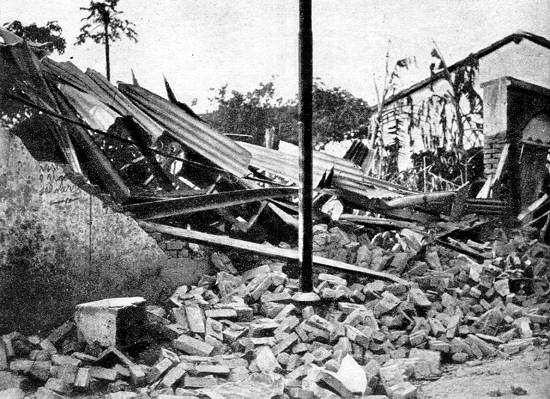
Prédio em Guaratinguetá destruído por bombardeio aéreo federal em setembro de 1932.

Os Grupos de Aviação das Forças Paulistas inicialmente realizaram missões de reconhecimento da movimentação das tropas adversárias e de propaganda, com a distribuição de boletins com informações. As primeiras missões de combate aéreo das Forças Paulistas ocorreram somente no final de julho de 1932, como a missão realizada pelos 1º tenentes José Ângelo Gomes Ribeiro e Arthur da Motta Lima Filho, que neutralizaram um avião em terra e defesas antiaéreas do campo de aviação governista em Itapeva. Essa ação mereceu o seguinte destaque, publicado em 28 de julho de 1932 no Boletim nº 2 do comandando do 1.º Grupo de Aviação de Caça Constitucionalista:
| “ | Louvo os Senhores Tenentes José Ângelo Gomes Ribeiro e Arthur da Motta Lima pela brilhante execução dada à missão aérea que lhes foi designada em Itapeva, e da qual resultou a superioridade aérea completa por nossas forças. Oficiais de reconhecida bravura e competência, mais uma vez firmaram o conceito em que são tidos por este Comando e por seus camaradas. — Major Lysias, Comandante 1.º G. Av. C. | ” |

Em 8 de agosto de 1932, ocorreu um grande feito da aviação militar brasileira durante um combate aéreo que se travou nos céus de Capão Bonito e Buri. Na ocasião foi abatido em pleno ar um avião Potez 25 da esquadrilha governista. Segundo o coronel Herculano, sobre essa ocorrência, o avião em questão foi abatido na cidade de Buri após ser metralhado em pleno ar e na sequência caiu em chamas no cemitério velho daquela cidade. Sobre essa ação, o coronel Brasílio Taborda, comandante das Forças Paulistas do setor sul de combate, publicou em 10 de agosto de 1932 o seguinte Boletim:
| “ | Dados os serviços que vem prestando as Unidades Aéreas, postas à disposição deste Setor, este Comando chama a atenção dos demais elementos de tropa para o seu espírito de sacrifício, eficiência e bravura, concretizadas através de 12 dias de ininterrupta atividade nas seguintes realizações: A – reconhecimentos efetuados diariamente, muitas vezes em condições particularmente difíceis; B – bombardeios e ataques a metralhadora, de objetivos terrestres importantes como sejam: Itapeva, onde se acha o Q. G. da tropa inimiga: Buri, agrupamento da vanguarda invasora; regiões de Apiaí e Ribeira; C – Inutilização de dois aparelhos inimigos, um no terreno de Itapeva e outro abatido no dia 8 p. p., em pleno voo, sobre a região de Buri. Tudo isso os vem colocando em situação de destaque na atual campanha, e os tem tornado dignos de imitação por parte dos demais elementos das Forças Constitucionalistas. Brasílio Taborda, Cel. Comandante. | ” |

O feito naquele combate aéreo chamou a atenção do general Bertoldo Klinger, Comandante Supremo do Exército Constitucionalista no conflito. O general também elogiou os aviadores no Boletim n.º 194 de 12 de Agosto de 1932:
| “ | Este comando tem especial prazer em dar publicidade ao louvor que representa essa citação de relevantes serviços, e determinar a menção nominal destacada dos Srs. Major Lysias Augusto Rodrigues, 1.ºs Tenente José Ângelo Gomes Ribeiro e Arthur da Motta Lima. — Bertholdo Klinger, Gal. | ” |

O coronel Herculano de Carvalho e Silva, então comandante geral da Força Pública do Estado de São Paulo durante o conflito, em seu livro "A Revolução Constitucionalista" destacou os principais eventos dos Grupos de Aviação ao longo do curso da guerra, que dão conta da intensidade das operações aéreas de ambos os adversários, seja com o abate ou inutilização de aviões no ar e em terra, seja com os diversos bombardeios às posições e concentrações de tropas. Em muitas das missões houve a ocorrência de dogfights, nas perseguições e os combates no ar entre as esquadrilhas adversárias, uma forma inédita de ação militar até então no Brasil.
Segundo relatos do coronel, em 13 de agosto os paulistas realizaram ataque aéreo contraposições dos federalistas na cidade de Areias, já ocupada pelos governistas, utilizando um Potez e dois Waco. Durante o retorno, próximo a Bom Jesus da Bocaina, interceptaram um Potez 25 TOE governista que estava a bombardear a usina elétrica local, ocorrido rajadas de metralhadora de parte a parte sem perdas, porém, os paulistas desengajaram do combate por falta de munição e combustível. No dia 22 do mesmo mês houve um combate aéreo envolvendo um Waco e um Nieuport paulistas e um Waco e um Potez governistas, na ocasião os paulistas foram interceptados no regresso de um bombardeio às tropas federais em Queluz, ocorrendo troca de rajadas entre os aviões, embora nenhum deles tenha sido abatido. No dia 4 de setembro de 1932 o tenente Virgílio telegrafa para o coronel Francisco Júlio César de Alfieri, Chefe do Estado-Maior da Força Pública Paulista, informando que um avião federalista foi abatido em Mogi-Mirim, sem mais detalhes. Em 11 de setembro o major Romão Gomes informa àquele mesmo comandante que outro avião federalista foi abatido na cidade de Casa Branca após tentar atacar uma concentração de tropas situada próxima à estação ferroviária, mas após ser atingido por metralhadoras antiaéreas dos paulistas o aparelho se esfacelou no solo, matando instantaneamente seus dois ocupantes, entre eles, o aviador Lauro Horta Barbosa do Aero Clube Brasileiro.
Em 18 de setembro, durante um bombardeio da esquadrilha federal na área urbana da cidade de Campinas, o escoteiro Aldo Chioratto, de 9 anos, foi morto após ser atingido estilhaços de uma bomba atirada ao lado da estação ferroviária daquela cidade.
Em 21 de setembro de 1932 uma esquadrilha paulista composta por quatro aviões de caça, comandada pelo major-aviador Lysias Augusto Rodrigues, realizou uma missão de bombardeio aéreo bem-sucedida no aeródromo governista de Mogi Mirim, que havia sido recém-inaugurado. Nessa ação, a esquadrilha paulista destruiu em terra cinco aviões governistas e avariou um sexto que tentava alcançar voo. Na ocasião, as Forças Federais haviam sido pegas de surpresa graças a um ardil planejado pelo líder da missão que empregou a tática de voar em baixa altitude até aquela posição e vindo da própria retaguarda do adversário, fazendo-se passar pela esquadrilha inimiga. Conforme recordou o major:

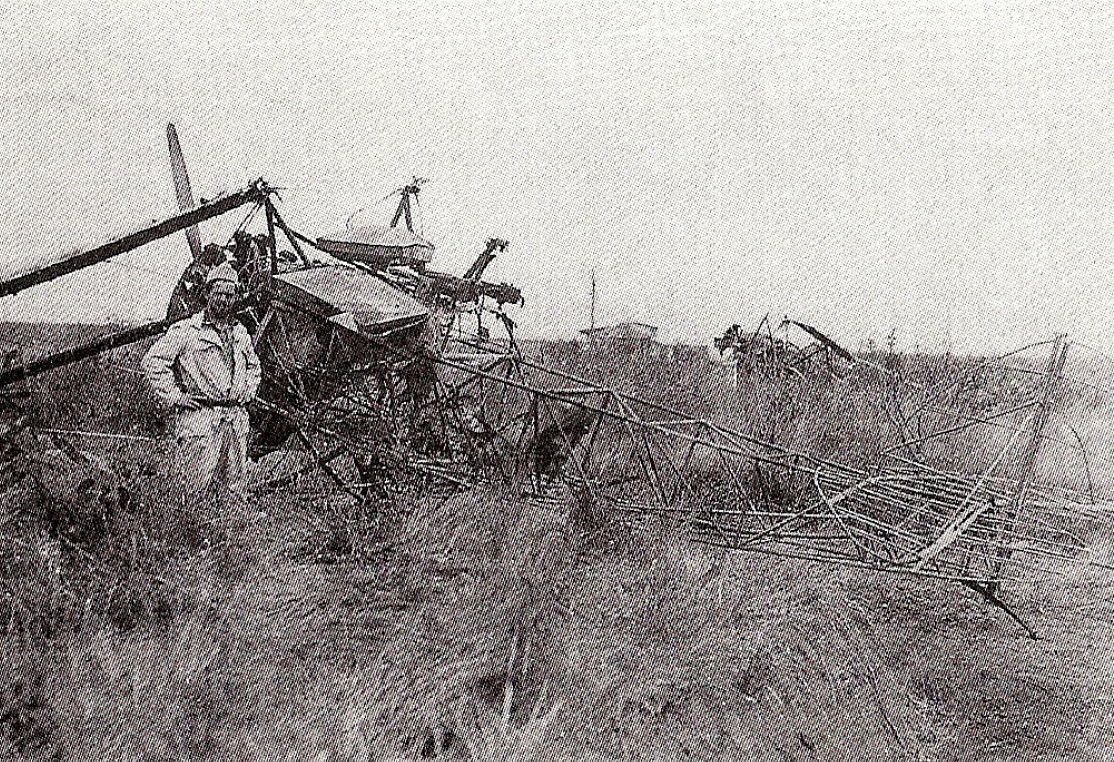
Aviões federalistas destruídos em Mogi Mirim pela esquadrilha paulista em 21 de setembro de 1932.

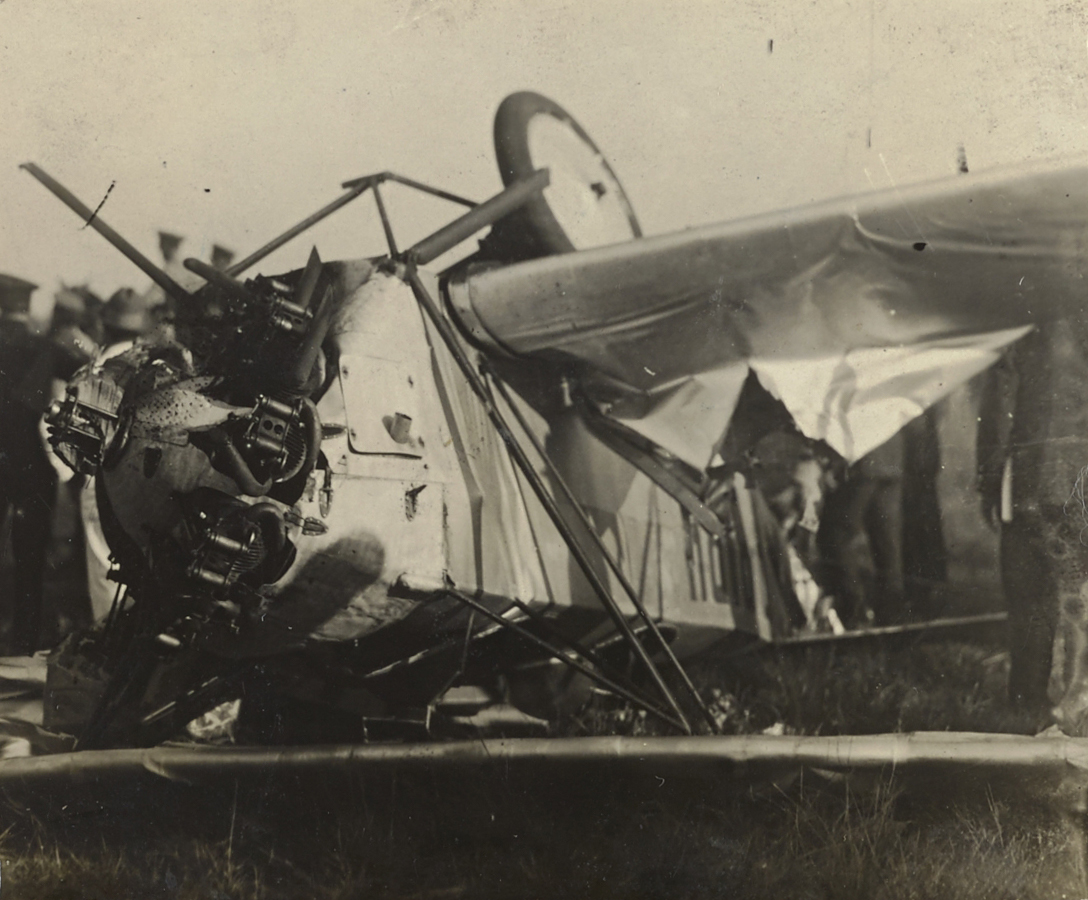
Avião das tropas federais abatido pelos paulistas em setembro de 1932.

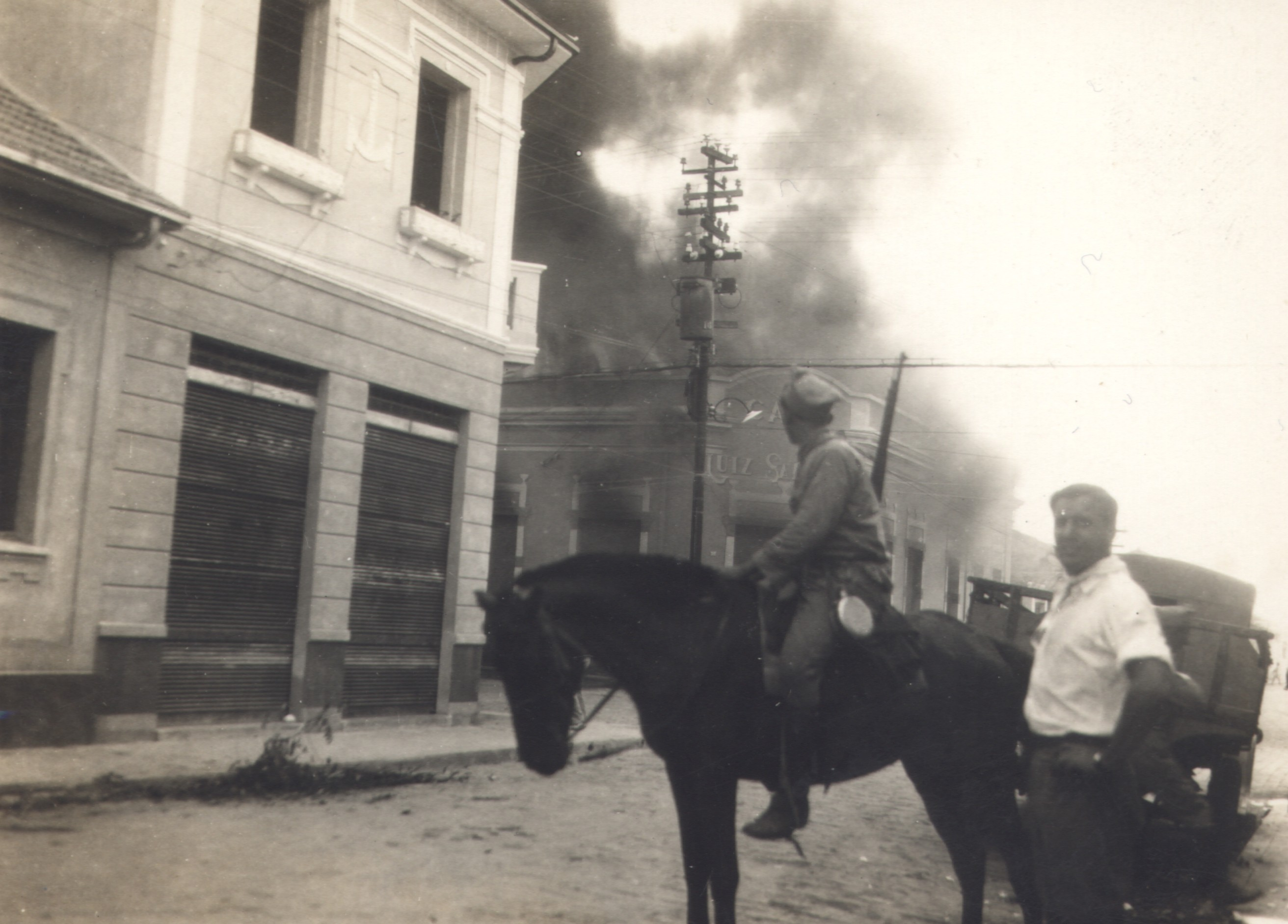
Prédio incendiado após bombardeio.

| “ | (...) só pouco depois de 8:30 horas foi que se pode decolar. O "Kyri Kyri" com o comandante e Abílio, o "Kavuré-y" com Gomes Ribeiro e Mario, o Waco verde com Motta Lima e Hugo Neves, e o "Negrinho" com o Aderbal, decolam [de Viracopos] rumo a Campinas. O comandante à testa da patrulha, inflete francamente para oeste, para fugir às vistas das linhas inimigas, e entrar em Mogi Mirim vindo de oeste. O campo de Mogi Mirim era de terra vermelha, e sendo vermelhos os Wacos ditatoriais, era preciso uma grande atenção para localiza-los; quando decolavam ou aterravam, a nuvem de poeira que se levantava facilitava a observação. Mas, quatro aviões potentes como os dos Gaviões, não podiam passar despercebidos, mesmo soprando o vento contra a direção de marcha, como era o caso. Quando íamos chegando perto, vimos bem a poeirada de dois aviões que decolavam! Ficaram todos possessos! Mas, de repente, houve um pasmo geral! Uma poeira de um avião que rolava, nos faz ver enfileirados, asa com asa, mais cinco "vermelhinhos"! Foi um susto e um "gozo"!... Então, ali enfileirados junto à cerca, para nos dar uma "ronda" à tarde?! Não! Esses não darão mais ronda em ninguém! Agora, vamos aproveitar a oportunidade e liquidar alguns, vingando o "Potez do Comandante"! Agora toca a vez de tirarmos a forra! Esses pensamentos, rápidos como relâmpagos, vieram enquanto os aviões se ajeitavam para entrar no "piqué". Desde há muito adotaremos o processo de bombardeio em "piqué" seguido pelos americanos, que nos davam um rendimento muitas vezes melhor que o método francês. Todos estavam treinadíssimos, e era difícil perder-se uma bomba! Quando Gomes Ribeiro e Motta Lima mergulharam, o comandante preocupou-se com a possibilidade de um encontro no ar, logo afastada. As bombas de Gomes Ribeiro e as de Motta Lima, caem juntas no grupo de aviões enfileirados, enquanto o clamor poderoso dos motores se ouve! E mal a cabragem termina, já novo "piqué" se segue! O comandante espera que eles acabem, e fica apreciando a fogueira imensa que se ateou lá embaixo, porque as bombas haviam caído justo sobre os aviões! Uma chama imensa, de um brilho fortíssimo, e lá estão os Wacos novinhos pagando o que os ditatoriais haviam feito ao "Potez do Comandante"! Era um espetáculo grandioso aquele! O fogo embaixo, ajudado pelo vento forte, queimava os outros aviões, juntinhos, estupidamente alinhados junto à grade! Que "gozo"! E, enquanto Gomes Ribeiro e Motta Lima, caem de metralhadoras sobre os ninhos da defesa aérea, o comandante que vê o Waco rolar para decolar, ataca-o. As bombas são lançadas uma por uma, com sangue frio e precisão! A primeira bomba cai à direita do avião que rola, e ele continua sua marcha. A segunda bomba cai à esquerda, bem mais próximo, e ele faz a curva para decolar. Quando ataca o motor e levanta a cauda para decolar, a terceira bomba cai junto! O motor para, o avião estaca! Ele estava fora de combate! E já o comandante se agacha de metralhadora sobre um grupo de ditatoriais abrigados atrás das arquibancadas. Tudo isso à luz daquelas gambiarras gigantescas, os "vermelhinhos" ditatoriais, que haviam vindo pressurosos da frente norte para dar nos Gaviões a: "ronda"! Estreparam-se! E reagrupada lá em cima, a patrulha dos Gaviões vê um dos Wacos vermelhinhos, agachadinho sobre o rio, fugir para as alterosas! Não vale à pena persegui-lo! A lição foi dura! E nas fisionomias dos Gaviões há uma grande alegria! Abílio e Mario trocam cumprimentos de avião para avião! Com a refrega da véspera, eles sabiam que tinham que abandonar o setor, ou seriam abatidos! Pediram socorro urgente, ansioso, desesperado, a Eduardo Gomes, o "dono" da aviação ditatorial. Ele veio pessoalmente, com seis Wacos vermelhos, novos em folha! E teve o desprazer de vê-los todos destruídos! E as vidas que aí se perderam?!... Gomes Ribeiro, fazia cálculos e dizia: "Morreram na certa, entre mecânicos, serventes e metralhadores, uns 12 homens! Não deixo por menos!..." Informações posteriores vieram, infelizmente, confirmar seus cálculos. Haviam ficado fora de combate mais de 30! Às 10:00 da manhã, já a notícia havia se espalhado, mas a princípio não lhe deram crédito, porque achavam que eram um "peixe" grande demais! Mas a confirmação não demorou a vir! À tarde, para confirmar o efeito moral, voltamos para lançar mais 300 kg de alto explosivo sobre eles! No campo de Viracopos não havia dentadura que coubesse dentro das bocas! Todos riam, e os dentes estavam em exposição! Riam os olhos, as bocas, as fisionomias, e, "mirabile dictu", até os aviões!... | ” |

A ação do dia 21 chamou a atenção do Governador do Estado de São Paulo, que exaltou o feito e parabenizou o comandante geral dos Grupos de Aviação Constitucionalistas:
| “ | Major Ivo Borges – Quartel Ivo Borges. – E’ com grande enthusiasmo que felicito a heroica aviação constitucionalista na figura do seu bravo commandante pelo brilhante feito de hoje, respondendo ao inexplicável ataque dos aviões da ditadura, contra cidades inermes, com feito rigorosamente militar, atacando com efficacia admirável, pontos que deviam ser atacados de accôrdo com as leis de guerra. Desse modo a aviação nacional cobre-se de gloria e a nação brasileira enche-se de orgulho. – (a) Pedro de Toledo, governador do Estado. | ” |

Em 23 de setembro, durante uma patrulha, o capitão Aderbal da Costa Oliveira abateu em pleno voo um Waco CSO governista em Mogi Mirim, nas proximidades da fazenda Santa Júlia, após metralhar o tanque de combustível do aparelho, o que obrigou os seus pilotos a aterrarem em território inimigo, resultando na prisão dos seus dois ocupantes e recuperação de partes do aparelho. Conforme noticiou o jornal Diário Nacional, reproduzindo o Boletim emitido no dia anterior pelo Comando Supremo do Exército Constitucionalista:
| “ | A aviação constitucionalista conta as suas vitórias pelas suas sahidas. Não há palavras de louvor bastantes para os commandados de Ivo Borges. O capitão Adherbal acaba de colher mais um triumpho, derrubando, às 11 horas de hoje um avião ditatorial, na frente Oeste. O apparelho adversário é um moderníssimo "Waco", attingido pelas balas do nosso grande aza; cahiu na fazenda "Santa Júlia". Outras informações dizem que os dois tripulantes desse apparelho foram feitos prisioneiros, accrescentando que o "Waco", depois de passar pelas necessárias reparações, será incorporado á esquadrilha constitucionalista. | ” |

Contudo, a aviação constitucionalista sofreu pesados reveses, entre eles, o ocorrido em 24 de setembro. Naquele dia a esquadrilha paulista realizou uma missão de bombardeio sobre o Cruzador Rio Grande do Sul, que realizava o bloqueio do Porto de Santos junto com outros navios da Armada brasileira, fechando o cerco sobre os paulistas naquele conflito. A missão era liderada pelo major Lysias Augusto que, a frente da esquadrilha, decolou por volta das 12 horas do Campo de Marte. A esquadrilha era composta pelo líder da missão, o major Lysias Augusto, que pilotava um Curtiss O1-E Falcon (o "Kyri Kyri"), tendo como observador o 2º tenente Abílio Pereira de Almeida; o capitão comissionado Arthur da Motta Lima Filho com um WACO CSO, tendo como observador o 2º tenente Hugo Gavião Souza Neves; e o capitão comissionado José Ângelo Gomes Ribeiro, pilotando um Curtiss O1-E Falcon (batizado de "Kavuré-y"), tendo como observador o 2º tenente comissionado Mário Machado Bittencourt. O capitão Aderbal da Costa Oliveira não participou da missão em função de problemas mecânicos no seu aparelho, um avião bombardeiro. Era previsto o reabastecimento e remuniciamento no aeródromo de Praia Grande, já previamente preparado para a missão. Após algumas tentativas o Curtiss do capitão José Ângelo, durante mergulho para lançamento de bomba contra o navio, entrou em chamas e se esfacelou no mar, em local próximo à Ilha da Moela, no Guarujá. No desastre foram mortos os dois ocupantes do avião, cujos corpos jamais foram recuperados, assim como os destroços do aparelho. Especulou-se que o avião tenha sido alvejado pela bateria antiaérea do navio de guerra, tese alegada pela imprensa governista. Porém, o major Lysias Augusto refutou essa versão, em depoimento no livro Gaviões de Penacho (1933), tendo afirmado que a causa mais provável foi uma falha mecânica no motor do aparelho durante um mergulho na máxima aceleração, atribuindo a falha ao engasgamento de válvula com retorno de chama, o que proporcionou a combustão do aparelho e a sua consequente queda no mar. Conforme argumentou:
| “ | Não é possível! Só por gabolice e pelo desejo nojento de tirar proventos pessoais de sua morte, é que dirão isso! [ter sido abatido por fogo antiaéreo do cruzador] Eu muitas vezes preveni o José, do perigo de picar a pleno regímen. Uma válvula que se engasga, um retorno de chama e explosão inevitável. Foi o que lhe sucedeu. Podem crer! Se de bordo tivessem atirado nele quando ele picava, eu veria, pois estava justamente observando o alvo. A atirarem, o fariam de preferência sobre o avião de Motta Lima, muito mais baixo, muito mais visível! Além disso, a 1.800 metros, não há metralhadora que ponha os projéteis a uma polegada um do outro; os destroços do avião do José, aí estão por documento! Eles atiraram, sim, mas quando os destroços do avião flutuavam! | ” |

Com o combustível esgotado, após terem lançado todas as bombas e diante da fatalidade, o restante da esquadrilha decidiu abandonar a missão. Foi declarado luto oficial de 8 dias nos Grupos de Aviação Constitucionalista por conta da perda e realizada amplas homenagens aos finados aviadores.
Várias cidades paulistas próximas aos locais de combate foram bombardeadas da mesma forma, incluindo a capital. Na frente norte, cidades como Cruzeiro, Cachoeira Paulista e Lorena, sofreram significativos bombardeios da aviação federalista. Ao fim de setembro, próximo do fim do conflito, o recuo das tropas paulistas de sua linha defensiva para Guaratinguetá fez com que aquela cidade fosse visada pelos "vermelhinhos", com inúmeros bombardeios nas posições de tropas e inclusive no perímetro urbano da cidade. Entre os aviadores que tomaram parte dessas missões de bombardeio sobre as cidades paulistas do Vale do Paraíba estava o então tenente-aviador Francisco de Assis Correia de Mello, popularmente conhecido por "Mello Maluco" pelos soldados, devido ao seu excessivo arrojo nas missões. Findo conflito, parte dos aviadores do Grupo de Aviação do Exército Constitucionalista rumou para o exílio na Argentina, via Mato Grosso-Paraguai, onde lá fixaram residência por mais de um ano, junto a demais exilados, como foi o caso do major Lysias Augusto Rodrigues, o capitão Aderbal da Costa Oliveira e o 1º tenente Arthur da Motta Lima.
Frotas aéreas paulistas e federais
Em relação ao número de aviões envolvidos na guerra, de acordo com García de Gabiola (levando em conta apenas os dispositivos de combate em condições de voo), os paulistas conseguiram reunir três Wacos CSO (dois deles armados apenas com armas portáteis, e o terceiro, armado, desertou dos federais), dois Potez 24TOE (um deles, o A-212, fez a primeira queda de um avião inimigo nas Américas, antes da Guerra do Chaco), um Nid.72 (desertou dos federais) e quatro Curtis Falcons adquiridos pelos paulistas durante a guerra. Três deles foram destruídos ao longo da guerra: um Falcon por fogo antiaéreo, um Potez por acidente e outro sendo bombardeado em terra. À frente deles, os federais tinham seis Potez 24TOE em condições de voo (mais três eram inúteis), 19 Wacos CSO (quatro no início da guerra, depois um desertou para os rebeldes e mais 15 adquiridos como reforços), dois Nid. 72 (um desertou para os rebeldes), um Amiot 122 (quase sem uso e outro em reparo), três S.55 (com mais três em reparo), dois hidroaviões Martin PM.1 e quatro Corsairs O2U. Destes, dois Potez foram destruídos (um abatido e o outro por acidente, mas ambos foram reparados), quatro Wacos destruídos (um por acidente, outro por fogo antiaéreo e outros dois bombardeados do ar pela aviação paulista na operação mais ousada da guerra, e outro desertou), um Martin destruído por acidente e também um Corsair. García de Gabiola oferece informações detalhadas sobre as operações aéreas, o destino e o número de cada avião de combate, incluindo a placa. Autores como Daroz ou Hagedorn também se referem parcialmente a essas operações e informações, mas não oferecem uma lista completa de todas as aeronaves disponíveis, como faz García de Gabiola. Há algumas discrepâncias nesses números entre Daroz, Hagedorn e García de Gabiola, mas eles mencionam principalmente que os dois primeiros autores não levam em consideração que a maioria dos dispositivos nos inventários eram inoperantes e usados apenas como fonte de peças de reposição.

### Fim do conflito

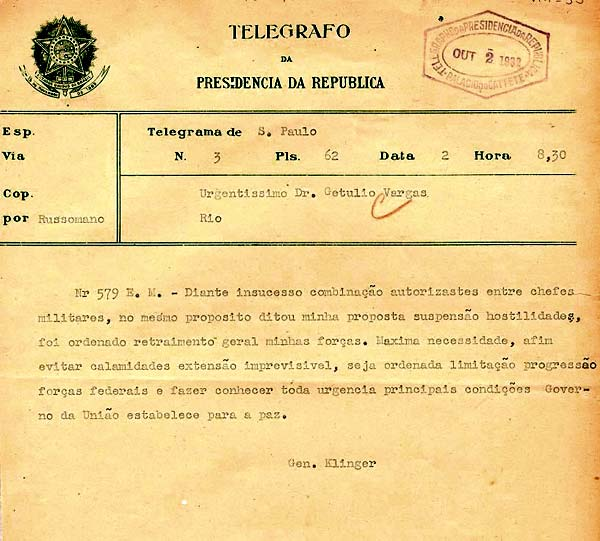
Telegrama relatando o fim das hostilidades.

Em meados de setembro de 1932, as condições econômicas do estado de São Paulo eram precárias, dado o cerco militar e o isolamento comercial. Além disso, as cidades do interior do estado estavam sendo paulatinamente invadidas pelas tropas de Getúlio Vargas e a capital paulista cada vez mais ameaçada pela ocupação militar. A asfixia comercial era em grande parte causada pelo bloqueio ao porto de Santos, impedindo a remessa de suprimentos básicos à população do estado e também inviabilizando o reabastecimento de recursos militares às tropas constitucionalistas, o que tornava cada vez mais insustentável seu poder defensivo que até então era viabilizado pelas contribuições feitas por seus cidadãos e pela mobilização de voluntários na produção e distribuição de suprimentos. Soma-se ainda o fato de que praticamente toda indústria paulista ou estava paralisada devido ao conflito ou estava a se dedicar na produção de materiais e suprimentos para as tropas constitucionalistas.
Os comandantes do Exército Constitucionalista, durante os três meses de conflito, tinham a expectativa de um ponto de inflexão no curso da guerra, de modo a saírem do cerco militar para reassumirem a ofensiva e, enfim, cumprir o objetivo do movimento armado, que previa a deposição do governo provisório então presidido por Getúlio Vargas. Porém, com os sucessivos revezes no campo militar, político, diplomático, econômico e logístico, os comandantes das Forças Constitucionalistas se resignaram e pediram o armistício ao governo provisório para iniciar as tratativas para a rendição. Entre os fatores que sustentaram essa decisão estava a dificuldade dos paulistas em fabricarem recursos bélicos em tempo e suficientes; a frustração com a aquisição de recursos bélicos no estrangeiro após a atuação ostensiva da diplomacia do governo provisório, que conseguiu sustar as compras iniciadas; a frustração com o não reconhecimento internacional do estado de beligerância; o aliciamento político ou a prisão pelo governo federal de importantes aliados estaduais aos rebeldes; a debelação dos revoltosos no Rio Grande do Sul; o cerco e a iminente queda da praça militar de Campinas e Limeira, o que significaria praticamente a tomada da capital paulista pelos governistas e, com isso, a inviabilidade das demais frentes de combate; e, por fim, a asfixia comercial resultante do cerco militar que resultou na escassez generalizada de alimentos, combustíveis, peças de reposição, materiais bélicos, entre outros recursos fundamentais para os rebeldes sustentarem a guerra.
Cientes da iminente derrota militar, o comandante supremo do Exército Constitucionalista, o general Bertoldo Klinger, e o comandante geral da Força Pública de São Paulo, o coronel Herculano de Carvalho e Silva, obtiveram um armísticio e se engajaram na negociação para o fim definitivo do conflito com o general Pedro de Aurélio de Góis Monteiro, comandante militar do destacamento leste e representante do governo provisório. Após alguns dias de negociação, no 2 de outubro de 1932, na cidade de Cruzeiro, foi enfim assinada a rendição e consequentemente dando por encerrado o conflito. Entre os termos do acordo, foi estabelecido que a Força Pública de São Paulo retornaria aos quartéis para reassumir suas funções na segurança pública do estado e o coronel Herculano de Carvalho e Silva assumiria interinamente o governo do estado de São Paulo até a chegada do interventor designado por Getúlio Vargas. Com a retirada geral das tropas da Força Pública paulista, as demais tropas constitucionalistas compostas por combatentes do Exército e voluntários, vendo-se incapazes de sustentar os combates devido a esse grande desfalque em suas linhas defensivas, também abandonaram as trincheiras em direção a capital e definitivamente encerrando os combates.
No dia 6 de outubro, o general Valdomiro Castilho de Lima, então comandante das forças militares do Sul do Brasil, assumiu a intervenção do Estado de São Paulo. Foi a segunda vez em menos de dois anos que as tropas gaúchas ocuparam a capital paulista, sendo a primeira vez durante a revolução de 1930. Com a derrota militar da Revolução Constitucionalista, a maior parte de seus líderes foi exilada na cidade de Lisboa em Portugal.

## Consequências

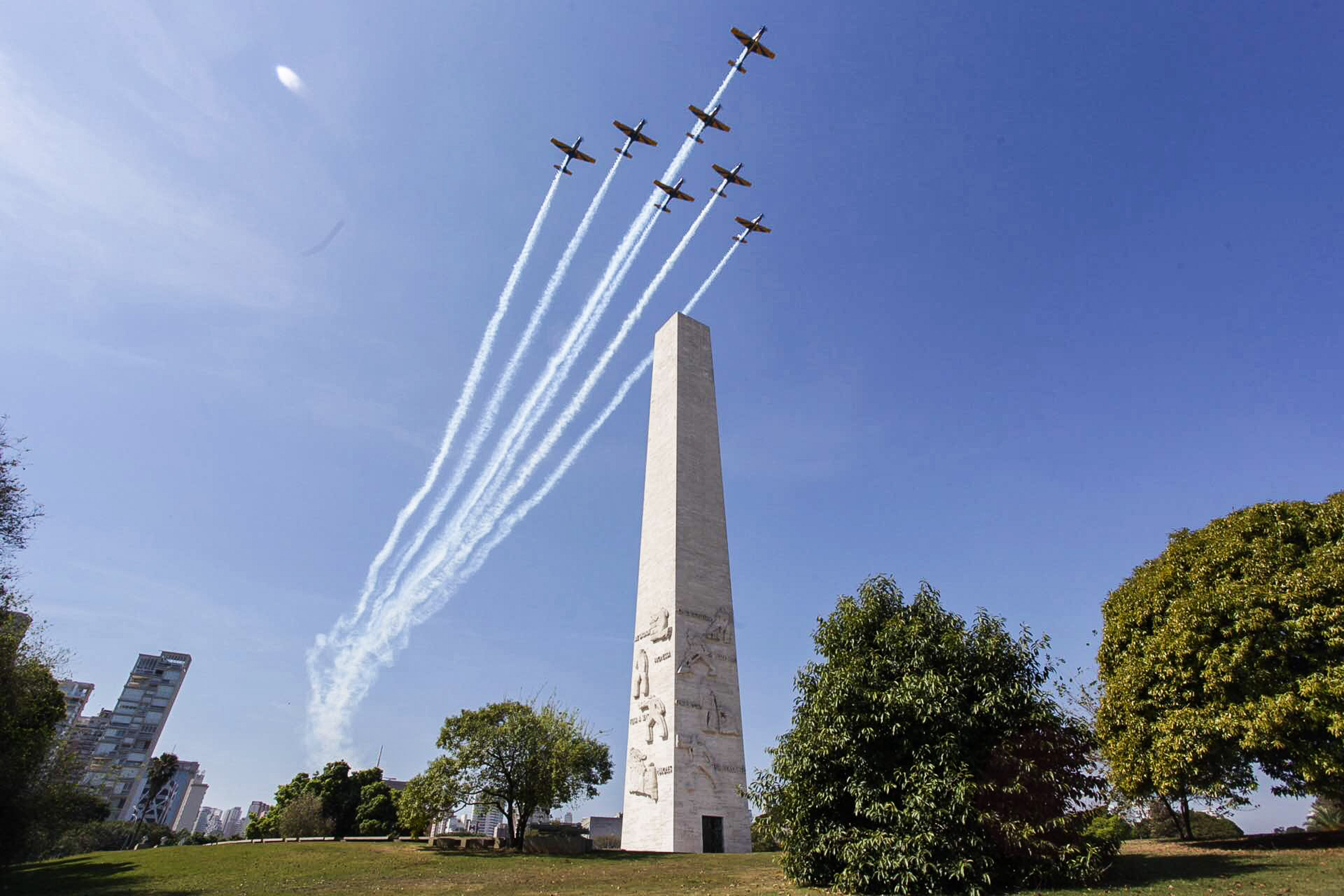
Obelisco de São Paulo, no Parque Ibirapuera, construído em homenagem aos heróis da Revolução Constitucionalista.

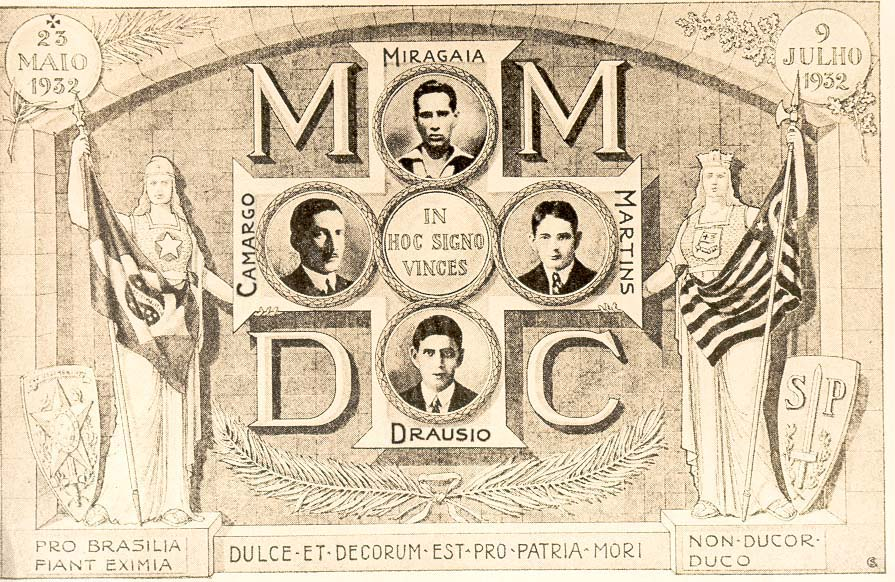
Cartão postal em memória de M.M.D.C.

Ao fim do conflito, com exceção dos membros da Força Pública de São Paulo, os principais líderes civis e militares do Movimento Constitucionalista foram enviados para o exílio em Portugal. Entre os paulistas, as baixas são estimadas em mais de mil mortos. Atualmente, no mausoléu do Obelisco do Ibirapuera são guardadas as cinzas de 713 ex-combatentes, além dos cinco jovens mortos em decorrência do protesto contra o governo de Getúlio Vargas em 23 de maio de 1932. Ainda que o número de baixas por parte do Governo Provisório nunca tenha sido divulgado, Frank D. MacCann recorre ao testemunho do adido militar norte americano que, após percorrer os locais de batalha, estimou em 1 050 mortos e cerca de 3 800 feridos. A Revolução de 1932 foi considerada por historiadores como um dos maiores conflitos na história brasileira no século XX.
Na versão do governo federal provisório, então presidido por Getúlio Vargas, o conflito não foi necessário, pois as eleições gerais já haviam sido agendadas para o ano seguinte. Em contrapartida, na versão dos líderes do levante, não ocorria as eleições de 1933 e a Assembleia Constituinte, tampouco a redemocratização e o Estado de Direito no Brasil não fosse o Movimento Constitucionalista de 1932. Porém, com exceção do estado de São Paulo, no restante do país prevalece a versão de Getúlio Vargas e de seus apoiadores, segundo a qual a bandeira da constitucionalização do país era um mero subterfúgio para os velhos políticos paulistas retomarem o poder após terem sido alijados dele com a Revolução de 1930 e, portanto, seriam eles os verdadeiros responsáveis pelo movimento armado. A tese varguista defende ainda que se tratou de uma conspiração orquestrada pela elite paulista que, de posse dos meios de comunicação da época no estado e utilizando a população paulista como massa de manobra, visava depor Vargas da Presidência da República para então reconduzir ao poder um representante da oligarquia paulista, que até então se encontrava no ostracismo político. Alega também que, com o fracasso desse objetivo inicial, a rebelião teria assumido um velado caráter separatista. Por fim, essa versão exalta a figura de Getúlio Vargas devido ao esforço do governo provisório na pacificação nacional no pós-conflito, atribuindo a ele o crédito das concessões políticas aos revoltosos, com o atendimento de praticamente todas as reivindicações que motivaram a revolução, além da reconciliação com os líderes paulistas.
Após o conflito, apesar da vitória militar do governo federal provisório, Getúlio Vargas foi pressionado pela coalizão política e militar que o apoiou, pois ele havia assumido diversos compromissos políticos e financeiros com os líderes estaduais e militares, penhorados como moeda de troca na aliança para combater os rebeldes, somado ainda ao considerável endividamento do Tesouro Nacional para o financiamento da ofensiva contra os revoltosos. Além disso, as lideranças da coalizão de apoio ao governo exigiam, a partir do fim do conflito, um esforço de pacificação nacional para a normalização política e econômica do país. Para tanto, a eleição para a formação da Assembleia Constituinte era decisiva. Por outro lado, o governo provisório perdeu importantes bases de apoio político que até então sustentavam a diretriz vigente do regime, como foi o caso dos "tenentes" representados pelo Clube 3 de Outubro, que eram contrários a constitucionalização do país e acabaram perdendo sua influência política no pós-conflito. Nesse novo contexto, Getúlio Vargas ficou acuado politicamente e teve que fazer concessões para sustentar o seu grupo político no poder.
As concessões do governo provisório foram de ordem política e econômica, as quais incluíram São Paulo, no esforço de pacificação nacional e da normalização dos negócios no país, além de também prevenir novas divergências políticas, de modo a obter o mínimo de apoio político necessário dos estados para o Poder Executivo Federal operar. Na época, o estado de São Paulo era uma das maiores economias do país e os diversos estados brasileiros tinham forte vínculo econômico e político com o estado, e a partir dele com o exterior, o que era motivo de grande preocupação para a União no pós-guerra. Um dos principais esforços nesse sentido foi a decisão técnica do Banco do Brasil, então autoridade monetária na época, em assumir as obrigações do bônus de guerra emitido pelo Governo de São Paulo durante o conflito, para prevenir uma crise econômica de liquidez no país. O governo federal provisório também buscou normalizar o comércio interno entre os estados e com o exterior a partir do Porto de Santos, em São Paulo, ao desobstruir acessos e ao reativar a plena atividade operacional e produtiva no estado. Porém, a maior parte das concessões de Getúlio Vargas a São Paulo foi por meio de seu interventor militar no estado, o general Valdomiro Lima, que ao assumir a interventoria em 6 de outubro de 1932 encontrou um terreno hostil, com ressentimentos e boicotes por parte dos paulistas. Por conta da alarmante situação no estado, o interventor realizou várias medidas para arrefecer a hostilidade da população, entre as quais, a chancela de Teodoro Augusto Ramos para prefeito da capital após ter sido indicado pelo Instituto de Engenharia de São Paulo, o atendimento das principais reivindicações dos cafeicultores paulistas, a concessão de moratória para o pagamento da taxa de 2% sobre as mercadorias importadas, libertação de combatentes presos, suspensão da censura à imprensa e preservação da maior parte dos delegados de polícia em seus postos.

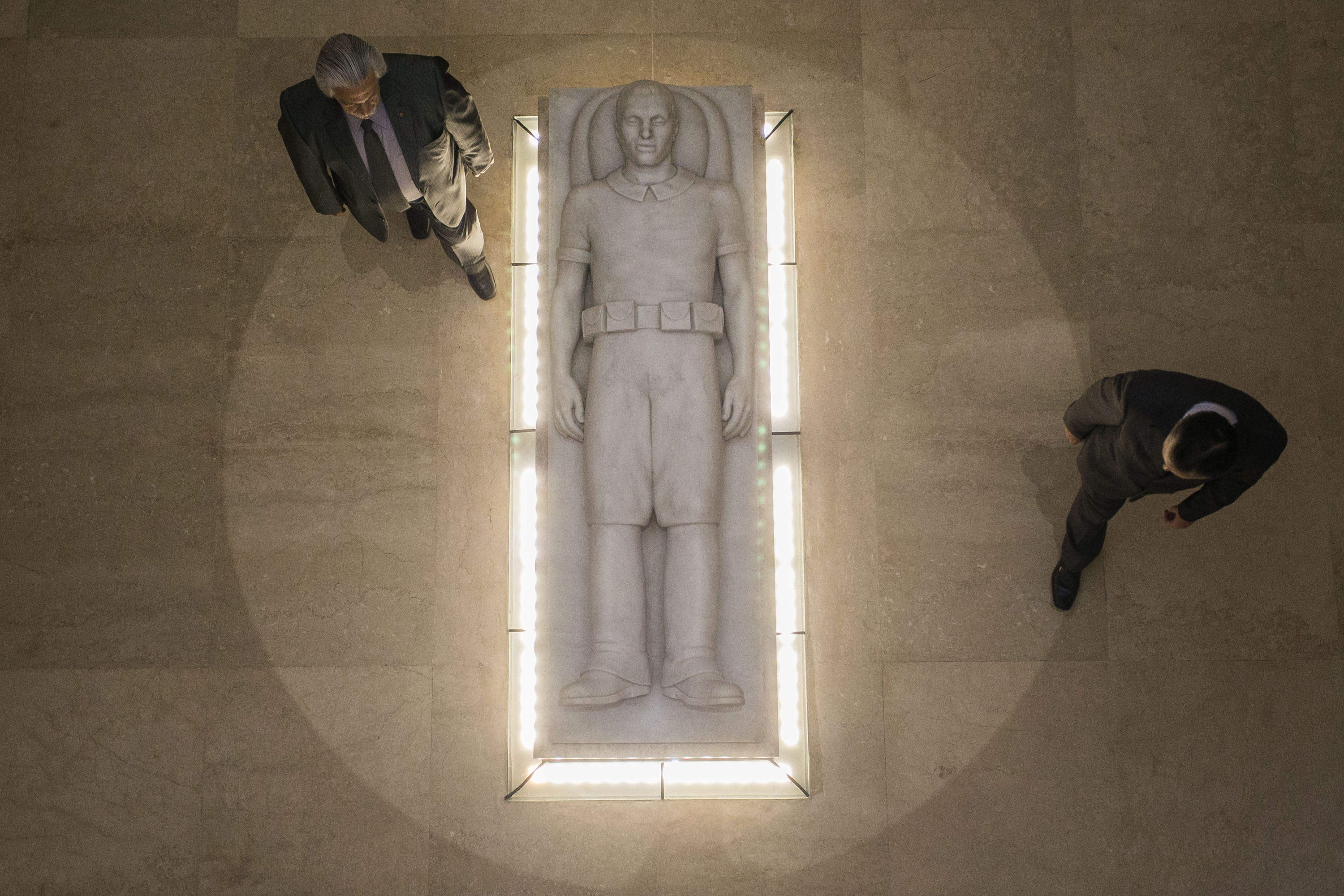
Mausoléu ao Soldado Constitucionalista de 1932 no interior do Obelisco de São Paulo.

Em 3 de maio de 1933 foram enfim realizadas as eleições para a Assembleia Nacional Constituinte, quando as mulheres votaram pela primeira vez no Brasil em eleições nacionais. Nesta eleição, graças à criação da Justiça Eleitoral, as fraudes deixaram de ser rotina nas eleições brasileiras. Em 17 de junho de 1934, durante a Assembleia Constituinte, Getúlio Vargas foi eleito indiretamente para a Presidência da República para um mandato de 4 anos, cuja posse ocorreu em 20 de julho. Ao final da Assembleia, em 16 de julho, foi promulgada a Constituição de 1934, o que marcou a volta da democracia e do estado de direito no país, bem como a pacificação entre os grupos políticos, além do retorno do exílio dos líderes rebeldes e da reincorporação dos militares rebeldes aos seus respectivos postos nas Forças Armadas do Brasil, embora a anistia destes últimos tenha sido em muito resultado da influência e pressão do general Pedro Góis Monteiro sobre o governo federal. Ainda naquele ano, o Presidente da República nomeia um interventor civil e paulista para o governo de São Paulo, Armando de Sales Oliveira, em mais um esforço de pacificação nacional.
Anos mais tarde, durante o regime do Estado Novo, dois interventores federais em São Paulo saíram das hostes do PRP: Ademar de Barros (1938-1941) e Fernando de Sousa Costa (1941-1945), que havia sido secretário da agricultura do ex-governador de São Paulo, Júlio Prestes. Tornaram-se ambos grandes aliados de Getúlio Vargas em São Paulo.
Apesar da derrota militar, as lideranças paulistas consideraram terem obtido uma vitória moral e política. Conforme expressou o general Bertoldo Klinger, alguns anos após o conflito:
| “ | Ao entrarmos no sólo paulista, para assumir o commando supremo, declarei que desembainhava a minha espada em continencia á Lei (...) Fomos obrigados a uma rendição incondicional, para poupar a S. Paulo, a todo o Brasil, dias mais amargos ainda. Mas fizemos triumphar a nossa idéa: a volta do paiz ao regimen constitucional. Obrigamos o governo a realizal-a. E, conseguido o nosso objectivo, podemos mais uma vez dizer que a santa guerra em que São Paulo e Matto Grosso se bateram pelo Brasil livre contra o Brasil escravisado, o vencido venceu o vencedor. | ” |

No estado de São Paulo, a Revolução de 1932 se transformou na mais importante referência histórica da cidadania, dos valores e dos princípios de sua gente, a exemplo do que é a Guerra dos Farrapos para os gaúchos. Ainda durante o conflito, por meio da propaganda, foram reavivadas as tradições bandeirantes do estado, por exemplo, com imagens dos principais bandeirantes paulistas nas ilustrações das notas da moeda paulista colocada em circulação, no rádio, em cartazes e em outras várias publicações. A data 9 de julho é feriado em São Paulo e conta com eventos comemorativos por todo estado. Contudo, no restante do país não há qualquer comemoração referente a Revolução Constitucionalista de 1932 e também é pouco lembrado, mesmo nos círculos acadêmicos e escolares, embora tenha ficado marcado na história do Brasil como um dos principais conflitos civil e militar, tanto pela mobilização ocorrida quanto pelo número de mortos, que em muito superou as baixas ocorridas na campanha militar brasileira na Itália na Segunda Guerra Mundial.

### Preservação da memória e dos ideais de 1932

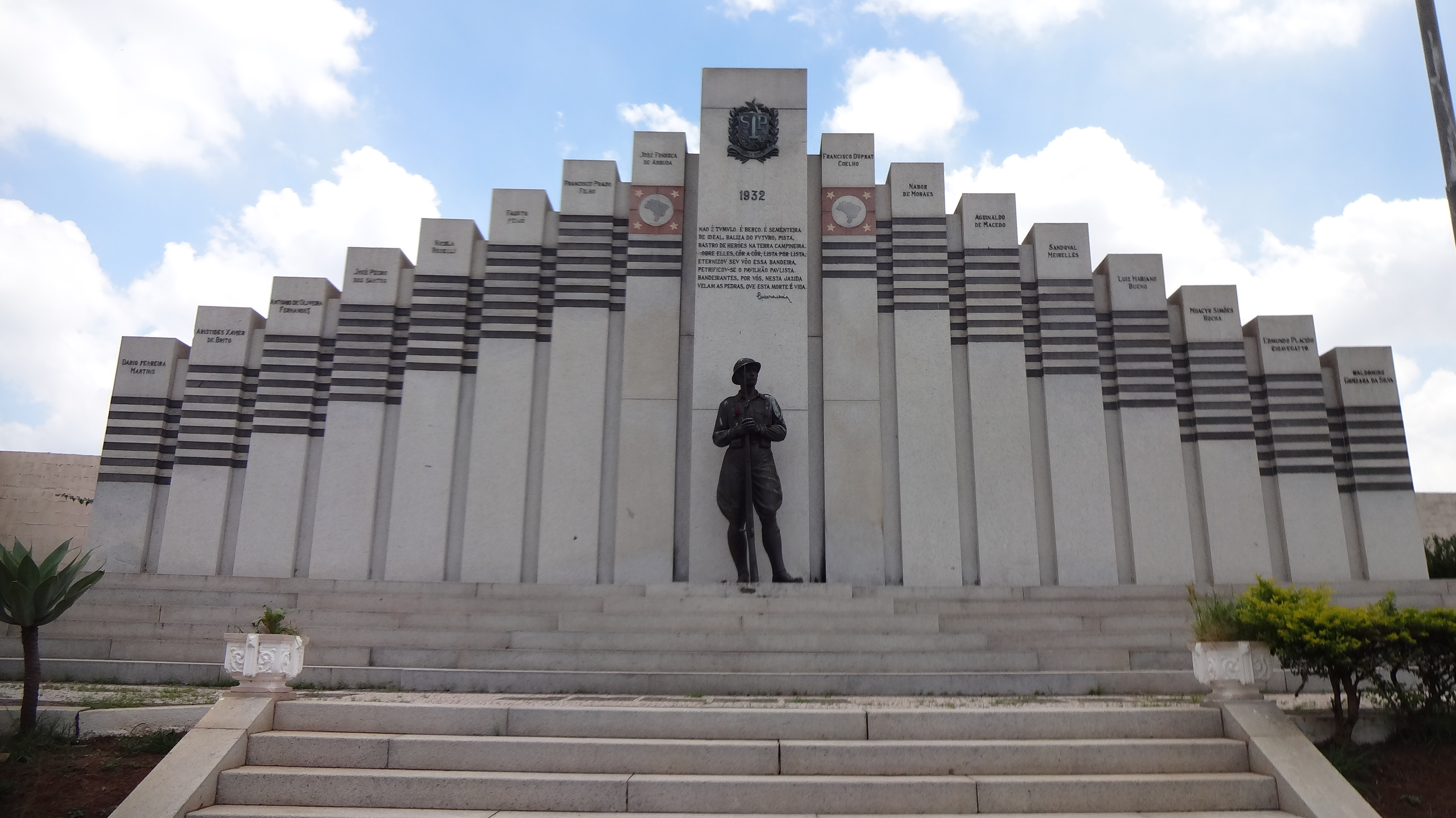
Monumento aos Heróis da Revolução Constitucionalista de 1932 no Cemitério da Saudade, em Campinas.

O 9 de julho é feriado civil no Estado de São Paulo e também é a sua data magna, instituído pela lei nº 9.497 de 5 de março de 1997. Porém, desde 1934 anualmente nessa data é realizado o desfile cívico-militar comemorativo de 9 de julho na capital paulista, atualmente sediado no Parque do Ibirapuera, e também é realizado em cidades do interior do estado, em memória ao conflito e em homenagem àqueles que tombaram pela causa Constitucionalista. Nesta solenidade, são depositados no Mausoléu do Soldado Constitucionalista os restos mortais de veteranos. O evento durante muitos anos contou com a participação dos batalhões de veteranos do conflito.
Como parte das comemorações há também a Prova Ciclística 9 de Julho criada pelo jornalista Cásper Líbero e realizada desde 1933 na cidade de São Paulo. Além disso, todos os anos no início de julho um grupo de paulistas faz a "Caminhada 9 de Julho", percorrendo a pé 927 quilômetros pelo estado de São Paulo, saindo de Rubineia, no extremo oeste do estado, e concluindo o trecho no município de Cruzeiro, no Vale do Paraíba, onde foi assinada a rendição dos paulistas. Os organizadores da caminhada cívica almejam entrar para o livro Guiness dos recordes como a maior caminhada cívica do mundo.
Em 25 de Janeiro de 1934, foi inaugurado o primeiro monumento em homenagem aos combatentes mortos durante o conflito, na cidade de Itapira-SP. O Monumento do Morro do Gravi é considerado um dos principais marcos em homenagem aos soldados mortos em todo o "Setor Leste" Paulista.

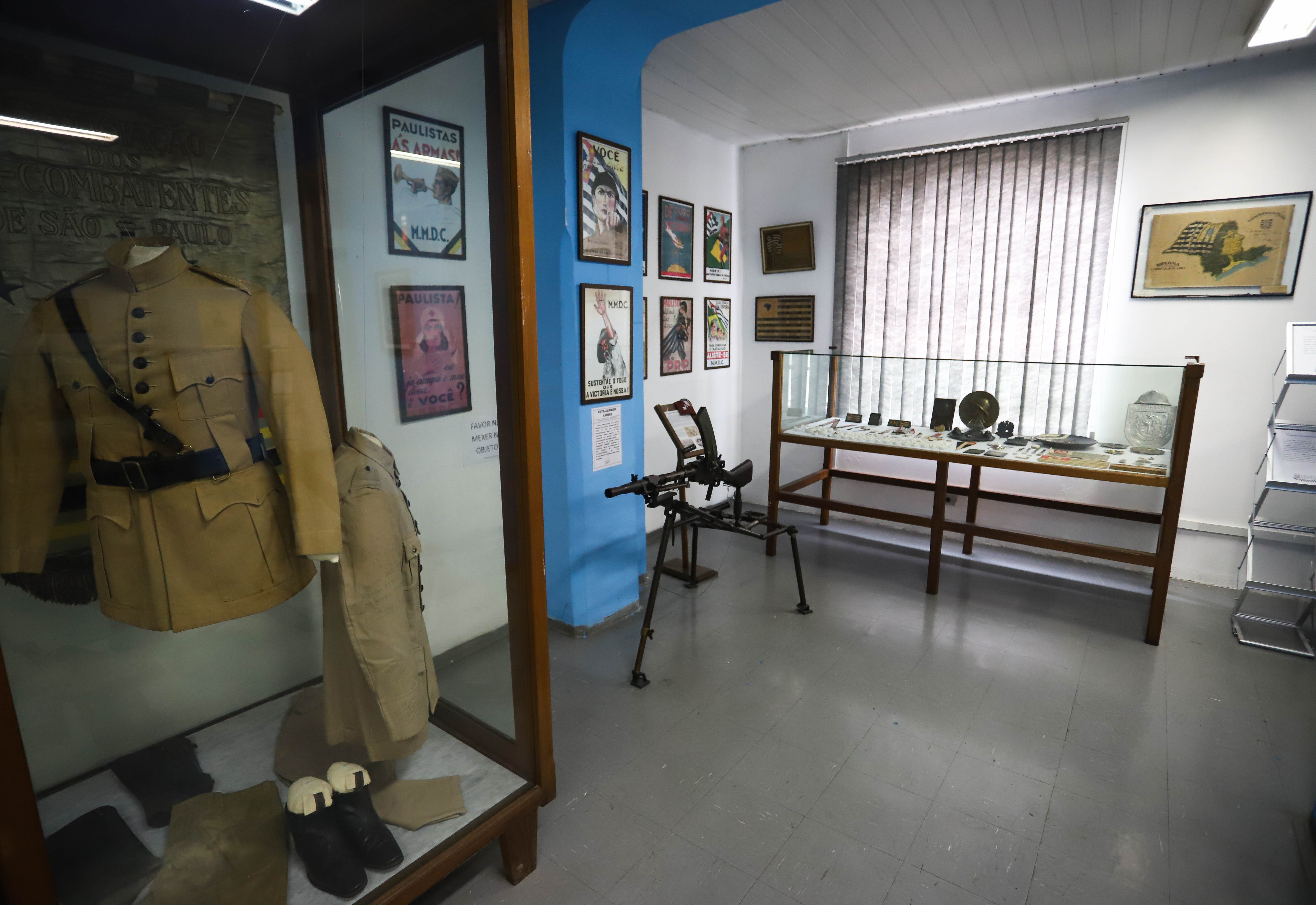
Museu da Polícia Militar de São Paulo.

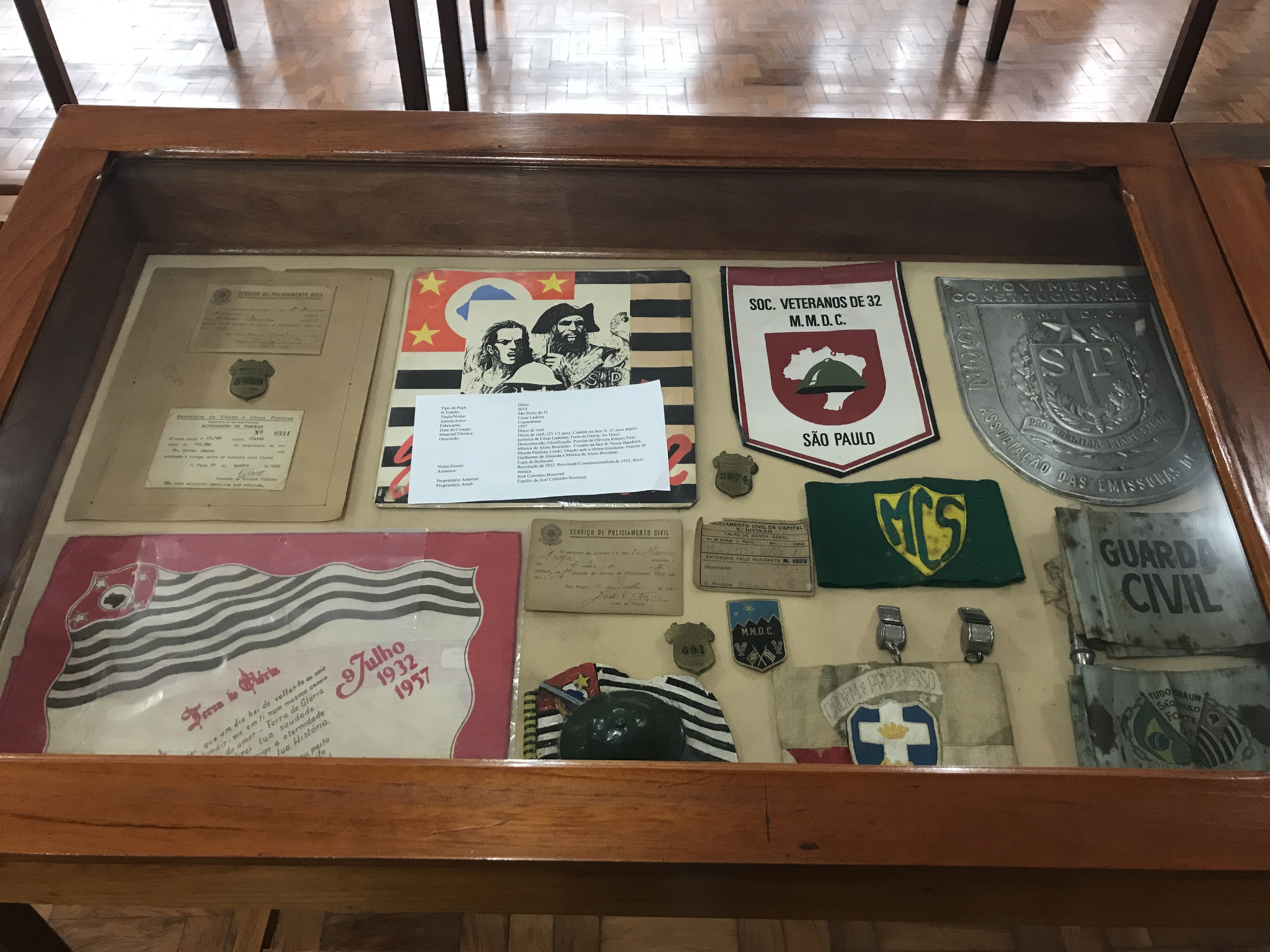
Memorial de 32.

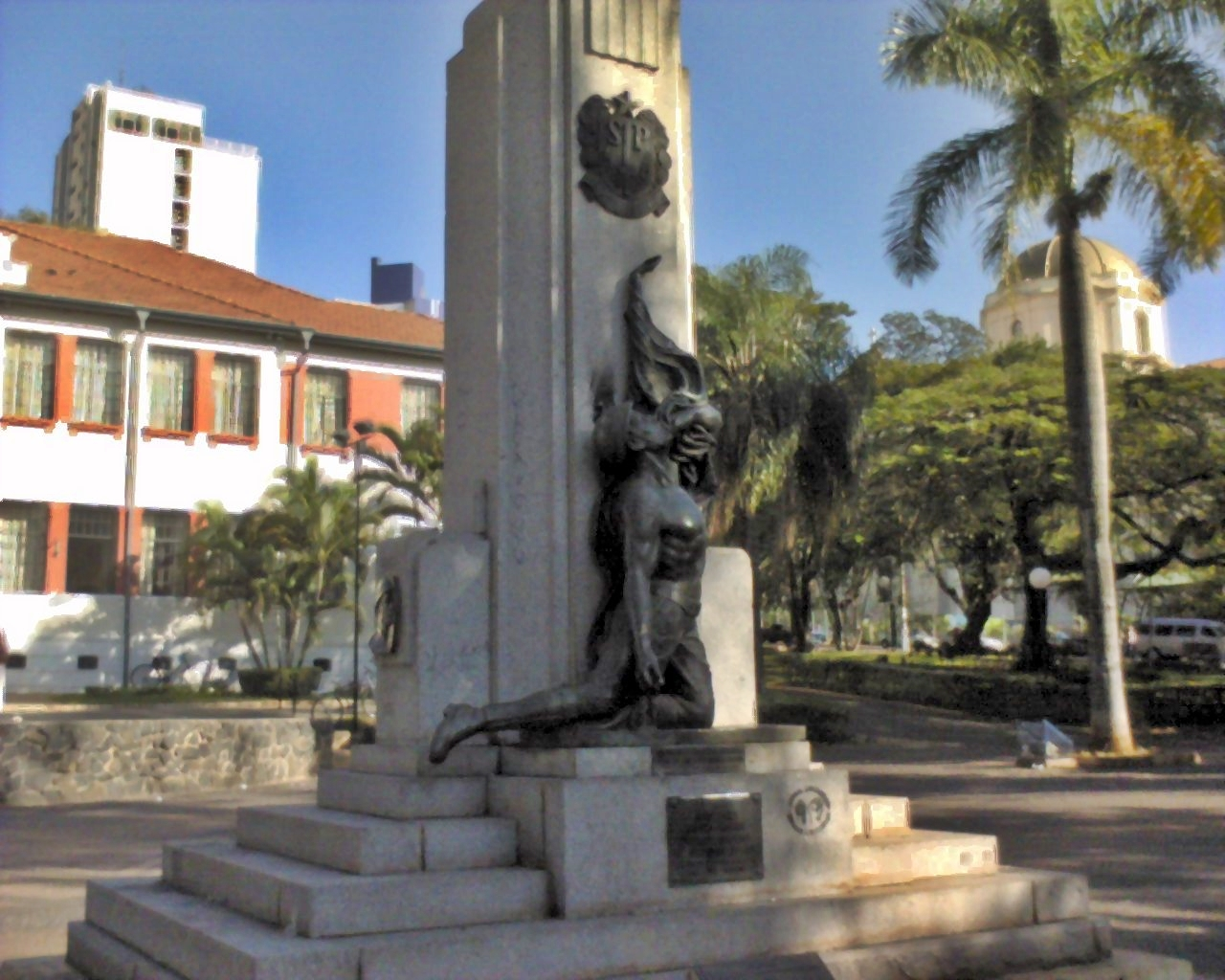
Monumento ao Soldado Constitucionalista em Americana.

Em 1935, foi iniciada a campanha pró-Monumento e Mausoléu ao Soldado Constitucionalista de 1932, com o objetivo de preservar a memória da campanha cívica e militar ocorrida em 1932, a causa constitucionalista defendida pelos revolucionários e também homenagear aqueles que tombaram no conflito. Em março daquele ano, a comissão formada iniciou suas atividades com medidas para angariação de fundos e a abertura da seleção dos melhores projetos para a obra artística e arquitetônica, baseada em condições formuladas por um grupo de arquitetos, engenheiros e artistas plásticos, que julgaram os trabalhos apresentados. O monumento foi construído no Parque Ibirapuera e inaugurado em 9 de julho de 1955, embora efetivamente concluída as obras somente em 1970.
Em cidades do estado há também diversos monumentos dedicados à memória do conflito, além de diversos logradouros denominados em referência e homenagem ao movimento constitucionalista e seus heróis como, por exemplo, a Avenida 23 de Maio e a Avenida 9 de Julho na capital paulista.
A cidade de Cruzeiro recebeu, por meio da lei estadual nº 13 203 de 10 de setembro de 2008, o título honorífico de "Capital da Revolução Constitucionalista de 1932" em virtude dos marcantes episódios desse conflito ocorridos no município, entre os quais, a assinatura do armistício, termo de cessação da Revolução que se deu no dia 2 de outubro de 1932 na Escola Arnolfo Azevedo, localizada na região central da cidade, cujo prédio também foi utilizado como quartel-general pelas tropas paulistas.
O Exército Constitucionalista simbolicamente ainda existe e anualmente é representado nos desfiles cívicos-militares respectivos às comemorações do 9 de julho em São Paulo. Ao longo dos anos, a entidade Sociedade dos Veteranos de 1932 vem preservando a memória e um variado acervo de documentos, relíquias e demais itens históricos da Revolução de 1932.

### Impacto cultural
Nos anos que se seguiram ao fim da guerra houve um significativo esforço por parte de muitos ex-combatentes e pessoas que atuaram diretamente na revolução em publicar obras com relatos de suas experiências, como foi o caso de Paulo Duarte, Menotti Del Picchia, Alfredo Ellis Junior, Guilherme de Almeida, Arnon de Mello, entre outros. Somente em 1933 foram publicados 67 livros e seis anos depois já havia um total acumulado de 170 obras. Trinta anos depois do conflito, Aureliano Leite realizou um catálogo com cerca de 600 títulos dedicados ao tema, os quais constituem um importante acervo histórico e literário. A história da revolução foi também abordada em importantes obras da literatura brasileira, como foi o caso do romance Éramos Seis publicado em 1943 pela escritora Maria José Dupré.
O conflito também foi retratado em produções da televisão brasileira, como na novela O Casarão (1976); na novela Os Imigrantes (1981); na novela Éramos Seis, nas suas cinco versões, baseadas no romance de Dupré; e na novela Esperança (2002), todas elas com perspectiva favorável a causa dos revolucionários. Em 2002, em comemoração aos 70 anos do movimento armado, foi produzido pela TV Cultura e a TV Assembleia o documentário A Guerra dos Paulistas - A Revolução Constitucionalista de 1932. A minissérie Um Só Coração (2004), produzida e exibida pela Rede Globo, também retratou a história do conflito. A minissérie JK (2006) retrata a vida do ex-presidente Juscelino Kubitschek, incluindo a participação dele naquela guerra.

## Literatura
- Carvalho e Silva, Herculano (1932). A revolucão constitucionalista: subsidios para a sua história, organizados pelo Estado Maior da Força Publica de S. Paulo (in Brazilian Portuguese). Civilização Brasileira Editora.
- García de Gabiola, Javier (2020). The Paulista War Volume 1. Warwick UK: Helion & Company. ISBN 9781912866380.
- García de Gabiola, Javier (2020). The Paulista War Volume 2. Warwick UK: Helion & Company. ISBN 9781913336370.
- García de Gabiola, Javier (2012). "1932: Sao Paulo en armas". Historia y Vida (in Spanish). No. 535. Barcelona: Prisma Editorial. pp. 60–67. ISSN 0018-2354.
- Hilton, Stanley E. (1982). A guerra civil brasileira: história da Revolução Constitucionalista de 1932 (in Brazilian Portuguese). Editora Nova Fronteira